# Problème des huit dames
|   | a | b | c | d | e | f | g | h |   |
| 8 | Dame blanche sur case noire d8 · Dame blanche sur case noire g7 · Dame blanche sur case blanche c6 · Dame blanche sur case blanche h5 · Dame blanche sur case noire b4 · Dame blanche sur case noire e3 · Dame blanche sur case blanche a2 · Dame blanche sur case blanche f1 | Dame blanche sur case noire d8 · Dame blanche sur case noire g7 · Dame blanche sur case blanche c6 · Dame blanche sur case blanche h5 · Dame blanche sur case noire b4 · Dame blanche sur case noire e3 · Dame blanche sur case blanche a2 · Dame blanche sur case blanche f1 | Dame blanche sur case noire d8 · Dame blanche sur case noire g7 · Dame blanche sur case blanche c6 · Dame blanche sur case blanche h5 · Dame blanche sur case noire b4 · Dame blanche sur case noire e3 · Dame blanche sur case blanche a2 · Dame blanche sur case blanche f1 | Dame blanche sur case noire d8 · Dame blanche sur case noire g7 · Dame blanche sur case blanche c6 · Dame blanche sur case blanche h5 · Dame blanche sur case noire b4 · Dame blanche sur case noire e3 · Dame blanche sur case blanche a2 · Dame blanche sur case blanche f1 | Dame blanche sur case noire d8 · Dame blanche sur case noire g7 · Dame blanche sur case blanche c6 · Dame blanche sur case blanche h5 · Dame blanche sur case noire b4 · Dame blanche sur case noire e3 · Dame blanche sur case blanche a2 · Dame blanche sur case blanche f1 | Dame blanche sur case noire d8 · Dame blanche sur case noire g7 · Dame blanche sur case blanche c6 · Dame blanche sur case blanche h5 · Dame blanche sur case noire b4 · Dame blanche sur case noire e3 · Dame blanche sur case blanche a2 · Dame blanche sur case blanche f1 | Dame blanche sur case noire d8 · Dame blanche sur case noire g7 · Dame blanche sur case blanche c6 · Dame blanche sur case blanche h5 · Dame blanche sur case noire b4 · Dame blanche sur case noire e3 · Dame blanche sur case blanche a2 · Dame blanche sur case blanche f1 | Dame blanche sur case noire d8 · Dame blanche sur case noire g7 · Dame blanche sur case blanche c6 · Dame blanche sur case blanche h5 · Dame blanche sur case noire b4 · Dame blanche sur case noire e3 · Dame blanche sur case blanche a2 · Dame blanche sur case blanche f1 | 8 |
| 7 | Dame blanche sur case noire d8 · Dame blanche sur case noire g7 · Dame blanche sur case blanche c6 · Dame blanche sur case blanche h5 · Dame blanche sur case noire b4 · Dame blanche sur case noire e3 · Dame blanche sur case blanche a2 · Dame blanche sur case blanche f1 | Dame blanche sur case noire d8 · Dame blanche sur case noire g7 · Dame blanche sur case blanche c6 · Dame blanche sur case blanche h5 · Dame blanche sur case noire b4 · Dame blanche sur case noire e3 · Dame blanche sur case blanche a2 · Dame blanche sur case blanche f1 | Dame blanche sur case noire d8 · Dame blanche sur case noire g7 · Dame blanche sur case blanche c6 · Dame blanche sur case blanche h5 · Dame blanche sur case noire b4 · Dame blanche sur case noire e3 · Dame blanche sur case blanche a2 · Dame blanche sur case blanche f1 | Dame blanche sur case noire d8 · Dame blanche sur case noire g7 · Dame blanche sur case blanche c6 · Dame blanche sur case blanche h5 · Dame blanche sur case noire b4 · Dame blanche sur case noire e3 · Dame blanche sur case blanche a2 · Dame blanche sur case blanche f1 | Dame blanche sur case noire d8 · Dame blanche sur case noire g7 · Dame blanche sur case blanche c6 · Dame blanche sur case blanche h5 · Dame blanche sur case noire b4 · Dame blanche sur case noire e3 · Dame blanche sur case blanche a2 · Dame blanche sur case blanche f1 | Dame blanche sur case noire d8 · Dame blanche sur case noire g7 · Dame blanche sur case blanche c6 · Dame blanche sur case blanche h5 · Dame blanche sur case noire b4 · Dame blanche sur case noire e3 · Dame blanche sur case blanche a2 · Dame blanche sur case blanche f1 | Dame blanche sur case noire d8 · Dame blanche sur case noire g7 · Dame blanche sur case blanche c6 · Dame blanche sur case blanche h5 · Dame blanche sur case noire b4 · Dame blanche sur case noire e3 · Dame blanche sur case blanche a2 · Dame blanche sur case blanche f1 | Dame blanche sur case noire d8 · Dame blanche sur case noire g7 · Dame blanche sur case blanche c6 · Dame blanche sur case blanche h5 · Dame blanche sur case noire b4 · Dame blanche sur case noire e3 · Dame blanche sur case blanche a2 · Dame blanche sur case blanche f1 | 7 |
| 6 | Dame blanche sur case noire d8 · Dame blanche sur case noire g7 · Dame blanche sur case blanche c6 · Dame blanche sur case blanche h5 · Dame blanche sur case noire b4 · Dame blanche sur case noire e3 · Dame blanche sur case blanche a2 · Dame blanche sur case blanche f1 | Dame blanche sur case noire d8 · Dame blanche sur case noire g7 · Dame blanche sur case blanche c6 · Dame blanche sur case blanche h5 · Dame blanche sur case noire b4 · Dame blanche sur case noire e3 · Dame blanche sur case blanche a2 · Dame blanche sur case blanche f1 | Dame blanche sur case noire d8 · Dame blanche sur case noire g7 · Dame blanche sur case blanche c6 · Dame blanche sur case blanche h5 · Dame blanche sur case noire b4 · Dame blanche sur case noire e3 · Dame blanche sur case blanche a2 · Dame blanche sur case blanche f1 | Dame blanche sur case noire d8 · Dame blanche sur case noire g7 · Dame blanche sur case blanche c6 · Dame blanche sur case blanche h5 · Dame blanche sur case noire b4 · Dame blanche sur case noire e3 · Dame blanche sur case blanche a2 · Dame blanche sur case blanche f1 | Dame blanche sur case noire d8 · Dame blanche sur case noire g7 · Dame blanche sur case blanche c6 · Dame blanche sur case blanche h5 · Dame blanche sur case noire b4 · Dame blanche sur case noire e3 · Dame blanche sur case blanche a2 · Dame blanche sur case blanche f1 | Dame blanche sur case noire d8 · Dame blanche sur case noire g7 · Dame blanche sur case blanche c6 · Dame blanche sur case blanche h5 · Dame blanche sur case noire b4 · Dame blanche sur case noire e3 · Dame blanche sur case blanche a2 · Dame blanche sur case blanche f1 | Dame blanche sur case noire d8 · Dame blanche sur case noire g7 · Dame blanche sur case blanche c6 · Dame blanche sur case blanche h5 · Dame blanche sur case noire b4 · Dame blanche sur case noire e3 · Dame blanche sur case blanche a2 · Dame blanche sur case blanche f1 | Dame blanche sur case noire d8 · Dame blanche sur case noire g7 · Dame blanche sur case blanche c6 · Dame blanche sur case blanche h5 · Dame blanche sur case noire b4 · Dame blanche sur case noire e3 · Dame blanche sur case blanche a2 · Dame blanche sur case blanche f1 | 6 |
| 5 | Dame blanche sur case noire d8 · Dame blanche sur case noire g7 · Dame blanche sur case blanche c6 · Dame blanche sur case blanche h5 · Dame blanche sur case noire b4 · Dame blanche sur case noire e3 · Dame blanche sur case blanche a2 · Dame blanche sur case blanche f1 | Dame blanche sur case noire d8 · Dame blanche sur case noire g7 · Dame blanche sur case blanche c6 · Dame blanche sur case blanche h5 · Dame blanche sur case noire b4 · Dame blanche sur case noire e3 · Dame blanche sur case blanche a2 · Dame blanche sur case blanche f1 | Dame blanche sur case noire d8 · Dame blanche sur case noire g7 · Dame blanche sur case blanche c6 · Dame blanche sur case blanche h5 · Dame blanche sur case noire b4 · Dame blanche sur case noire e3 · Dame blanche sur case blanche a2 · Dame blanche sur case blanche f1 | Dame blanche sur case noire d8 · Dame blanche sur case noire g7 · Dame blanche sur case blanche c6 · Dame blanche sur case blanche h5 · Dame blanche sur case noire b4 · Dame blanche sur case noire e3 · Dame blanche sur case blanche a2 · Dame blanche sur case blanche f1 | Dame blanche sur case noire d8 · Dame blanche sur case noire g7 · Dame blanche sur case blanche c6 · Dame blanche sur case blanche h5 · Dame blanche sur case noire b4 · Dame blanche sur case noire e3 · Dame blanche sur case blanche a2 · Dame blanche sur case blanche f1 | Dame blanche sur case noire d8 · Dame blanche sur case noire g7 · Dame blanche sur case blanche c6 · Dame blanche sur case blanche h5 · Dame blanche sur case noire b4 · Dame blanche sur case noire e3 · Dame blanche sur case blanche a2 · Dame blanche sur case blanche f1 | Dame blanche sur case noire d8 · Dame blanche sur case noire g7 · Dame blanche sur case blanche c6 · Dame blanche sur case blanche h5 · Dame blanche sur case noire b4 · Dame blanche sur case noire e3 · Dame blanche sur case blanche a2 · Dame blanche sur case blanche f1 | Dame blanche sur case noire d8 · Dame blanche sur case noire g7 · Dame blanche sur case blanche c6 · Dame blanche sur case blanche h5 · Dame blanche sur case noire b4 · Dame blanche sur case noire e3 · Dame blanche sur case blanche a2 · Dame blanche sur case blanche f1 | 5 |
| 4 | Dame blanche sur case noire d8 · Dame blanche sur case noire g7 · Dame blanche sur case blanche c6 · Dame blanche sur case blanche h5 · Dame blanche sur case noire b4 · Dame blanche sur case noire e3 · Dame blanche sur case blanche a2 · Dame blanche sur case blanche f1 | Dame blanche sur case noire d8 · Dame blanche sur case noire g7 · Dame blanche sur case blanche c6 · Dame blanche sur case blanche h5 · Dame blanche sur case noire b4 · Dame blanche sur case noire e3 · Dame blanche sur case blanche a2 · Dame blanche sur case blanche f1 | Dame blanche sur case noire d8 · Dame blanche sur case noire g7 · Dame blanche sur case blanche c6 · Dame blanche sur case blanche h5 · Dame blanche sur case noire b4 · Dame blanche sur case noire e3 · Dame blanche sur case blanche a2 · Dame blanche sur case blanche f1 | Dame blanche sur case noire d8 · Dame blanche sur case noire g7 · Dame blanche sur case blanche c6 · Dame blanche sur case blanche h5 · Dame blanche sur case noire b4 · Dame blanche sur case noire e3 · Dame blanche sur case blanche a2 · Dame blanche sur case blanche f1 | Dame blanche sur case noire d8 · Dame blanche sur case noire g7 · Dame blanche sur case blanche c6 · Dame blanche sur case blanche h5 · Dame blanche sur case noire b4 · Dame blanche sur case noire e3 · Dame blanche sur case blanche a2 · Dame blanche sur case blanche f1 | Dame blanche sur case noire d8 · Dame blanche sur case noire g7 · Dame blanche sur case blanche c6 · Dame blanche sur case blanche h5 · Dame blanche sur case noire b4 · Dame blanche sur case noire e3 · Dame blanche sur case blanche a2 · Dame blanche sur case blanche f1 | Dame blanche sur case noire d8 · Dame blanche sur case noire g7 · Dame blanche sur case blanche c6 · Dame blanche sur case blanche h5 · Dame blanche sur case noire b4 · Dame blanche sur case noire e3 · Dame blanche sur case blanche a2 · Dame blanche sur case blanche f1 | Dame blanche sur case noire d8 · Dame blanche sur case noire g7 · Dame blanche sur case blanche c6 · Dame blanche sur case blanche h5 · Dame blanche sur case noire b4 · Dame blanche sur case noire e3 · Dame blanche sur case blanche a2 · Dame blanche sur case blanche f1 | 4 |
| 3 | Dame blanche sur case noire d8 · Dame blanche sur case noire g7 · Dame blanche sur case blanche c6 · Dame blanche sur case blanche h5 · Dame blanche sur case noire b4 · Dame blanche sur case noire e3 · Dame blanche sur case blanche a2 · Dame blanche sur case blanche f1 | Dame blanche sur case noire d8 · Dame blanche sur case noire g7 · Dame blanche sur case blanche c6 · Dame blanche sur case blanche h5 · Dame blanche sur case noire b4 · Dame blanche sur case noire e3 · Dame blanche sur case blanche a2 · Dame blanche sur case blanche f1 | Dame blanche sur case noire d8 · Dame blanche sur case noire g7 · Dame blanche sur case blanche c6 · Dame blanche sur case blanche h5 · Dame blanche sur case noire b4 · Dame blanche sur case noire e3 · Dame blanche sur case blanche a2 · Dame blanche sur case blanche f1 | Dame blanche sur case noire d8 · Dame blanche sur case noire g7 · Dame blanche sur case blanche c6 · Dame blanche sur case blanche h5 · Dame blanche sur case noire b4 · Dame blanche sur case noire e3 · Dame blanche sur case blanche a2 · Dame blanche sur case blanche f1 | Dame blanche sur case noire d8 · Dame blanche sur case noire g7 · Dame blanche sur case blanche c6 · Dame blanche sur case blanche h5 · Dame blanche sur case noire b4 · Dame blanche sur case noire e3 · Dame blanche sur case blanche a2 · Dame blanche sur case blanche f1 | Dame blanche sur case noire d8 · Dame blanche sur case noire g7 · Dame blanche sur case blanche c6 · Dame blanche sur case blanche h5 · Dame blanche sur case noire b4 · Dame blanche sur case noire e3 · Dame blanche sur case blanche a2 · Dame blanche sur case blanche f1 | Dame blanche sur case noire d8 · Dame blanche sur case noire g7 · Dame blanche sur case blanche c6 · Dame blanche sur case blanche h5 · Dame blanche sur case noire b4 · Dame blanche sur case noire e3 · Dame blanche sur case blanche a2 · Dame blanche sur case blanche f1 | Dame blanche sur case noire d8 · Dame blanche sur case noire g7 · Dame blanche sur case blanche c6 · Dame blanche sur case blanche h5 · Dame blanche sur case noire b4 · Dame blanche sur case noire e3 · Dame blanche sur case blanche a2 · Dame blanche sur case blanche f1 | 3 |
| 2 | Dame blanche sur case noire d8 · Dame blanche sur case noire g7 · Dame blanche sur case blanche c6 · Dame blanche sur case blanche h5 · Dame blanche sur case noire b4 · Dame blanche sur case noire e3 · Dame blanche sur case blanche a2 · Dame blanche sur case blanche f1 | Dame blanche sur case noire d8 · Dame blanche sur case noire g7 · Dame blanche sur case blanche c6 · Dame blanche sur case blanche h5 · Dame blanche sur case noire b4 · Dame blanche sur case noire e3 · Dame blanche sur case blanche a2 · Dame blanche sur case blanche f1 | Dame blanche sur case noire d8 · Dame blanche sur case noire g7 · Dame blanche sur case blanche c6 · Dame blanche sur case blanche h5 · Dame blanche sur case noire b4 · Dame blanche sur case noire e3 · Dame blanche sur case blanche a2 · Dame blanche sur case blanche f1 | Dame blanche sur case noire d8 · Dame blanche sur case noire g7 · Dame blanche sur case blanche c6 · Dame blanche sur case blanche h5 · Dame blanche sur case noire b4 · Dame blanche sur case noire e3 · Dame blanche sur case blanche a2 · Dame blanche sur case blanche f1 | Dame blanche sur case noire d8 · Dame blanche sur case noire g7 · Dame blanche sur case blanche c6 · Dame blanche sur case blanche h5 · Dame blanche sur case noire b4 · Dame blanche sur case noire e3 · Dame blanche sur case blanche a2 · Dame blanche sur case blanche f1 | Dame blanche sur case noire d8 · Dame blanche sur case noire g7 · Dame blanche sur case blanche c6 · Dame blanche sur case blanche h5 · Dame blanche sur case noire b4 · Dame blanche sur case noire e3 · Dame blanche sur case blanche a2 · Dame blanche sur case blanche f1 | Dame blanche sur case noire d8 · Dame blanche sur case noire g7 · Dame blanche sur case blanche c6 · Dame blanche sur case blanche h5 · Dame blanche sur case noire b4 · Dame blanche sur case noire e3 · Dame blanche sur case blanche a2 · Dame blanche sur case blanche f1 | Dame blanche sur case noire d8 · Dame blanche sur case noire g7 · Dame blanche sur case blanche c6 · Dame blanche sur case blanche h5 · Dame blanche sur case noire b4 · Dame blanche sur case noire e3 · Dame blanche sur case blanche a2 · Dame blanche sur case blanche f1 | 2 |
| 1 | Dame blanche sur case noire d8 · Dame blanche sur case noire g7 · Dame blanche sur case blanche c6 · Dame blanche sur case blanche h5 · Dame blanche sur case noire b4 · Dame blanche sur case noire e3 · Dame blanche sur case blanche a2 · Dame blanche sur case blanche f1 | Dame blanche sur case noire d8 · Dame blanche sur case noire g7 · Dame blanche sur case blanche c6 · Dame blanche sur case blanche h5 · Dame blanche sur case noire b4 · Dame blanche sur case noire e3 · Dame blanche sur case blanche a2 · Dame blanche sur case blanche f1 | Dame blanche sur case noire d8 · Dame blanche sur case noire g7 · Dame blanche sur case blanche c6 · Dame blanche sur case blanche h5 · Dame blanche sur case noire b4 · Dame blanche sur case noire e3 · Dame blanche sur case blanche a2 · Dame blanche sur case blanche f1 | Dame blanche sur case noire d8 · Dame blanche sur case noire g7 · Dame blanche sur case blanche c6 · Dame blanche sur case blanche h5 · Dame blanche sur case noire b4 · Dame blanche sur case noire e3 · Dame blanche sur case blanche a2 · Dame blanche sur case blanche f1 | Dame blanche sur case noire d8 · Dame blanche sur case noire g7 · Dame blanche sur case blanche c6 · Dame blanche sur case blanche h5 · Dame blanche sur case noire b4 · Dame blanche sur case noire e3 · Dame blanche sur case blanche a2 · Dame blanche sur case blanche f1 | Dame blanche sur case noire d8 · Dame blanche sur case noire g7 · Dame blanche sur case blanche c6 · Dame blanche sur case blanche h5 · Dame blanche sur case noire b4 · Dame blanche sur case noire e3 · Dame blanche sur case blanche a2 · Dame blanche sur case blanche f1 | Dame blanche sur case noire d8 · Dame blanche sur case noire g7 · Dame blanche sur case blanche c6 · Dame blanche sur case blanche h5 · Dame blanche sur case noire b4 · Dame blanche sur case noire e3 · Dame blanche sur case blanche a2 · Dame blanche sur case blanche f1 | Dame blanche sur case noire d8 · Dame blanche sur case noire g7 · Dame blanche sur case blanche c6 · Dame blanche sur case blanche h5 · Dame blanche sur case noire b4 · Dame blanche sur case noire e3 · Dame blanche sur case blanche a2 · Dame blanche sur case blanche f1 | 1 |
|   | a | b | c | d | e | f | g | h |   |

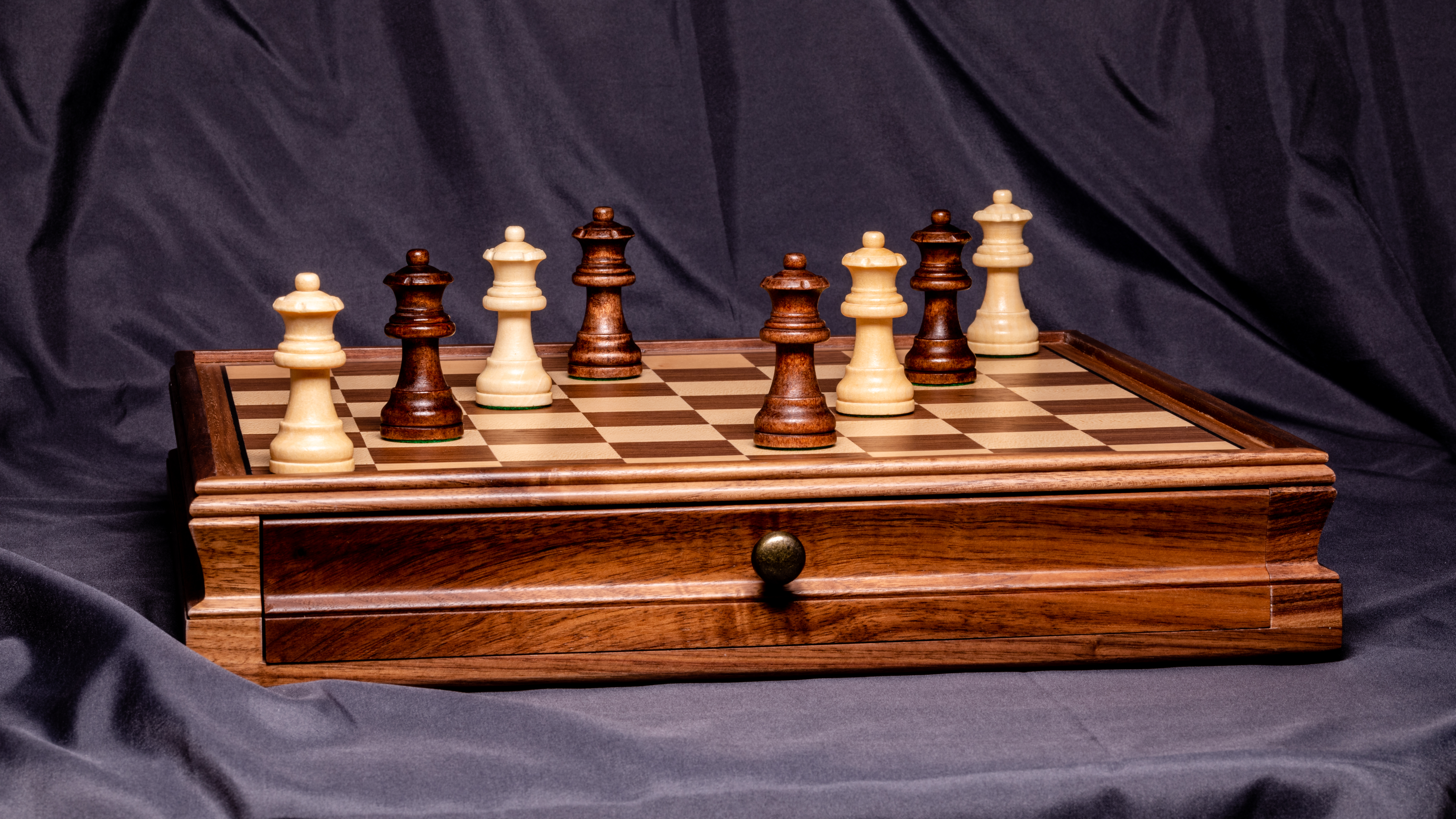
visualisation d'une solution du problème mathématique appliquée aux échecs du problème des 8 dames

Le but du problème des huit dames est de placer huit dames d'un jeu d'échecs sur un échiquier de 8 × 8 cases sans que les dames puissent se menacer mutuellement, conformément aux règles du jeu d'échecs (la couleur des pièces étant ignorée). Par conséquent, deux dames ne doivent jamais partager la même rangée, colonne, ou diagonale. Ce problème appartient au domaine des problèmes mathématiques et non à celui de la composition échiquéenne.
Simple mais non trivial, ce problème sert souvent d'exemple pour illustrer des techniques de programmation.

## Histoire
Durant des années, beaucoup de mathématiciens, y compris Gauss ont travaillé sur ce problème, qui est un cas particulier du problème généralisé des n-dames, posé en 1850 par Franz Nauck, et qui est de placer n dames « libres » sur un échiquier de n×n cases. En 1874, S. Gunther proposa une méthode pour trouver des solutions en employant des déterminants, et J. W. L. Glaisher affina cette approche.
Ce problème fut utilisé au début des années 1990, dans le jeu sur ordinateur The 7th Guest (Le Septième invité).

## Les solutions
Le problème des huit dames a 92 solutions distinctes, ou seulement 12 solutions en tenant compte de transformations telles que des rotations ou des réflexions (par l'intermédiaire du lemme de Burnside). 
On remarquera qu'on réduit encore le nombre de solutions si on s'interdit que 3 dames soient alignées par la marche du cheval par exemple.
On notera qu'une des solutions remarquables, quelle que soit la taille de l'échiquier, est que chaque dame ait sa symétrique dans une colonne mitoyenne, sauf pour les 2 qui touchent l'axe de symétrie horizontale de l'échiquier (Solution unique 5).
|   | a | b | c | d | e | f | g | h |   |
| 8 | Dame blanche sur case noire d8 · Dame blanche sur case noire g7 · Dame blanche sur case blanche c6 · Dame blanche sur case blanche h5 · Dame blanche sur case noire b4 · Dame blanche sur case noire e3 · Dame blanche sur case blanche a2 · Dame blanche sur case blanche f1 | Dame blanche sur case noire d8 · Dame blanche sur case noire g7 · Dame blanche sur case blanche c6 · Dame blanche sur case blanche h5 · Dame blanche sur case noire b4 · Dame blanche sur case noire e3 · Dame blanche sur case blanche a2 · Dame blanche sur case blanche f1 | Dame blanche sur case noire d8 · Dame blanche sur case noire g7 · Dame blanche sur case blanche c6 · Dame blanche sur case blanche h5 · Dame blanche sur case noire b4 · Dame blanche sur case noire e3 · Dame blanche sur case blanche a2 · Dame blanche sur case blanche f1 | Dame blanche sur case noire d8 · Dame blanche sur case noire g7 · Dame blanche sur case blanche c6 · Dame blanche sur case blanche h5 · Dame blanche sur case noire b4 · Dame blanche sur case noire e3 · Dame blanche sur case blanche a2 · Dame blanche sur case blanche f1 | Dame blanche sur case noire d8 · Dame blanche sur case noire g7 · Dame blanche sur case blanche c6 · Dame blanche sur case blanche h5 · Dame blanche sur case noire b4 · Dame blanche sur case noire e3 · Dame blanche sur case blanche a2 · Dame blanche sur case blanche f1 | Dame blanche sur case noire d8 · Dame blanche sur case noire g7 · Dame blanche sur case blanche c6 · Dame blanche sur case blanche h5 · Dame blanche sur case noire b4 · Dame blanche sur case noire e3 · Dame blanche sur case blanche a2 · Dame blanche sur case blanche f1 | Dame blanche sur case noire d8 · Dame blanche sur case noire g7 · Dame blanche sur case blanche c6 · Dame blanche sur case blanche h5 · Dame blanche sur case noire b4 · Dame blanche sur case noire e3 · Dame blanche sur case blanche a2 · Dame blanche sur case blanche f1 | Dame blanche sur case noire d8 · Dame blanche sur case noire g7 · Dame blanche sur case blanche c6 · Dame blanche sur case blanche h5 · Dame blanche sur case noire b4 · Dame blanche sur case noire e3 · Dame blanche sur case blanche a2 · Dame blanche sur case blanche f1 | 8 |
| 7 | Dame blanche sur case noire d8 · Dame blanche sur case noire g7 · Dame blanche sur case blanche c6 · Dame blanche sur case blanche h5 · Dame blanche sur case noire b4 · Dame blanche sur case noire e3 · Dame blanche sur case blanche a2 · Dame blanche sur case blanche f1 | Dame blanche sur case noire d8 · Dame blanche sur case noire g7 · Dame blanche sur case blanche c6 · Dame blanche sur case blanche h5 · Dame blanche sur case noire b4 · Dame blanche sur case noire e3 · Dame blanche sur case blanche a2 · Dame blanche sur case blanche f1 | Dame blanche sur case noire d8 · Dame blanche sur case noire g7 · Dame blanche sur case blanche c6 · Dame blanche sur case blanche h5 · Dame blanche sur case noire b4 · Dame blanche sur case noire e3 · Dame blanche sur case blanche a2 · Dame blanche sur case blanche f1 | Dame blanche sur case noire d8 · Dame blanche sur case noire g7 · Dame blanche sur case blanche c6 · Dame blanche sur case blanche h5 · Dame blanche sur case noire b4 · Dame blanche sur case noire e3 · Dame blanche sur case blanche a2 · Dame blanche sur case blanche f1 | Dame blanche sur case noire d8 · Dame blanche sur case noire g7 · Dame blanche sur case blanche c6 · Dame blanche sur case blanche h5 · Dame blanche sur case noire b4 · Dame blanche sur case noire e3 · Dame blanche sur case blanche a2 · Dame blanche sur case blanche f1 | Dame blanche sur case noire d8 · Dame blanche sur case noire g7 · Dame blanche sur case blanche c6 · Dame blanche sur case blanche h5 · Dame blanche sur case noire b4 · Dame blanche sur case noire e3 · Dame blanche sur case blanche a2 · Dame blanche sur case blanche f1 | Dame blanche sur case noire d8 · Dame blanche sur case noire g7 · Dame blanche sur case blanche c6 · Dame blanche sur case blanche h5 · Dame blanche sur case noire b4 · Dame blanche sur case noire e3 · Dame blanche sur case blanche a2 · Dame blanche sur case blanche f1 | Dame blanche sur case noire d8 · Dame blanche sur case noire g7 · Dame blanche sur case blanche c6 · Dame blanche sur case blanche h5 · Dame blanche sur case noire b4 · Dame blanche sur case noire e3 · Dame blanche sur case blanche a2 · Dame blanche sur case blanche f1 | 7 |
| 6 | Dame blanche sur case noire d8 · Dame blanche sur case noire g7 · Dame blanche sur case blanche c6 · Dame blanche sur case blanche h5 · Dame blanche sur case noire b4 · Dame blanche sur case noire e3 · Dame blanche sur case blanche a2 · Dame blanche sur case blanche f1 | Dame blanche sur case noire d8 · Dame blanche sur case noire g7 · Dame blanche sur case blanche c6 · Dame blanche sur case blanche h5 · Dame blanche sur case noire b4 · Dame blanche sur case noire e3 · Dame blanche sur case blanche a2 · Dame blanche sur case blanche f1 | Dame blanche sur case noire d8 · Dame blanche sur case noire g7 · Dame blanche sur case blanche c6 · Dame blanche sur case blanche h5 · Dame blanche sur case noire b4 · Dame blanche sur case noire e3 · Dame blanche sur case blanche a2 · Dame blanche sur case blanche f1 | Dame blanche sur case noire d8 · Dame blanche sur case noire g7 · Dame blanche sur case blanche c6 · Dame blanche sur case blanche h5 · Dame blanche sur case noire b4 · Dame blanche sur case noire e3 · Dame blanche sur case blanche a2 · Dame blanche sur case blanche f1 | Dame blanche sur case noire d8 · Dame blanche sur case noire g7 · Dame blanche sur case blanche c6 · Dame blanche sur case blanche h5 · Dame blanche sur case noire b4 · Dame blanche sur case noire e3 · Dame blanche sur case blanche a2 · Dame blanche sur case blanche f1 | Dame blanche sur case noire d8 · Dame blanche sur case noire g7 · Dame blanche sur case blanche c6 · Dame blanche sur case blanche h5 · Dame blanche sur case noire b4 · Dame blanche sur case noire e3 · Dame blanche sur case blanche a2 · Dame blanche sur case blanche f1 | Dame blanche sur case noire d8 · Dame blanche sur case noire g7 · Dame blanche sur case blanche c6 · Dame blanche sur case blanche h5 · Dame blanche sur case noire b4 · Dame blanche sur case noire e3 · Dame blanche sur case blanche a2 · Dame blanche sur case blanche f1 | Dame blanche sur case noire d8 · Dame blanche sur case noire g7 · Dame blanche sur case blanche c6 · Dame blanche sur case blanche h5 · Dame blanche sur case noire b4 · Dame blanche sur case noire e3 · Dame blanche sur case blanche a2 · Dame blanche sur case blanche f1 | 6 |
| 5 | Dame blanche sur case noire d8 · Dame blanche sur case noire g7 · Dame blanche sur case blanche c6 · Dame blanche sur case blanche h5 · Dame blanche sur case noire b4 · Dame blanche sur case noire e3 · Dame blanche sur case blanche a2 · Dame blanche sur case blanche f1 | Dame blanche sur case noire d8 · Dame blanche sur case noire g7 · Dame blanche sur case blanche c6 · Dame blanche sur case blanche h5 · Dame blanche sur case noire b4 · Dame blanche sur case noire e3 · Dame blanche sur case blanche a2 · Dame blanche sur case blanche f1 | Dame blanche sur case noire d8 · Dame blanche sur case noire g7 · Dame blanche sur case blanche c6 · Dame blanche sur case blanche h5 · Dame blanche sur case noire b4 · Dame blanche sur case noire e3 · Dame blanche sur case blanche a2 · Dame blanche sur case blanche f1 | Dame blanche sur case noire d8 · Dame blanche sur case noire g7 · Dame blanche sur case blanche c6 · Dame blanche sur case blanche h5 · Dame blanche sur case noire b4 · Dame blanche sur case noire e3 · Dame blanche sur case blanche a2 · Dame blanche sur case blanche f1 | Dame blanche sur case noire d8 · Dame blanche sur case noire g7 · Dame blanche sur case blanche c6 · Dame blanche sur case blanche h5 · Dame blanche sur case noire b4 · Dame blanche sur case noire e3 · Dame blanche sur case blanche a2 · Dame blanche sur case blanche f1 | Dame blanche sur case noire d8 · Dame blanche sur case noire g7 · Dame blanche sur case blanche c6 · Dame blanche sur case blanche h5 · Dame blanche sur case noire b4 · Dame blanche sur case noire e3 · Dame blanche sur case blanche a2 · Dame blanche sur case blanche f1 | Dame blanche sur case noire d8 · Dame blanche sur case noire g7 · Dame blanche sur case blanche c6 · Dame blanche sur case blanche h5 · Dame blanche sur case noire b4 · Dame blanche sur case noire e3 · Dame blanche sur case blanche a2 · Dame blanche sur case blanche f1 | Dame blanche sur case noire d8 · Dame blanche sur case noire g7 · Dame blanche sur case blanche c6 · Dame blanche sur case blanche h5 · Dame blanche sur case noire b4 · Dame blanche sur case noire e3 · Dame blanche sur case blanche a2 · Dame blanche sur case blanche f1 | 5 |
| 4 | Dame blanche sur case noire d8 · Dame blanche sur case noire g7 · Dame blanche sur case blanche c6 · Dame blanche sur case blanche h5 · Dame blanche sur case noire b4 · Dame blanche sur case noire e3 · Dame blanche sur case blanche a2 · Dame blanche sur case blanche f1 | Dame blanche sur case noire d8 · Dame blanche sur case noire g7 · Dame blanche sur case blanche c6 · Dame blanche sur case blanche h5 · Dame blanche sur case noire b4 · Dame blanche sur case noire e3 · Dame blanche sur case blanche a2 · Dame blanche sur case blanche f1 | Dame blanche sur case noire d8 · Dame blanche sur case noire g7 · Dame blanche sur case blanche c6 · Dame blanche sur case blanche h5 · Dame blanche sur case noire b4 · Dame blanche sur case noire e3 · Dame blanche sur case blanche a2 · Dame blanche sur case blanche f1 | Dame blanche sur case noire d8 · Dame blanche sur case noire g7 · Dame blanche sur case blanche c6 · Dame blanche sur case blanche h5 · Dame blanche sur case noire b4 · Dame blanche sur case noire e3 · Dame blanche sur case blanche a2 · Dame blanche sur case blanche f1 | Dame blanche sur case noire d8 · Dame blanche sur case noire g7 · Dame blanche sur case blanche c6 · Dame blanche sur case blanche h5 · Dame blanche sur case noire b4 · Dame blanche sur case noire e3 · Dame blanche sur case blanche a2 · Dame blanche sur case blanche f1 | Dame blanche sur case noire d8 · Dame blanche sur case noire g7 · Dame blanche sur case blanche c6 · Dame blanche sur case blanche h5 · Dame blanche sur case noire b4 · Dame blanche sur case noire e3 · Dame blanche sur case blanche a2 · Dame blanche sur case blanche f1 | Dame blanche sur case noire d8 · Dame blanche sur case noire g7 · Dame blanche sur case blanche c6 · Dame blanche sur case blanche h5 · Dame blanche sur case noire b4 · Dame blanche sur case noire e3 · Dame blanche sur case blanche a2 · Dame blanche sur case blanche f1 | Dame blanche sur case noire d8 · Dame blanche sur case noire g7 · Dame blanche sur case blanche c6 · Dame blanche sur case blanche h5 · Dame blanche sur case noire b4 · Dame blanche sur case noire e3 · Dame blanche sur case blanche a2 · Dame blanche sur case blanche f1 | 4 |
| 3 | Dame blanche sur case noire d8 · Dame blanche sur case noire g7 · Dame blanche sur case blanche c6 · Dame blanche sur case blanche h5 · Dame blanche sur case noire b4 · Dame blanche sur case noire e3 · Dame blanche sur case blanche a2 · Dame blanche sur case blanche f1 | Dame blanche sur case noire d8 · Dame blanche sur case noire g7 · Dame blanche sur case blanche c6 · Dame blanche sur case blanche h5 · Dame blanche sur case noire b4 · Dame blanche sur case noire e3 · Dame blanche sur case blanche a2 · Dame blanche sur case blanche f1 | Dame blanche sur case noire d8 · Dame blanche sur case noire g7 · Dame blanche sur case blanche c6 · Dame blanche sur case blanche h5 · Dame blanche sur case noire b4 · Dame blanche sur case noire e3 · Dame blanche sur case blanche a2 · Dame blanche sur case blanche f1 | Dame blanche sur case noire d8 · Dame blanche sur case noire g7 · Dame blanche sur case blanche c6 · Dame blanche sur case blanche h5 · Dame blanche sur case noire b4 · Dame blanche sur case noire e3 · Dame blanche sur case blanche a2 · Dame blanche sur case blanche f1 | Dame blanche sur case noire d8 · Dame blanche sur case noire g7 · Dame blanche sur case blanche c6 · Dame blanche sur case blanche h5 · Dame blanche sur case noire b4 · Dame blanche sur case noire e3 · Dame blanche sur case blanche a2 · Dame blanche sur case blanche f1 | Dame blanche sur case noire d8 · Dame blanche sur case noire g7 · Dame blanche sur case blanche c6 · Dame blanche sur case blanche h5 · Dame blanche sur case noire b4 · Dame blanche sur case noire e3 · Dame blanche sur case blanche a2 · Dame blanche sur case blanche f1 | Dame blanche sur case noire d8 · Dame blanche sur case noire g7 · Dame blanche sur case blanche c6 · Dame blanche sur case blanche h5 · Dame blanche sur case noire b4 · Dame blanche sur case noire e3 · Dame blanche sur case blanche a2 · Dame blanche sur case blanche f1 | Dame blanche sur case noire d8 · Dame blanche sur case noire g7 · Dame blanche sur case blanche c6 · Dame blanche sur case blanche h5 · Dame blanche sur case noire b4 · Dame blanche sur case noire e3 · Dame blanche sur case blanche a2 · Dame blanche sur case blanche f1 | 3 |
| 2 | Dame blanche sur case noire d8 · Dame blanche sur case noire g7 · Dame blanche sur case blanche c6 · Dame blanche sur case blanche h5 · Dame blanche sur case noire b4 · Dame blanche sur case noire e3 · Dame blanche sur case blanche a2 · Dame blanche sur case blanche f1 | Dame blanche sur case noire d8 · Dame blanche sur case noire g7 · Dame blanche sur case blanche c6 · Dame blanche sur case blanche h5 · Dame blanche sur case noire b4 · Dame blanche sur case noire e3 · Dame blanche sur case blanche a2 · Dame blanche sur case blanche f1 | Dame blanche sur case noire d8 · Dame blanche sur case noire g7 · Dame blanche sur case blanche c6 · Dame blanche sur case blanche h5 · Dame blanche sur case noire b4 · Dame blanche sur case noire e3 · Dame blanche sur case blanche a2 · Dame blanche sur case blanche f1 | Dame blanche sur case noire d8 · Dame blanche sur case noire g7 · Dame blanche sur case blanche c6 · Dame blanche sur case blanche h5 · Dame blanche sur case noire b4 · Dame blanche sur case noire e3 · Dame blanche sur case blanche a2 · Dame blanche sur case blanche f1 | Dame blanche sur case noire d8 · Dame blanche sur case noire g7 · Dame blanche sur case blanche c6 · Dame blanche sur case blanche h5 · Dame blanche sur case noire b4 · Dame blanche sur case noire e3 · Dame blanche sur case blanche a2 · Dame blanche sur case blanche f1 | Dame blanche sur case noire d8 · Dame blanche sur case noire g7 · Dame blanche sur case blanche c6 · Dame blanche sur case blanche h5 · Dame blanche sur case noire b4 · Dame blanche sur case noire e3 · Dame blanche sur case blanche a2 · Dame blanche sur case blanche f1 | Dame blanche sur case noire d8 · Dame blanche sur case noire g7 · Dame blanche sur case blanche c6 · Dame blanche sur case blanche h5 · Dame blanche sur case noire b4 · Dame blanche sur case noire e3 · Dame blanche sur case blanche a2 · Dame blanche sur case blanche f1 | Dame blanche sur case noire d8 · Dame blanche sur case noire g7 · Dame blanche sur case blanche c6 · Dame blanche sur case blanche h5 · Dame blanche sur case noire b4 · Dame blanche sur case noire e3 · Dame blanche sur case blanche a2 · Dame blanche sur case blanche f1 | 2 |
| 1 | Dame blanche sur case noire d8 · Dame blanche sur case noire g7 · Dame blanche sur case blanche c6 · Dame blanche sur case blanche h5 · Dame blanche sur case noire b4 · Dame blanche sur case noire e3 · Dame blanche sur case blanche a2 · Dame blanche sur case blanche f1 | Dame blanche sur case noire d8 · Dame blanche sur case noire g7 · Dame blanche sur case blanche c6 · Dame blanche sur case blanche h5 · Dame blanche sur case noire b4 · Dame blanche sur case noire e3 · Dame blanche sur case blanche a2 · Dame blanche sur case blanche f1 | Dame blanche sur case noire d8 · Dame blanche sur case noire g7 · Dame blanche sur case blanche c6 · Dame blanche sur case blanche h5 · Dame blanche sur case noire b4 · Dame blanche sur case noire e3 · Dame blanche sur case blanche a2 · Dame blanche sur case blanche f1 | Dame blanche sur case noire d8 · Dame blanche sur case noire g7 · Dame blanche sur case blanche c6 · Dame blanche sur case blanche h5 · Dame blanche sur case noire b4 · Dame blanche sur case noire e3 · Dame blanche sur case blanche a2 · Dame blanche sur case blanche f1 | Dame blanche sur case noire d8 · Dame blanche sur case noire g7 · Dame blanche sur case blanche c6 · Dame blanche sur case blanche h5 · Dame blanche sur case noire b4 · Dame blanche sur case noire e3 · Dame blanche sur case blanche a2 · Dame blanche sur case blanche f1 | Dame blanche sur case noire d8 · Dame blanche sur case noire g7 · Dame blanche sur case blanche c6 · Dame blanche sur case blanche h5 · Dame blanche sur case noire b4 · Dame blanche sur case noire e3 · Dame blanche sur case blanche a2 · Dame blanche sur case blanche f1 | Dame blanche sur case noire d8 · Dame blanche sur case noire g7 · Dame blanche sur case blanche c6 · Dame blanche sur case blanche h5 · Dame blanche sur case noire b4 · Dame blanche sur case noire e3 · Dame blanche sur case blanche a2 · Dame blanche sur case blanche f1 | Dame blanche sur case noire d8 · Dame blanche sur case noire g7 · Dame blanche sur case blanche c6 · Dame blanche sur case blanche h5 · Dame blanche sur case noire b4 · Dame blanche sur case noire e3 · Dame blanche sur case blanche a2 · Dame blanche sur case blanche f1 | 1 |
|   | a | b | c | d | e | f | g | h |   |

|   | a | b | c | d | e | f | g | h |   |
| 8 | Dame blanche sur case blanche e8 · Dame blanche sur case blanche b7 · Dame blanche sur case noire d6 · Dame blanche sur case noire g5 · Dame blanche sur case blanche c4 · Dame blanche sur case blanche h3 · Dame blanche sur case noire f2 · Dame blanche sur case noire a1 | Dame blanche sur case blanche e8 · Dame blanche sur case blanche b7 · Dame blanche sur case noire d6 · Dame blanche sur case noire g5 · Dame blanche sur case blanche c4 · Dame blanche sur case blanche h3 · Dame blanche sur case noire f2 · Dame blanche sur case noire a1 | Dame blanche sur case blanche e8 · Dame blanche sur case blanche b7 · Dame blanche sur case noire d6 · Dame blanche sur case noire g5 · Dame blanche sur case blanche c4 · Dame blanche sur case blanche h3 · Dame blanche sur case noire f2 · Dame blanche sur case noire a1 | Dame blanche sur case blanche e8 · Dame blanche sur case blanche b7 · Dame blanche sur case noire d6 · Dame blanche sur case noire g5 · Dame blanche sur case blanche c4 · Dame blanche sur case blanche h3 · Dame blanche sur case noire f2 · Dame blanche sur case noire a1 | Dame blanche sur case blanche e8 · Dame blanche sur case blanche b7 · Dame blanche sur case noire d6 · Dame blanche sur case noire g5 · Dame blanche sur case blanche c4 · Dame blanche sur case blanche h3 · Dame blanche sur case noire f2 · Dame blanche sur case noire a1 | Dame blanche sur case blanche e8 · Dame blanche sur case blanche b7 · Dame blanche sur case noire d6 · Dame blanche sur case noire g5 · Dame blanche sur case blanche c4 · Dame blanche sur case blanche h3 · Dame blanche sur case noire f2 · Dame blanche sur case noire a1 | Dame blanche sur case blanche e8 · Dame blanche sur case blanche b7 · Dame blanche sur case noire d6 · Dame blanche sur case noire g5 · Dame blanche sur case blanche c4 · Dame blanche sur case blanche h3 · Dame blanche sur case noire f2 · Dame blanche sur case noire a1 | Dame blanche sur case blanche e8 · Dame blanche sur case blanche b7 · Dame blanche sur case noire d6 · Dame blanche sur case noire g5 · Dame blanche sur case blanche c4 · Dame blanche sur case blanche h3 · Dame blanche sur case noire f2 · Dame blanche sur case noire a1 | 8 |
| 7 | Dame blanche sur case blanche e8 · Dame blanche sur case blanche b7 · Dame blanche sur case noire d6 · Dame blanche sur case noire g5 · Dame blanche sur case blanche c4 · Dame blanche sur case blanche h3 · Dame blanche sur case noire f2 · Dame blanche sur case noire a1 | Dame blanche sur case blanche e8 · Dame blanche sur case blanche b7 · Dame blanche sur case noire d6 · Dame blanche sur case noire g5 · Dame blanche sur case blanche c4 · Dame blanche sur case blanche h3 · Dame blanche sur case noire f2 · Dame blanche sur case noire a1 | Dame blanche sur case blanche e8 · Dame blanche sur case blanche b7 · Dame blanche sur case noire d6 · Dame blanche sur case noire g5 · Dame blanche sur case blanche c4 · Dame blanche sur case blanche h3 · Dame blanche sur case noire f2 · Dame blanche sur case noire a1 | Dame blanche sur case blanche e8 · Dame blanche sur case blanche b7 · Dame blanche sur case noire d6 · Dame blanche sur case noire g5 · Dame blanche sur case blanche c4 · Dame blanche sur case blanche h3 · Dame blanche sur case noire f2 · Dame blanche sur case noire a1 | Dame blanche sur case blanche e8 · Dame blanche sur case blanche b7 · Dame blanche sur case noire d6 · Dame blanche sur case noire g5 · Dame blanche sur case blanche c4 · Dame blanche sur case blanche h3 · Dame blanche sur case noire f2 · Dame blanche sur case noire a1 | Dame blanche sur case blanche e8 · Dame blanche sur case blanche b7 · Dame blanche sur case noire d6 · Dame blanche sur case noire g5 · Dame blanche sur case blanche c4 · Dame blanche sur case blanche h3 · Dame blanche sur case noire f2 · Dame blanche sur case noire a1 | Dame blanche sur case blanche e8 · Dame blanche sur case blanche b7 · Dame blanche sur case noire d6 · Dame blanche sur case noire g5 · Dame blanche sur case blanche c4 · Dame blanche sur case blanche h3 · Dame blanche sur case noire f2 · Dame blanche sur case noire a1 | Dame blanche sur case blanche e8 · Dame blanche sur case blanche b7 · Dame blanche sur case noire d6 · Dame blanche sur case noire g5 · Dame blanche sur case blanche c4 · Dame blanche sur case blanche h3 · Dame blanche sur case noire f2 · Dame blanche sur case noire a1 | 7 |
| 6 | Dame blanche sur case blanche e8 · Dame blanche sur case blanche b7 · Dame blanche sur case noire d6 · Dame blanche sur case noire g5 · Dame blanche sur case blanche c4 · Dame blanche sur case blanche h3 · Dame blanche sur case noire f2 · Dame blanche sur case noire a1 | Dame blanche sur case blanche e8 · Dame blanche sur case blanche b7 · Dame blanche sur case noire d6 · Dame blanche sur case noire g5 · Dame blanche sur case blanche c4 · Dame blanche sur case blanche h3 · Dame blanche sur case noire f2 · Dame blanche sur case noire a1 | Dame blanche sur case blanche e8 · Dame blanche sur case blanche b7 · Dame blanche sur case noire d6 · Dame blanche sur case noire g5 · Dame blanche sur case blanche c4 · Dame blanche sur case blanche h3 · Dame blanche sur case noire f2 · Dame blanche sur case noire a1 | Dame blanche sur case blanche e8 · Dame blanche sur case blanche b7 · Dame blanche sur case noire d6 · Dame blanche sur case noire g5 · Dame blanche sur case blanche c4 · Dame blanche sur case blanche h3 · Dame blanche sur case noire f2 · Dame blanche sur case noire a1 | Dame blanche sur case blanche e8 · Dame blanche sur case blanche b7 · Dame blanche sur case noire d6 · Dame blanche sur case noire g5 · Dame blanche sur case blanche c4 · Dame blanche sur case blanche h3 · Dame blanche sur case noire f2 · Dame blanche sur case noire a1 | Dame blanche sur case blanche e8 · Dame blanche sur case blanche b7 · Dame blanche sur case noire d6 · Dame blanche sur case noire g5 · Dame blanche sur case blanche c4 · Dame blanche sur case blanche h3 · Dame blanche sur case noire f2 · Dame blanche sur case noire a1 | Dame blanche sur case blanche e8 · Dame blanche sur case blanche b7 · Dame blanche sur case noire d6 · Dame blanche sur case noire g5 · Dame blanche sur case blanche c4 · Dame blanche sur case blanche h3 · Dame blanche sur case noire f2 · Dame blanche sur case noire a1 | Dame blanche sur case blanche e8 · Dame blanche sur case blanche b7 · Dame blanche sur case noire d6 · Dame blanche sur case noire g5 · Dame blanche sur case blanche c4 · Dame blanche sur case blanche h3 · Dame blanche sur case noire f2 · Dame blanche sur case noire a1 | 6 |
| 5 | Dame blanche sur case blanche e8 · Dame blanche sur case blanche b7 · Dame blanche sur case noire d6 · Dame blanche sur case noire g5 · Dame blanche sur case blanche c4 · Dame blanche sur case blanche h3 · Dame blanche sur case noire f2 · Dame blanche sur case noire a1 | Dame blanche sur case blanche e8 · Dame blanche sur case blanche b7 · Dame blanche sur case noire d6 · Dame blanche sur case noire g5 · Dame blanche sur case blanche c4 · Dame blanche sur case blanche h3 · Dame blanche sur case noire f2 · Dame blanche sur case noire a1 | Dame blanche sur case blanche e8 · Dame blanche sur case blanche b7 · Dame blanche sur case noire d6 · Dame blanche sur case noire g5 · Dame blanche sur case blanche c4 · Dame blanche sur case blanche h3 · Dame blanche sur case noire f2 · Dame blanche sur case noire a1 | Dame blanche sur case blanche e8 · Dame blanche sur case blanche b7 · Dame blanche sur case noire d6 · Dame blanche sur case noire g5 · Dame blanche sur case blanche c4 · Dame blanche sur case blanche h3 · Dame blanche sur case noire f2 · Dame blanche sur case noire a1 | Dame blanche sur case blanche e8 · Dame blanche sur case blanche b7 · Dame blanche sur case noire d6 · Dame blanche sur case noire g5 · Dame blanche sur case blanche c4 · Dame blanche sur case blanche h3 · Dame blanche sur case noire f2 · Dame blanche sur case noire a1 | Dame blanche sur case blanche e8 · Dame blanche sur case blanche b7 · Dame blanche sur case noire d6 · Dame blanche sur case noire g5 · Dame blanche sur case blanche c4 · Dame blanche sur case blanche h3 · Dame blanche sur case noire f2 · Dame blanche sur case noire a1 | Dame blanche sur case blanche e8 · Dame blanche sur case blanche b7 · Dame blanche sur case noire d6 · Dame blanche sur case noire g5 · Dame blanche sur case blanche c4 · Dame blanche sur case blanche h3 · Dame blanche sur case noire f2 · Dame blanche sur case noire a1 | Dame blanche sur case blanche e8 · Dame blanche sur case blanche b7 · Dame blanche sur case noire d6 · Dame blanche sur case noire g5 · Dame blanche sur case blanche c4 · Dame blanche sur case blanche h3 · Dame blanche sur case noire f2 · Dame blanche sur case noire a1 | 5 |
| 4 | Dame blanche sur case blanche e8 · Dame blanche sur case blanche b7 · Dame blanche sur case noire d6 · Dame blanche sur case noire g5 · Dame blanche sur case blanche c4 · Dame blanche sur case blanche h3 · Dame blanche sur case noire f2 · Dame blanche sur case noire a1 | Dame blanche sur case blanche e8 · Dame blanche sur case blanche b7 · Dame blanche sur case noire d6 · Dame blanche sur case noire g5 · Dame blanche sur case blanche c4 · Dame blanche sur case blanche h3 · Dame blanche sur case noire f2 · Dame blanche sur case noire a1 | Dame blanche sur case blanche e8 · Dame blanche sur case blanche b7 · Dame blanche sur case noire d6 · Dame blanche sur case noire g5 · Dame blanche sur case blanche c4 · Dame blanche sur case blanche h3 · Dame blanche sur case noire f2 · Dame blanche sur case noire a1 | Dame blanche sur case blanche e8 · Dame blanche sur case blanche b7 · Dame blanche sur case noire d6 · Dame blanche sur case noire g5 · Dame blanche sur case blanche c4 · Dame blanche sur case blanche h3 · Dame blanche sur case noire f2 · Dame blanche sur case noire a1 | Dame blanche sur case blanche e8 · Dame blanche sur case blanche b7 · Dame blanche sur case noire d6 · Dame blanche sur case noire g5 · Dame blanche sur case blanche c4 · Dame blanche sur case blanche h3 · Dame blanche sur case noire f2 · Dame blanche sur case noire a1 | Dame blanche sur case blanche e8 · Dame blanche sur case blanche b7 · Dame blanche sur case noire d6 · Dame blanche sur case noire g5 · Dame blanche sur case blanche c4 · Dame blanche sur case blanche h3 · Dame blanche sur case noire f2 · Dame blanche sur case noire a1 | Dame blanche sur case blanche e8 · Dame blanche sur case blanche b7 · Dame blanche sur case noire d6 · Dame blanche sur case noire g5 · Dame blanche sur case blanche c4 · Dame blanche sur case blanche h3 · Dame blanche sur case noire f2 · Dame blanche sur case noire a1 | Dame blanche sur case blanche e8 · Dame blanche sur case blanche b7 · Dame blanche sur case noire d6 · Dame blanche sur case noire g5 · Dame blanche sur case blanche c4 · Dame blanche sur case blanche h3 · Dame blanche sur case noire f2 · Dame blanche sur case noire a1 | 4 |
| 3 | Dame blanche sur case blanche e8 · Dame blanche sur case blanche b7 · Dame blanche sur case noire d6 · Dame blanche sur case noire g5 · Dame blanche sur case blanche c4 · Dame blanche sur case blanche h3 · Dame blanche sur case noire f2 · Dame blanche sur case noire a1 | Dame blanche sur case blanche e8 · Dame blanche sur case blanche b7 · Dame blanche sur case noire d6 · Dame blanche sur case noire g5 · Dame blanche sur case blanche c4 · Dame blanche sur case blanche h3 · Dame blanche sur case noire f2 · Dame blanche sur case noire a1 | Dame blanche sur case blanche e8 · Dame blanche sur case blanche b7 · Dame blanche sur case noire d6 · Dame blanche sur case noire g5 · Dame blanche sur case blanche c4 · Dame blanche sur case blanche h3 · Dame blanche sur case noire f2 · Dame blanche sur case noire a1 | Dame blanche sur case blanche e8 · Dame blanche sur case blanche b7 · Dame blanche sur case noire d6 · Dame blanche sur case noire g5 · Dame blanche sur case blanche c4 · Dame blanche sur case blanche h3 · Dame blanche sur case noire f2 · Dame blanche sur case noire a1 | Dame blanche sur case blanche e8 · Dame blanche sur case blanche b7 · Dame blanche sur case noire d6 · Dame blanche sur case noire g5 · Dame blanche sur case blanche c4 · Dame blanche sur case blanche h3 · Dame blanche sur case noire f2 · Dame blanche sur case noire a1 | Dame blanche sur case blanche e8 · Dame blanche sur case blanche b7 · Dame blanche sur case noire d6 · Dame blanche sur case noire g5 · Dame blanche sur case blanche c4 · Dame blanche sur case blanche h3 · Dame blanche sur case noire f2 · Dame blanche sur case noire a1 | Dame blanche sur case blanche e8 · Dame blanche sur case blanche b7 · Dame blanche sur case noire d6 · Dame blanche sur case noire g5 · Dame blanche sur case blanche c4 · Dame blanche sur case blanche h3 · Dame blanche sur case noire f2 · Dame blanche sur case noire a1 | Dame blanche sur case blanche e8 · Dame blanche sur case blanche b7 · Dame blanche sur case noire d6 · Dame blanche sur case noire g5 · Dame blanche sur case blanche c4 · Dame blanche sur case blanche h3 · Dame blanche sur case noire f2 · Dame blanche sur case noire a1 | 3 |
| 2 | Dame blanche sur case blanche e8 · Dame blanche sur case blanche b7 · Dame blanche sur case noire d6 · Dame blanche sur case noire g5 · Dame blanche sur case blanche c4 · Dame blanche sur case blanche h3 · Dame blanche sur case noire f2 · Dame blanche sur case noire a1 | Dame blanche sur case blanche e8 · Dame blanche sur case blanche b7 · Dame blanche sur case noire d6 · Dame blanche sur case noire g5 · Dame blanche sur case blanche c4 · Dame blanche sur case blanche h3 · Dame blanche sur case noire f2 · Dame blanche sur case noire a1 | Dame blanche sur case blanche e8 · Dame blanche sur case blanche b7 · Dame blanche sur case noire d6 · Dame blanche sur case noire g5 · Dame blanche sur case blanche c4 · Dame blanche sur case blanche h3 · Dame blanche sur case noire f2 · Dame blanche sur case noire a1 | Dame blanche sur case blanche e8 · Dame blanche sur case blanche b7 · Dame blanche sur case noire d6 · Dame blanche sur case noire g5 · Dame blanche sur case blanche c4 · Dame blanche sur case blanche h3 · Dame blanche sur case noire f2 · Dame blanche sur case noire a1 | Dame blanche sur case blanche e8 · Dame blanche sur case blanche b7 · Dame blanche sur case noire d6 · Dame blanche sur case noire g5 · Dame blanche sur case blanche c4 · Dame blanche sur case blanche h3 · Dame blanche sur case noire f2 · Dame blanche sur case noire a1 | Dame blanche sur case blanche e8 · Dame blanche sur case blanche b7 · Dame blanche sur case noire d6 · Dame blanche sur case noire g5 · Dame blanche sur case blanche c4 · Dame blanche sur case blanche h3 · Dame blanche sur case noire f2 · Dame blanche sur case noire a1 | Dame blanche sur case blanche e8 · Dame blanche sur case blanche b7 · Dame blanche sur case noire d6 · Dame blanche sur case noire g5 · Dame blanche sur case blanche c4 · Dame blanche sur case blanche h3 · Dame blanche sur case noire f2 · Dame blanche sur case noire a1 | Dame blanche sur case blanche e8 · Dame blanche sur case blanche b7 · Dame blanche sur case noire d6 · Dame blanche sur case noire g5 · Dame blanche sur case blanche c4 · Dame blanche sur case blanche h3 · Dame blanche sur case noire f2 · Dame blanche sur case noire a1 | 2 |
| 1 | Dame blanche sur case blanche e8 · Dame blanche sur case blanche b7 · Dame blanche sur case noire d6 · Dame blanche sur case noire g5 · Dame blanche sur case blanche c4 · Dame blanche sur case blanche h3 · Dame blanche sur case noire f2 · Dame blanche sur case noire a1 | Dame blanche sur case blanche e8 · Dame blanche sur case blanche b7 · Dame blanche sur case noire d6 · Dame blanche sur case noire g5 · Dame blanche sur case blanche c4 · Dame blanche sur case blanche h3 · Dame blanche sur case noire f2 · Dame blanche sur case noire a1 | Dame blanche sur case blanche e8 · Dame blanche sur case blanche b7 · Dame blanche sur case noire d6 · Dame blanche sur case noire g5 · Dame blanche sur case blanche c4 · Dame blanche sur case blanche h3 · Dame blanche sur case noire f2 · Dame blanche sur case noire a1 | Dame blanche sur case blanche e8 · Dame blanche sur case blanche b7 · Dame blanche sur case noire d6 · Dame blanche sur case noire g5 · Dame blanche sur case blanche c4 · Dame blanche sur case blanche h3 · Dame blanche sur case noire f2 · Dame blanche sur case noire a1 | Dame blanche sur case blanche e8 · Dame blanche sur case blanche b7 · Dame blanche sur case noire d6 · Dame blanche sur case noire g5 · Dame blanche sur case blanche c4 · Dame blanche sur case blanche h3 · Dame blanche sur case noire f2 · Dame blanche sur case noire a1 | Dame blanche sur case blanche e8 · Dame blanche sur case blanche b7 · Dame blanche sur case noire d6 · Dame blanche sur case noire g5 · Dame blanche sur case blanche c4 · Dame blanche sur case blanche h3 · Dame blanche sur case noire f2 · Dame blanche sur case noire a1 | Dame blanche sur case blanche e8 · Dame blanche sur case blanche b7 · Dame blanche sur case noire d6 · Dame blanche sur case noire g5 · Dame blanche sur case blanche c4 · Dame blanche sur case blanche h3 · Dame blanche sur case noire f2 · Dame blanche sur case noire a1 | Dame blanche sur case blanche e8 · Dame blanche sur case blanche b7 · Dame blanche sur case noire d6 · Dame blanche sur case noire g5 · Dame blanche sur case blanche c4 · Dame blanche sur case blanche h3 · Dame blanche sur case noire f2 · Dame blanche sur case noire a1 | 1 |
|   | a | b | c | d | e | f | g | h |   |

|   | a | b | c | d | e | f | g | h |   |
| 8 | Dame blanche sur case noire d8 · Dame blanche sur case blanche b7 · Dame blanche sur case blanche g6 · Dame blanche sur case noire c5 · Dame blanche sur case noire f4 · Dame blanche sur case blanche h3 · Dame blanche sur case blanche e2 · Dame blanche sur case noire a1 | Dame blanche sur case noire d8 · Dame blanche sur case blanche b7 · Dame blanche sur case blanche g6 · Dame blanche sur case noire c5 · Dame blanche sur case noire f4 · Dame blanche sur case blanche h3 · Dame blanche sur case blanche e2 · Dame blanche sur case noire a1 | Dame blanche sur case noire d8 · Dame blanche sur case blanche b7 · Dame blanche sur case blanche g6 · Dame blanche sur case noire c5 · Dame blanche sur case noire f4 · Dame blanche sur case blanche h3 · Dame blanche sur case blanche e2 · Dame blanche sur case noire a1 | Dame blanche sur case noire d8 · Dame blanche sur case blanche b7 · Dame blanche sur case blanche g6 · Dame blanche sur case noire c5 · Dame blanche sur case noire f4 · Dame blanche sur case blanche h3 · Dame blanche sur case blanche e2 · Dame blanche sur case noire a1 | Dame blanche sur case noire d8 · Dame blanche sur case blanche b7 · Dame blanche sur case blanche g6 · Dame blanche sur case noire c5 · Dame blanche sur case noire f4 · Dame blanche sur case blanche h3 · Dame blanche sur case blanche e2 · Dame blanche sur case noire a1 | Dame blanche sur case noire d8 · Dame blanche sur case blanche b7 · Dame blanche sur case blanche g6 · Dame blanche sur case noire c5 · Dame blanche sur case noire f4 · Dame blanche sur case blanche h3 · Dame blanche sur case blanche e2 · Dame blanche sur case noire a1 | Dame blanche sur case noire d8 · Dame blanche sur case blanche b7 · Dame blanche sur case blanche g6 · Dame blanche sur case noire c5 · Dame blanche sur case noire f4 · Dame blanche sur case blanche h3 · Dame blanche sur case blanche e2 · Dame blanche sur case noire a1 | Dame blanche sur case noire d8 · Dame blanche sur case blanche b7 · Dame blanche sur case blanche g6 · Dame blanche sur case noire c5 · Dame blanche sur case noire f4 · Dame blanche sur case blanche h3 · Dame blanche sur case blanche e2 · Dame blanche sur case noire a1 | 8 |
| 7 | Dame blanche sur case noire d8 · Dame blanche sur case blanche b7 · Dame blanche sur case blanche g6 · Dame blanche sur case noire c5 · Dame blanche sur case noire f4 · Dame blanche sur case blanche h3 · Dame blanche sur case blanche e2 · Dame blanche sur case noire a1 | Dame blanche sur case noire d8 · Dame blanche sur case blanche b7 · Dame blanche sur case blanche g6 · Dame blanche sur case noire c5 · Dame blanche sur case noire f4 · Dame blanche sur case blanche h3 · Dame blanche sur case blanche e2 · Dame blanche sur case noire a1 | Dame blanche sur case noire d8 · Dame blanche sur case blanche b7 · Dame blanche sur case blanche g6 · Dame blanche sur case noire c5 · Dame blanche sur case noire f4 · Dame blanche sur case blanche h3 · Dame blanche sur case blanche e2 · Dame blanche sur case noire a1 | Dame blanche sur case noire d8 · Dame blanche sur case blanche b7 · Dame blanche sur case blanche g6 · Dame blanche sur case noire c5 · Dame blanche sur case noire f4 · Dame blanche sur case blanche h3 · Dame blanche sur case blanche e2 · Dame blanche sur case noire a1 | Dame blanche sur case noire d8 · Dame blanche sur case blanche b7 · Dame blanche sur case blanche g6 · Dame blanche sur case noire c5 · Dame blanche sur case noire f4 · Dame blanche sur case blanche h3 · Dame blanche sur case blanche e2 · Dame blanche sur case noire a1 | Dame blanche sur case noire d8 · Dame blanche sur case blanche b7 · Dame blanche sur case blanche g6 · Dame blanche sur case noire c5 · Dame blanche sur case noire f4 · Dame blanche sur case blanche h3 · Dame blanche sur case blanche e2 · Dame blanche sur case noire a1 | Dame blanche sur case noire d8 · Dame blanche sur case blanche b7 · Dame blanche sur case blanche g6 · Dame blanche sur case noire c5 · Dame blanche sur case noire f4 · Dame blanche sur case blanche h3 · Dame blanche sur case blanche e2 · Dame blanche sur case noire a1 | Dame blanche sur case noire d8 · Dame blanche sur case blanche b7 · Dame blanche sur case blanche g6 · Dame blanche sur case noire c5 · Dame blanche sur case noire f4 · Dame blanche sur case blanche h3 · Dame blanche sur case blanche e2 · Dame blanche sur case noire a1 | 7 |
| 6 | Dame blanche sur case noire d8 · Dame blanche sur case blanche b7 · Dame blanche sur case blanche g6 · Dame blanche sur case noire c5 · Dame blanche sur case noire f4 · Dame blanche sur case blanche h3 · Dame blanche sur case blanche e2 · Dame blanche sur case noire a1 | Dame blanche sur case noire d8 · Dame blanche sur case blanche b7 · Dame blanche sur case blanche g6 · Dame blanche sur case noire c5 · Dame blanche sur case noire f4 · Dame blanche sur case blanche h3 · Dame blanche sur case blanche e2 · Dame blanche sur case noire a1 | Dame blanche sur case noire d8 · Dame blanche sur case blanche b7 · Dame blanche sur case blanche g6 · Dame blanche sur case noire c5 · Dame blanche sur case noire f4 · Dame blanche sur case blanche h3 · Dame blanche sur case blanche e2 · Dame blanche sur case noire a1 | Dame blanche sur case noire d8 · Dame blanche sur case blanche b7 · Dame blanche sur case blanche g6 · Dame blanche sur case noire c5 · Dame blanche sur case noire f4 · Dame blanche sur case blanche h3 · Dame blanche sur case blanche e2 · Dame blanche sur case noire a1 | Dame blanche sur case noire d8 · Dame blanche sur case blanche b7 · Dame blanche sur case blanche g6 · Dame blanche sur case noire c5 · Dame blanche sur case noire f4 · Dame blanche sur case blanche h3 · Dame blanche sur case blanche e2 · Dame blanche sur case noire a1 | Dame blanche sur case noire d8 · Dame blanche sur case blanche b7 · Dame blanche sur case blanche g6 · Dame blanche sur case noire c5 · Dame blanche sur case noire f4 · Dame blanche sur case blanche h3 · Dame blanche sur case blanche e2 · Dame blanche sur case noire a1 | Dame blanche sur case noire d8 · Dame blanche sur case blanche b7 · Dame blanche sur case blanche g6 · Dame blanche sur case noire c5 · Dame blanche sur case noire f4 · Dame blanche sur case blanche h3 · Dame blanche sur case blanche e2 · Dame blanche sur case noire a1 | Dame blanche sur case noire d8 · Dame blanche sur case blanche b7 · Dame blanche sur case blanche g6 · Dame blanche sur case noire c5 · Dame blanche sur case noire f4 · Dame blanche sur case blanche h3 · Dame blanche sur case blanche e2 · Dame blanche sur case noire a1 | 6 |
| 5 | Dame blanche sur case noire d8 · Dame blanche sur case blanche b7 · Dame blanche sur case blanche g6 · Dame blanche sur case noire c5 · Dame blanche sur case noire f4 · Dame blanche sur case blanche h3 · Dame blanche sur case blanche e2 · Dame blanche sur case noire a1 | Dame blanche sur case noire d8 · Dame blanche sur case blanche b7 · Dame blanche sur case blanche g6 · Dame blanche sur case noire c5 · Dame blanche sur case noire f4 · Dame blanche sur case blanche h3 · Dame blanche sur case blanche e2 · Dame blanche sur case noire a1 | Dame blanche sur case noire d8 · Dame blanche sur case blanche b7 · Dame blanche sur case blanche g6 · Dame blanche sur case noire c5 · Dame blanche sur case noire f4 · Dame blanche sur case blanche h3 · Dame blanche sur case blanche e2 · Dame blanche sur case noire a1 | Dame blanche sur case noire d8 · Dame blanche sur case blanche b7 · Dame blanche sur case blanche g6 · Dame blanche sur case noire c5 · Dame blanche sur case noire f4 · Dame blanche sur case blanche h3 · Dame blanche sur case blanche e2 · Dame blanche sur case noire a1 | Dame blanche sur case noire d8 · Dame blanche sur case blanche b7 · Dame blanche sur case blanche g6 · Dame blanche sur case noire c5 · Dame blanche sur case noire f4 · Dame blanche sur case blanche h3 · Dame blanche sur case blanche e2 · Dame blanche sur case noire a1 | Dame blanche sur case noire d8 · Dame blanche sur case blanche b7 · Dame blanche sur case blanche g6 · Dame blanche sur case noire c5 · Dame blanche sur case noire f4 · Dame blanche sur case blanche h3 · Dame blanche sur case blanche e2 · Dame blanche sur case noire a1 | Dame blanche sur case noire d8 · Dame blanche sur case blanche b7 · Dame blanche sur case blanche g6 · Dame blanche sur case noire c5 · Dame blanche sur case noire f4 · Dame blanche sur case blanche h3 · Dame blanche sur case blanche e2 · Dame blanche sur case noire a1 | Dame blanche sur case noire d8 · Dame blanche sur case blanche b7 · Dame blanche sur case blanche g6 · Dame blanche sur case noire c5 · Dame blanche sur case noire f4 · Dame blanche sur case blanche h3 · Dame blanche sur case blanche e2 · Dame blanche sur case noire a1 | 5 |
| 4 | Dame blanche sur case noire d8 · Dame blanche sur case blanche b7 · Dame blanche sur case blanche g6 · Dame blanche sur case noire c5 · Dame blanche sur case noire f4 · Dame blanche sur case blanche h3 · Dame blanche sur case blanche e2 · Dame blanche sur case noire a1 | Dame blanche sur case noire d8 · Dame blanche sur case blanche b7 · Dame blanche sur case blanche g6 · Dame blanche sur case noire c5 · Dame blanche sur case noire f4 · Dame blanche sur case blanche h3 · Dame blanche sur case blanche e2 · Dame blanche sur case noire a1 | Dame blanche sur case noire d8 · Dame blanche sur case blanche b7 · Dame blanche sur case blanche g6 · Dame blanche sur case noire c5 · Dame blanche sur case noire f4 · Dame blanche sur case blanche h3 · Dame blanche sur case blanche e2 · Dame blanche sur case noire a1 | Dame blanche sur case noire d8 · Dame blanche sur case blanche b7 · Dame blanche sur case blanche g6 · Dame blanche sur case noire c5 · Dame blanche sur case noire f4 · Dame blanche sur case blanche h3 · Dame blanche sur case blanche e2 · Dame blanche sur case noire a1 | Dame blanche sur case noire d8 · Dame blanche sur case blanche b7 · Dame blanche sur case blanche g6 · Dame blanche sur case noire c5 · Dame blanche sur case noire f4 · Dame blanche sur case blanche h3 · Dame blanche sur case blanche e2 · Dame blanche sur case noire a1 | Dame blanche sur case noire d8 · Dame blanche sur case blanche b7 · Dame blanche sur case blanche g6 · Dame blanche sur case noire c5 · Dame blanche sur case noire f4 · Dame blanche sur case blanche h3 · Dame blanche sur case blanche e2 · Dame blanche sur case noire a1 | Dame blanche sur case noire d8 · Dame blanche sur case blanche b7 · Dame blanche sur case blanche g6 · Dame blanche sur case noire c5 · Dame blanche sur case noire f4 · Dame blanche sur case blanche h3 · Dame blanche sur case blanche e2 · Dame blanche sur case noire a1 | Dame blanche sur case noire d8 · Dame blanche sur case blanche b7 · Dame blanche sur case blanche g6 · Dame blanche sur case noire c5 · Dame blanche sur case noire f4 · Dame blanche sur case blanche h3 · Dame blanche sur case blanche e2 · Dame blanche sur case noire a1 | 4 |
| 3 | Dame blanche sur case noire d8 · Dame blanche sur case blanche b7 · Dame blanche sur case blanche g6 · Dame blanche sur case noire c5 · Dame blanche sur case noire f4 · Dame blanche sur case blanche h3 · Dame blanche sur case blanche e2 · Dame blanche sur case noire a1 | Dame blanche sur case noire d8 · Dame blanche sur case blanche b7 · Dame blanche sur case blanche g6 · Dame blanche sur case noire c5 · Dame blanche sur case noire f4 · Dame blanche sur case blanche h3 · Dame blanche sur case blanche e2 · Dame blanche sur case noire a1 | Dame blanche sur case noire d8 · Dame blanche sur case blanche b7 · Dame blanche sur case blanche g6 · Dame blanche sur case noire c5 · Dame blanche sur case noire f4 · Dame blanche sur case blanche h3 · Dame blanche sur case blanche e2 · Dame blanche sur case noire a1 | Dame blanche sur case noire d8 · Dame blanche sur case blanche b7 · Dame blanche sur case blanche g6 · Dame blanche sur case noire c5 · Dame blanche sur case noire f4 · Dame blanche sur case blanche h3 · Dame blanche sur case blanche e2 · Dame blanche sur case noire a1 | Dame blanche sur case noire d8 · Dame blanche sur case blanche b7 · Dame blanche sur case blanche g6 · Dame blanche sur case noire c5 · Dame blanche sur case noire f4 · Dame blanche sur case blanche h3 · Dame blanche sur case blanche e2 · Dame blanche sur case noire a1 | Dame blanche sur case noire d8 · Dame blanche sur case blanche b7 · Dame blanche sur case blanche g6 · Dame blanche sur case noire c5 · Dame blanche sur case noire f4 · Dame blanche sur case blanche h3 · Dame blanche sur case blanche e2 · Dame blanche sur case noire a1 | Dame blanche sur case noire d8 · Dame blanche sur case blanche b7 · Dame blanche sur case blanche g6 · Dame blanche sur case noire c5 · Dame blanche sur case noire f4 · Dame blanche sur case blanche h3 · Dame blanche sur case blanche e2 · Dame blanche sur case noire a1 | Dame blanche sur case noire d8 · Dame blanche sur case blanche b7 · Dame blanche sur case blanche g6 · Dame blanche sur case noire c5 · Dame blanche sur case noire f4 · Dame blanche sur case blanche h3 · Dame blanche sur case blanche e2 · Dame blanche sur case noire a1 | 3 |
| 2 | Dame blanche sur case noire d8 · Dame blanche sur case blanche b7 · Dame blanche sur case blanche g6 · Dame blanche sur case noire c5 · Dame blanche sur case noire f4 · Dame blanche sur case blanche h3 · Dame blanche sur case blanche e2 · Dame blanche sur case noire a1 | Dame blanche sur case noire d8 · Dame blanche sur case blanche b7 · Dame blanche sur case blanche g6 · Dame blanche sur case noire c5 · Dame blanche sur case noire f4 · Dame blanche sur case blanche h3 · Dame blanche sur case blanche e2 · Dame blanche sur case noire a1 | Dame blanche sur case noire d8 · Dame blanche sur case blanche b7 · Dame blanche sur case blanche g6 · Dame blanche sur case noire c5 · Dame blanche sur case noire f4 · Dame blanche sur case blanche h3 · Dame blanche sur case blanche e2 · Dame blanche sur case noire a1 | Dame blanche sur case noire d8 · Dame blanche sur case blanche b7 · Dame blanche sur case blanche g6 · Dame blanche sur case noire c5 · Dame blanche sur case noire f4 · Dame blanche sur case blanche h3 · Dame blanche sur case blanche e2 · Dame blanche sur case noire a1 | Dame blanche sur case noire d8 · Dame blanche sur case blanche b7 · Dame blanche sur case blanche g6 · Dame blanche sur case noire c5 · Dame blanche sur case noire f4 · Dame blanche sur case blanche h3 · Dame blanche sur case blanche e2 · Dame blanche sur case noire a1 | Dame blanche sur case noire d8 · Dame blanche sur case blanche b7 · Dame blanche sur case blanche g6 · Dame blanche sur case noire c5 · Dame blanche sur case noire f4 · Dame blanche sur case blanche h3 · Dame blanche sur case blanche e2 · Dame blanche sur case noire a1 | Dame blanche sur case noire d8 · Dame blanche sur case blanche b7 · Dame blanche sur case blanche g6 · Dame blanche sur case noire c5 · Dame blanche sur case noire f4 · Dame blanche sur case blanche h3 · Dame blanche sur case blanche e2 · Dame blanche sur case noire a1 | Dame blanche sur case noire d8 · Dame blanche sur case blanche b7 · Dame blanche sur case blanche g6 · Dame blanche sur case noire c5 · Dame blanche sur case noire f4 · Dame blanche sur case blanche h3 · Dame blanche sur case blanche e2 · Dame blanche sur case noire a1 | 2 |
| 1 | Dame blanche sur case noire d8 · Dame blanche sur case blanche b7 · Dame blanche sur case blanche g6 · Dame blanche sur case noire c5 · Dame blanche sur case noire f4 · Dame blanche sur case blanche h3 · Dame blanche sur case blanche e2 · Dame blanche sur case noire a1 | Dame blanche sur case noire d8 · Dame blanche sur case blanche b7 · Dame blanche sur case blanche g6 · Dame blanche sur case noire c5 · Dame blanche sur case noire f4 · Dame blanche sur case blanche h3 · Dame blanche sur case blanche e2 · Dame blanche sur case noire a1 | Dame blanche sur case noire d8 · Dame blanche sur case blanche b7 · Dame blanche sur case blanche g6 · Dame blanche sur case noire c5 · Dame blanche sur case noire f4 · Dame blanche sur case blanche h3 · Dame blanche sur case blanche e2 · Dame blanche sur case noire a1 | Dame blanche sur case noire d8 · Dame blanche sur case blanche b7 · Dame blanche sur case blanche g6 · Dame blanche sur case noire c5 · Dame blanche sur case noire f4 · Dame blanche sur case blanche h3 · Dame blanche sur case blanche e2 · Dame blanche sur case noire a1 | Dame blanche sur case noire d8 · Dame blanche sur case blanche b7 · Dame blanche sur case blanche g6 · Dame blanche sur case noire c5 · Dame blanche sur case noire f4 · Dame blanche sur case blanche h3 · Dame blanche sur case blanche e2 · Dame blanche sur case noire a1 | Dame blanche sur case noire d8 · Dame blanche sur case blanche b7 · Dame blanche sur case blanche g6 · Dame blanche sur case noire c5 · Dame blanche sur case noire f4 · Dame blanche sur case blanche h3 · Dame blanche sur case blanche e2 · Dame blanche sur case noire a1 | Dame blanche sur case noire d8 · Dame blanche sur case blanche b7 · Dame blanche sur case blanche g6 · Dame blanche sur case noire c5 · Dame blanche sur case noire f4 · Dame blanche sur case blanche h3 · Dame blanche sur case blanche e2 · Dame blanche sur case noire a1 | Dame blanche sur case noire d8 · Dame blanche sur case blanche b7 · Dame blanche sur case blanche g6 · Dame blanche sur case noire c5 · Dame blanche sur case noire f4 · Dame blanche sur case blanche h3 · Dame blanche sur case blanche e2 · Dame blanche sur case noire a1 | 1 |
|   | a | b | c | d | e | f | g | h |   |

|   | a | b | c | d | e | f | g | h |   |
| 8 | Dame blanche sur case noire d8 · Dame blanche sur case blanche f7 · Dame blanche sur case noire h6 · Dame blanche sur case noire c5 · Dame blanche sur case blanche a4 · Dame blanche sur case noire g3 · Dame blanche sur case blanche e2 · Dame blanche sur case blanche b1 | Dame blanche sur case noire d8 · Dame blanche sur case blanche f7 · Dame blanche sur case noire h6 · Dame blanche sur case noire c5 · Dame blanche sur case blanche a4 · Dame blanche sur case noire g3 · Dame blanche sur case blanche e2 · Dame blanche sur case blanche b1 | Dame blanche sur case noire d8 · Dame blanche sur case blanche f7 · Dame blanche sur case noire h6 · Dame blanche sur case noire c5 · Dame blanche sur case blanche a4 · Dame blanche sur case noire g3 · Dame blanche sur case blanche e2 · Dame blanche sur case blanche b1 | Dame blanche sur case noire d8 · Dame blanche sur case blanche f7 · Dame blanche sur case noire h6 · Dame blanche sur case noire c5 · Dame blanche sur case blanche a4 · Dame blanche sur case noire g3 · Dame blanche sur case blanche e2 · Dame blanche sur case blanche b1 | Dame blanche sur case noire d8 · Dame blanche sur case blanche f7 · Dame blanche sur case noire h6 · Dame blanche sur case noire c5 · Dame blanche sur case blanche a4 · Dame blanche sur case noire g3 · Dame blanche sur case blanche e2 · Dame blanche sur case blanche b1 | Dame blanche sur case noire d8 · Dame blanche sur case blanche f7 · Dame blanche sur case noire h6 · Dame blanche sur case noire c5 · Dame blanche sur case blanche a4 · Dame blanche sur case noire g3 · Dame blanche sur case blanche e2 · Dame blanche sur case blanche b1 | Dame blanche sur case noire d8 · Dame blanche sur case blanche f7 · Dame blanche sur case noire h6 · Dame blanche sur case noire c5 · Dame blanche sur case blanche a4 · Dame blanche sur case noire g3 · Dame blanche sur case blanche e2 · Dame blanche sur case blanche b1 | Dame blanche sur case noire d8 · Dame blanche sur case blanche f7 · Dame blanche sur case noire h6 · Dame blanche sur case noire c5 · Dame blanche sur case blanche a4 · Dame blanche sur case noire g3 · Dame blanche sur case blanche e2 · Dame blanche sur case blanche b1 | 8 |
| 7 | Dame blanche sur case noire d8 · Dame blanche sur case blanche f7 · Dame blanche sur case noire h6 · Dame blanche sur case noire c5 · Dame blanche sur case blanche a4 · Dame blanche sur case noire g3 · Dame blanche sur case blanche e2 · Dame blanche sur case blanche b1 | Dame blanche sur case noire d8 · Dame blanche sur case blanche f7 · Dame blanche sur case noire h6 · Dame blanche sur case noire c5 · Dame blanche sur case blanche a4 · Dame blanche sur case noire g3 · Dame blanche sur case blanche e2 · Dame blanche sur case blanche b1 | Dame blanche sur case noire d8 · Dame blanche sur case blanche f7 · Dame blanche sur case noire h6 · Dame blanche sur case noire c5 · Dame blanche sur case blanche a4 · Dame blanche sur case noire g3 · Dame blanche sur case blanche e2 · Dame blanche sur case blanche b1 | Dame blanche sur case noire d8 · Dame blanche sur case blanche f7 · Dame blanche sur case noire h6 · Dame blanche sur case noire c5 · Dame blanche sur case blanche a4 · Dame blanche sur case noire g3 · Dame blanche sur case blanche e2 · Dame blanche sur case blanche b1 | Dame blanche sur case noire d8 · Dame blanche sur case blanche f7 · Dame blanche sur case noire h6 · Dame blanche sur case noire c5 · Dame blanche sur case blanche a4 · Dame blanche sur case noire g3 · Dame blanche sur case blanche e2 · Dame blanche sur case blanche b1 | Dame blanche sur case noire d8 · Dame blanche sur case blanche f7 · Dame blanche sur case noire h6 · Dame blanche sur case noire c5 · Dame blanche sur case blanche a4 · Dame blanche sur case noire g3 · Dame blanche sur case blanche e2 · Dame blanche sur case blanche b1 | Dame blanche sur case noire d8 · Dame blanche sur case blanche f7 · Dame blanche sur case noire h6 · Dame blanche sur case noire c5 · Dame blanche sur case blanche a4 · Dame blanche sur case noire g3 · Dame blanche sur case blanche e2 · Dame blanche sur case blanche b1 | Dame blanche sur case noire d8 · Dame blanche sur case blanche f7 · Dame blanche sur case noire h6 · Dame blanche sur case noire c5 · Dame blanche sur case blanche a4 · Dame blanche sur case noire g3 · Dame blanche sur case blanche e2 · Dame blanche sur case blanche b1 | 7 |
| 6 | Dame blanche sur case noire d8 · Dame blanche sur case blanche f7 · Dame blanche sur case noire h6 · Dame blanche sur case noire c5 · Dame blanche sur case blanche a4 · Dame blanche sur case noire g3 · Dame blanche sur case blanche e2 · Dame blanche sur case blanche b1 | Dame blanche sur case noire d8 · Dame blanche sur case blanche f7 · Dame blanche sur case noire h6 · Dame blanche sur case noire c5 · Dame blanche sur case blanche a4 · Dame blanche sur case noire g3 · Dame blanche sur case blanche e2 · Dame blanche sur case blanche b1 | Dame blanche sur case noire d8 · Dame blanche sur case blanche f7 · Dame blanche sur case noire h6 · Dame blanche sur case noire c5 · Dame blanche sur case blanche a4 · Dame blanche sur case noire g3 · Dame blanche sur case blanche e2 · Dame blanche sur case blanche b1 | Dame blanche sur case noire d8 · Dame blanche sur case blanche f7 · Dame blanche sur case noire h6 · Dame blanche sur case noire c5 · Dame blanche sur case blanche a4 · Dame blanche sur case noire g3 · Dame blanche sur case blanche e2 · Dame blanche sur case blanche b1 | Dame blanche sur case noire d8 · Dame blanche sur case blanche f7 · Dame blanche sur case noire h6 · Dame blanche sur case noire c5 · Dame blanche sur case blanche a4 · Dame blanche sur case noire g3 · Dame blanche sur case blanche e2 · Dame blanche sur case blanche b1 | Dame blanche sur case noire d8 · Dame blanche sur case blanche f7 · Dame blanche sur case noire h6 · Dame blanche sur case noire c5 · Dame blanche sur case blanche a4 · Dame blanche sur case noire g3 · Dame blanche sur case blanche e2 · Dame blanche sur case blanche b1 | Dame blanche sur case noire d8 · Dame blanche sur case blanche f7 · Dame blanche sur case noire h6 · Dame blanche sur case noire c5 · Dame blanche sur case blanche a4 · Dame blanche sur case noire g3 · Dame blanche sur case blanche e2 · Dame blanche sur case blanche b1 | Dame blanche sur case noire d8 · Dame blanche sur case blanche f7 · Dame blanche sur case noire h6 · Dame blanche sur case noire c5 · Dame blanche sur case blanche a4 · Dame blanche sur case noire g3 · Dame blanche sur case blanche e2 · Dame blanche sur case blanche b1 | 6 |
| 5 | Dame blanche sur case noire d8 · Dame blanche sur case blanche f7 · Dame blanche sur case noire h6 · Dame blanche sur case noire c5 · Dame blanche sur case blanche a4 · Dame blanche sur case noire g3 · Dame blanche sur case blanche e2 · Dame blanche sur case blanche b1 | Dame blanche sur case noire d8 · Dame blanche sur case blanche f7 · Dame blanche sur case noire h6 · Dame blanche sur case noire c5 · Dame blanche sur case blanche a4 · Dame blanche sur case noire g3 · Dame blanche sur case blanche e2 · Dame blanche sur case blanche b1 | Dame blanche sur case noire d8 · Dame blanche sur case blanche f7 · Dame blanche sur case noire h6 · Dame blanche sur case noire c5 · Dame blanche sur case blanche a4 · Dame blanche sur case noire g3 · Dame blanche sur case blanche e2 · Dame blanche sur case blanche b1 | Dame blanche sur case noire d8 · Dame blanche sur case blanche f7 · Dame blanche sur case noire h6 · Dame blanche sur case noire c5 · Dame blanche sur case blanche a4 · Dame blanche sur case noire g3 · Dame blanche sur case blanche e2 · Dame blanche sur case blanche b1 | Dame blanche sur case noire d8 · Dame blanche sur case blanche f7 · Dame blanche sur case noire h6 · Dame blanche sur case noire c5 · Dame blanche sur case blanche a4 · Dame blanche sur case noire g3 · Dame blanche sur case blanche e2 · Dame blanche sur case blanche b1 | Dame blanche sur case noire d8 · Dame blanche sur case blanche f7 · Dame blanche sur case noire h6 · Dame blanche sur case noire c5 · Dame blanche sur case blanche a4 · Dame blanche sur case noire g3 · Dame blanche sur case blanche e2 · Dame blanche sur case blanche b1 | Dame blanche sur case noire d8 · Dame blanche sur case blanche f7 · Dame blanche sur case noire h6 · Dame blanche sur case noire c5 · Dame blanche sur case blanche a4 · Dame blanche sur case noire g3 · Dame blanche sur case blanche e2 · Dame blanche sur case blanche b1 | Dame blanche sur case noire d8 · Dame blanche sur case blanche f7 · Dame blanche sur case noire h6 · Dame blanche sur case noire c5 · Dame blanche sur case blanche a4 · Dame blanche sur case noire g3 · Dame blanche sur case blanche e2 · Dame blanche sur case blanche b1 | 5 |
| 4 | Dame blanche sur case noire d8 · Dame blanche sur case blanche f7 · Dame blanche sur case noire h6 · Dame blanche sur case noire c5 · Dame blanche sur case blanche a4 · Dame blanche sur case noire g3 · Dame blanche sur case blanche e2 · Dame blanche sur case blanche b1 | Dame blanche sur case noire d8 · Dame blanche sur case blanche f7 · Dame blanche sur case noire h6 · Dame blanche sur case noire c5 · Dame blanche sur case blanche a4 · Dame blanche sur case noire g3 · Dame blanche sur case blanche e2 · Dame blanche sur case blanche b1 | Dame blanche sur case noire d8 · Dame blanche sur case blanche f7 · Dame blanche sur case noire h6 · Dame blanche sur case noire c5 · Dame blanche sur case blanche a4 · Dame blanche sur case noire g3 · Dame blanche sur case blanche e2 · Dame blanche sur case blanche b1 | Dame blanche sur case noire d8 · Dame blanche sur case blanche f7 · Dame blanche sur case noire h6 · Dame blanche sur case noire c5 · Dame blanche sur case blanche a4 · Dame blanche sur case noire g3 · Dame blanche sur case blanche e2 · Dame blanche sur case blanche b1 | Dame blanche sur case noire d8 · Dame blanche sur case blanche f7 · Dame blanche sur case noire h6 · Dame blanche sur case noire c5 · Dame blanche sur case blanche a4 · Dame blanche sur case noire g3 · Dame blanche sur case blanche e2 · Dame blanche sur case blanche b1 | Dame blanche sur case noire d8 · Dame blanche sur case blanche f7 · Dame blanche sur case noire h6 · Dame blanche sur case noire c5 · Dame blanche sur case blanche a4 · Dame blanche sur case noire g3 · Dame blanche sur case blanche e2 · Dame blanche sur case blanche b1 | Dame blanche sur case noire d8 · Dame blanche sur case blanche f7 · Dame blanche sur case noire h6 · Dame blanche sur case noire c5 · Dame blanche sur case blanche a4 · Dame blanche sur case noire g3 · Dame blanche sur case blanche e2 · Dame blanche sur case blanche b1 | Dame blanche sur case noire d8 · Dame blanche sur case blanche f7 · Dame blanche sur case noire h6 · Dame blanche sur case noire c5 · Dame blanche sur case blanche a4 · Dame blanche sur case noire g3 · Dame blanche sur case blanche e2 · Dame blanche sur case blanche b1 | 4 |
| 3 | Dame blanche sur case noire d8 · Dame blanche sur case blanche f7 · Dame blanche sur case noire h6 · Dame blanche sur case noire c5 · Dame blanche sur case blanche a4 · Dame blanche sur case noire g3 · Dame blanche sur case blanche e2 · Dame blanche sur case blanche b1 | Dame blanche sur case noire d8 · Dame blanche sur case blanche f7 · Dame blanche sur case noire h6 · Dame blanche sur case noire c5 · Dame blanche sur case blanche a4 · Dame blanche sur case noire g3 · Dame blanche sur case blanche e2 · Dame blanche sur case blanche b1 | Dame blanche sur case noire d8 · Dame blanche sur case blanche f7 · Dame blanche sur case noire h6 · Dame blanche sur case noire c5 · Dame blanche sur case blanche a4 · Dame blanche sur case noire g3 · Dame blanche sur case blanche e2 · Dame blanche sur case blanche b1 | Dame blanche sur case noire d8 · Dame blanche sur case blanche f7 · Dame blanche sur case noire h6 · Dame blanche sur case noire c5 · Dame blanche sur case blanche a4 · Dame blanche sur case noire g3 · Dame blanche sur case blanche e2 · Dame blanche sur case blanche b1 | Dame blanche sur case noire d8 · Dame blanche sur case blanche f7 · Dame blanche sur case noire h6 · Dame blanche sur case noire c5 · Dame blanche sur case blanche a4 · Dame blanche sur case noire g3 · Dame blanche sur case blanche e2 · Dame blanche sur case blanche b1 | Dame blanche sur case noire d8 · Dame blanche sur case blanche f7 · Dame blanche sur case noire h6 · Dame blanche sur case noire c5 · Dame blanche sur case blanche a4 · Dame blanche sur case noire g3 · Dame blanche sur case blanche e2 · Dame blanche sur case blanche b1 | Dame blanche sur case noire d8 · Dame blanche sur case blanche f7 · Dame blanche sur case noire h6 · Dame blanche sur case noire c5 · Dame blanche sur case blanche a4 · Dame blanche sur case noire g3 · Dame blanche sur case blanche e2 · Dame blanche sur case blanche b1 | Dame blanche sur case noire d8 · Dame blanche sur case blanche f7 · Dame blanche sur case noire h6 · Dame blanche sur case noire c5 · Dame blanche sur case blanche a4 · Dame blanche sur case noire g3 · Dame blanche sur case blanche e2 · Dame blanche sur case blanche b1 | 3 |
| 2 | Dame blanche sur case noire d8 · Dame blanche sur case blanche f7 · Dame blanche sur case noire h6 · Dame blanche sur case noire c5 · Dame blanche sur case blanche a4 · Dame blanche sur case noire g3 · Dame blanche sur case blanche e2 · Dame blanche sur case blanche b1 | Dame blanche sur case noire d8 · Dame blanche sur case blanche f7 · Dame blanche sur case noire h6 · Dame blanche sur case noire c5 · Dame blanche sur case blanche a4 · Dame blanche sur case noire g3 · Dame blanche sur case blanche e2 · Dame blanche sur case blanche b1 | Dame blanche sur case noire d8 · Dame blanche sur case blanche f7 · Dame blanche sur case noire h6 · Dame blanche sur case noire c5 · Dame blanche sur case blanche a4 · Dame blanche sur case noire g3 · Dame blanche sur case blanche e2 · Dame blanche sur case blanche b1 | Dame blanche sur case noire d8 · Dame blanche sur case blanche f7 · Dame blanche sur case noire h6 · Dame blanche sur case noire c5 · Dame blanche sur case blanche a4 · Dame blanche sur case noire g3 · Dame blanche sur case blanche e2 · Dame blanche sur case blanche b1 | Dame blanche sur case noire d8 · Dame blanche sur case blanche f7 · Dame blanche sur case noire h6 · Dame blanche sur case noire c5 · Dame blanche sur case blanche a4 · Dame blanche sur case noire g3 · Dame blanche sur case blanche e2 · Dame blanche sur case blanche b1 | Dame blanche sur case noire d8 · Dame blanche sur case blanche f7 · Dame blanche sur case noire h6 · Dame blanche sur case noire c5 · Dame blanche sur case blanche a4 · Dame blanche sur case noire g3 · Dame blanche sur case blanche e2 · Dame blanche sur case blanche b1 | Dame blanche sur case noire d8 · Dame blanche sur case blanche f7 · Dame blanche sur case noire h6 · Dame blanche sur case noire c5 · Dame blanche sur case blanche a4 · Dame blanche sur case noire g3 · Dame blanche sur case blanche e2 · Dame blanche sur case blanche b1 | Dame blanche sur case noire d8 · Dame blanche sur case blanche f7 · Dame blanche sur case noire h6 · Dame blanche sur case noire c5 · Dame blanche sur case blanche a4 · Dame blanche sur case noire g3 · Dame blanche sur case blanche e2 · Dame blanche sur case blanche b1 | 2 |
| 1 | Dame blanche sur case noire d8 · Dame blanche sur case blanche f7 · Dame blanche sur case noire h6 · Dame blanche sur case noire c5 · Dame blanche sur case blanche a4 · Dame blanche sur case noire g3 · Dame blanche sur case blanche e2 · Dame blanche sur case blanche b1 | Dame blanche sur case noire d8 · Dame blanche sur case blanche f7 · Dame blanche sur case noire h6 · Dame blanche sur case noire c5 · Dame blanche sur case blanche a4 · Dame blanche sur case noire g3 · Dame blanche sur case blanche e2 · Dame blanche sur case blanche b1 | Dame blanche sur case noire d8 · Dame blanche sur case blanche f7 · Dame blanche sur case noire h6 · Dame blanche sur case noire c5 · Dame blanche sur case blanche a4 · Dame blanche sur case noire g3 · Dame blanche sur case blanche e2 · Dame blanche sur case blanche b1 | Dame blanche sur case noire d8 · Dame blanche sur case blanche f7 · Dame blanche sur case noire h6 · Dame blanche sur case noire c5 · Dame blanche sur case blanche a4 · Dame blanche sur case noire g3 · Dame blanche sur case blanche e2 · Dame blanche sur case blanche b1 | Dame blanche sur case noire d8 · Dame blanche sur case blanche f7 · Dame blanche sur case noire h6 · Dame blanche sur case noire c5 · Dame blanche sur case blanche a4 · Dame blanche sur case noire g3 · Dame blanche sur case blanche e2 · Dame blanche sur case blanche b1 | Dame blanche sur case noire d8 · Dame blanche sur case blanche f7 · Dame blanche sur case noire h6 · Dame blanche sur case noire c5 · Dame blanche sur case blanche a4 · Dame blanche sur case noire g3 · Dame blanche sur case blanche e2 · Dame blanche sur case blanche b1 | Dame blanche sur case noire d8 · Dame blanche sur case blanche f7 · Dame blanche sur case noire h6 · Dame blanche sur case noire c5 · Dame blanche sur case blanche a4 · Dame blanche sur case noire g3 · Dame blanche sur case blanche e2 · Dame blanche sur case blanche b1 | Dame blanche sur case noire d8 · Dame blanche sur case blanche f7 · Dame blanche sur case noire h6 · Dame blanche sur case noire c5 · Dame blanche sur case blanche a4 · Dame blanche sur case noire g3 · Dame blanche sur case blanche e2 · Dame blanche sur case blanche b1 | 1 |
|   | a | b | c | d | e | f | g | h |   |

|   | a | b | c | d | e | f | g | h |   |
| 8 | Dame blanche sur case blanche c8 · Dame blanche sur case blanche f7 · Dame blanche sur case noire h6 · Dame blanche sur case noire a5 · Dame blanche sur case noire d4 · Dame blanche sur case noire g3 · Dame blanche sur case blanche e2 · Dame blanche sur case blanche b1 | Dame blanche sur case blanche c8 · Dame blanche sur case blanche f7 · Dame blanche sur case noire h6 · Dame blanche sur case noire a5 · Dame blanche sur case noire d4 · Dame blanche sur case noire g3 · Dame blanche sur case blanche e2 · Dame blanche sur case blanche b1 | Dame blanche sur case blanche c8 · Dame blanche sur case blanche f7 · Dame blanche sur case noire h6 · Dame blanche sur case noire a5 · Dame blanche sur case noire d4 · Dame blanche sur case noire g3 · Dame blanche sur case blanche e2 · Dame blanche sur case blanche b1 | Dame blanche sur case blanche c8 · Dame blanche sur case blanche f7 · Dame blanche sur case noire h6 · Dame blanche sur case noire a5 · Dame blanche sur case noire d4 · Dame blanche sur case noire g3 · Dame blanche sur case blanche e2 · Dame blanche sur case blanche b1 | Dame blanche sur case blanche c8 · Dame blanche sur case blanche f7 · Dame blanche sur case noire h6 · Dame blanche sur case noire a5 · Dame blanche sur case noire d4 · Dame blanche sur case noire g3 · Dame blanche sur case blanche e2 · Dame blanche sur case blanche b1 | Dame blanche sur case blanche c8 · Dame blanche sur case blanche f7 · Dame blanche sur case noire h6 · Dame blanche sur case noire a5 · Dame blanche sur case noire d4 · Dame blanche sur case noire g3 · Dame blanche sur case blanche e2 · Dame blanche sur case blanche b1 | Dame blanche sur case blanche c8 · Dame blanche sur case blanche f7 · Dame blanche sur case noire h6 · Dame blanche sur case noire a5 · Dame blanche sur case noire d4 · Dame blanche sur case noire g3 · Dame blanche sur case blanche e2 · Dame blanche sur case blanche b1 | Dame blanche sur case blanche c8 · Dame blanche sur case blanche f7 · Dame blanche sur case noire h6 · Dame blanche sur case noire a5 · Dame blanche sur case noire d4 · Dame blanche sur case noire g3 · Dame blanche sur case blanche e2 · Dame blanche sur case blanche b1 | 8 |
| 7 | Dame blanche sur case blanche c8 · Dame blanche sur case blanche f7 · Dame blanche sur case noire h6 · Dame blanche sur case noire a5 · Dame blanche sur case noire d4 · Dame blanche sur case noire g3 · Dame blanche sur case blanche e2 · Dame blanche sur case blanche b1 | Dame blanche sur case blanche c8 · Dame blanche sur case blanche f7 · Dame blanche sur case noire h6 · Dame blanche sur case noire a5 · Dame blanche sur case noire d4 · Dame blanche sur case noire g3 · Dame blanche sur case blanche e2 · Dame blanche sur case blanche b1 | Dame blanche sur case blanche c8 · Dame blanche sur case blanche f7 · Dame blanche sur case noire h6 · Dame blanche sur case noire a5 · Dame blanche sur case noire d4 · Dame blanche sur case noire g3 · Dame blanche sur case blanche e2 · Dame blanche sur case blanche b1 | Dame blanche sur case blanche c8 · Dame blanche sur case blanche f7 · Dame blanche sur case noire h6 · Dame blanche sur case noire a5 · Dame blanche sur case noire d4 · Dame blanche sur case noire g3 · Dame blanche sur case blanche e2 · Dame blanche sur case blanche b1 | Dame blanche sur case blanche c8 · Dame blanche sur case blanche f7 · Dame blanche sur case noire h6 · Dame blanche sur case noire a5 · Dame blanche sur case noire d4 · Dame blanche sur case noire g3 · Dame blanche sur case blanche e2 · Dame blanche sur case blanche b1 | Dame blanche sur case blanche c8 · Dame blanche sur case blanche f7 · Dame blanche sur case noire h6 · Dame blanche sur case noire a5 · Dame blanche sur case noire d4 · Dame blanche sur case noire g3 · Dame blanche sur case blanche e2 · Dame blanche sur case blanche b1 | Dame blanche sur case blanche c8 · Dame blanche sur case blanche f7 · Dame blanche sur case noire h6 · Dame blanche sur case noire a5 · Dame blanche sur case noire d4 · Dame blanche sur case noire g3 · Dame blanche sur case blanche e2 · Dame blanche sur case blanche b1 | Dame blanche sur case blanche c8 · Dame blanche sur case blanche f7 · Dame blanche sur case noire h6 · Dame blanche sur case noire a5 · Dame blanche sur case noire d4 · Dame blanche sur case noire g3 · Dame blanche sur case blanche e2 · Dame blanche sur case blanche b1 | 7 |
| 6 | Dame blanche sur case blanche c8 · Dame blanche sur case blanche f7 · Dame blanche sur case noire h6 · Dame blanche sur case noire a5 · Dame blanche sur case noire d4 · Dame blanche sur case noire g3 · Dame blanche sur case blanche e2 · Dame blanche sur case blanche b1 | Dame blanche sur case blanche c8 · Dame blanche sur case blanche f7 · Dame blanche sur case noire h6 · Dame blanche sur case noire a5 · Dame blanche sur case noire d4 · Dame blanche sur case noire g3 · Dame blanche sur case blanche e2 · Dame blanche sur case blanche b1 | Dame blanche sur case blanche c8 · Dame blanche sur case blanche f7 · Dame blanche sur case noire h6 · Dame blanche sur case noire a5 · Dame blanche sur case noire d4 · Dame blanche sur case noire g3 · Dame blanche sur case blanche e2 · Dame blanche sur case blanche b1 | Dame blanche sur case blanche c8 · Dame blanche sur case blanche f7 · Dame blanche sur case noire h6 · Dame blanche sur case noire a5 · Dame blanche sur case noire d4 · Dame blanche sur case noire g3 · Dame blanche sur case blanche e2 · Dame blanche sur case blanche b1 | Dame blanche sur case blanche c8 · Dame blanche sur case blanche f7 · Dame blanche sur case noire h6 · Dame blanche sur case noire a5 · Dame blanche sur case noire d4 · Dame blanche sur case noire g3 · Dame blanche sur case blanche e2 · Dame blanche sur case blanche b1 | Dame blanche sur case blanche c8 · Dame blanche sur case blanche f7 · Dame blanche sur case noire h6 · Dame blanche sur case noire a5 · Dame blanche sur case noire d4 · Dame blanche sur case noire g3 · Dame blanche sur case blanche e2 · Dame blanche sur case blanche b1 | Dame blanche sur case blanche c8 · Dame blanche sur case blanche f7 · Dame blanche sur case noire h6 · Dame blanche sur case noire a5 · Dame blanche sur case noire d4 · Dame blanche sur case noire g3 · Dame blanche sur case blanche e2 · Dame blanche sur case blanche b1 | Dame blanche sur case blanche c8 · Dame blanche sur case blanche f7 · Dame blanche sur case noire h6 · Dame blanche sur case noire a5 · Dame blanche sur case noire d4 · Dame blanche sur case noire g3 · Dame blanche sur case blanche e2 · Dame blanche sur case blanche b1 | 6 |
| 5 | Dame blanche sur case blanche c8 · Dame blanche sur case blanche f7 · Dame blanche sur case noire h6 · Dame blanche sur case noire a5 · Dame blanche sur case noire d4 · Dame blanche sur case noire g3 · Dame blanche sur case blanche e2 · Dame blanche sur case blanche b1 | Dame blanche sur case blanche c8 · Dame blanche sur case blanche f7 · Dame blanche sur case noire h6 · Dame blanche sur case noire a5 · Dame blanche sur case noire d4 · Dame blanche sur case noire g3 · Dame blanche sur case blanche e2 · Dame blanche sur case blanche b1 | Dame blanche sur case blanche c8 · Dame blanche sur case blanche f7 · Dame blanche sur case noire h6 · Dame blanche sur case noire a5 · Dame blanche sur case noire d4 · Dame blanche sur case noire g3 · Dame blanche sur case blanche e2 · Dame blanche sur case blanche b1 | Dame blanche sur case blanche c8 · Dame blanche sur case blanche f7 · Dame blanche sur case noire h6 · Dame blanche sur case noire a5 · Dame blanche sur case noire d4 · Dame blanche sur case noire g3 · Dame blanche sur case blanche e2 · Dame blanche sur case blanche b1 | Dame blanche sur case blanche c8 · Dame blanche sur case blanche f7 · Dame blanche sur case noire h6 · Dame blanche sur case noire a5 · Dame blanche sur case noire d4 · Dame blanche sur case noire g3 · Dame blanche sur case blanche e2 · Dame blanche sur case blanche b1 | Dame blanche sur case blanche c8 · Dame blanche sur case blanche f7 · Dame blanche sur case noire h6 · Dame blanche sur case noire a5 · Dame blanche sur case noire d4 · Dame blanche sur case noire g3 · Dame blanche sur case blanche e2 · Dame blanche sur case blanche b1 | Dame blanche sur case blanche c8 · Dame blanche sur case blanche f7 · Dame blanche sur case noire h6 · Dame blanche sur case noire a5 · Dame blanche sur case noire d4 · Dame blanche sur case noire g3 · Dame blanche sur case blanche e2 · Dame blanche sur case blanche b1 | Dame blanche sur case blanche c8 · Dame blanche sur case blanche f7 · Dame blanche sur case noire h6 · Dame blanche sur case noire a5 · Dame blanche sur case noire d4 · Dame blanche sur case noire g3 · Dame blanche sur case blanche e2 · Dame blanche sur case blanche b1 | 5 |
| 4 | Dame blanche sur case blanche c8 · Dame blanche sur case blanche f7 · Dame blanche sur case noire h6 · Dame blanche sur case noire a5 · Dame blanche sur case noire d4 · Dame blanche sur case noire g3 · Dame blanche sur case blanche e2 · Dame blanche sur case blanche b1 | Dame blanche sur case blanche c8 · Dame blanche sur case blanche f7 · Dame blanche sur case noire h6 · Dame blanche sur case noire a5 · Dame blanche sur case noire d4 · Dame blanche sur case noire g3 · Dame blanche sur case blanche e2 · Dame blanche sur case blanche b1 | Dame blanche sur case blanche c8 · Dame blanche sur case blanche f7 · Dame blanche sur case noire h6 · Dame blanche sur case noire a5 · Dame blanche sur case noire d4 · Dame blanche sur case noire g3 · Dame blanche sur case blanche e2 · Dame blanche sur case blanche b1 | Dame blanche sur case blanche c8 · Dame blanche sur case blanche f7 · Dame blanche sur case noire h6 · Dame blanche sur case noire a5 · Dame blanche sur case noire d4 · Dame blanche sur case noire g3 · Dame blanche sur case blanche e2 · Dame blanche sur case blanche b1 | Dame blanche sur case blanche c8 · Dame blanche sur case blanche f7 · Dame blanche sur case noire h6 · Dame blanche sur case noire a5 · Dame blanche sur case noire d4 · Dame blanche sur case noire g3 · Dame blanche sur case blanche e2 · Dame blanche sur case blanche b1 | Dame blanche sur case blanche c8 · Dame blanche sur case blanche f7 · Dame blanche sur case noire h6 · Dame blanche sur case noire a5 · Dame blanche sur case noire d4 · Dame blanche sur case noire g3 · Dame blanche sur case blanche e2 · Dame blanche sur case blanche b1 | Dame blanche sur case blanche c8 · Dame blanche sur case blanche f7 · Dame blanche sur case noire h6 · Dame blanche sur case noire a5 · Dame blanche sur case noire d4 · Dame blanche sur case noire g3 · Dame blanche sur case blanche e2 · Dame blanche sur case blanche b1 | Dame blanche sur case blanche c8 · Dame blanche sur case blanche f7 · Dame blanche sur case noire h6 · Dame blanche sur case noire a5 · Dame blanche sur case noire d4 · Dame blanche sur case noire g3 · Dame blanche sur case blanche e2 · Dame blanche sur case blanche b1 | 4 |
| 3 | Dame blanche sur case blanche c8 · Dame blanche sur case blanche f7 · Dame blanche sur case noire h6 · Dame blanche sur case noire a5 · Dame blanche sur case noire d4 · Dame blanche sur case noire g3 · Dame blanche sur case blanche e2 · Dame blanche sur case blanche b1 | Dame blanche sur case blanche c8 · Dame blanche sur case blanche f7 · Dame blanche sur case noire h6 · Dame blanche sur case noire a5 · Dame blanche sur case noire d4 · Dame blanche sur case noire g3 · Dame blanche sur case blanche e2 · Dame blanche sur case blanche b1 | Dame blanche sur case blanche c8 · Dame blanche sur case blanche f7 · Dame blanche sur case noire h6 · Dame blanche sur case noire a5 · Dame blanche sur case noire d4 · Dame blanche sur case noire g3 · Dame blanche sur case blanche e2 · Dame blanche sur case blanche b1 | Dame blanche sur case blanche c8 · Dame blanche sur case blanche f7 · Dame blanche sur case noire h6 · Dame blanche sur case noire a5 · Dame blanche sur case noire d4 · Dame blanche sur case noire g3 · Dame blanche sur case blanche e2 · Dame blanche sur case blanche b1 | Dame blanche sur case blanche c8 · Dame blanche sur case blanche f7 · Dame blanche sur case noire h6 · Dame blanche sur case noire a5 · Dame blanche sur case noire d4 · Dame blanche sur case noire g3 · Dame blanche sur case blanche e2 · Dame blanche sur case blanche b1 | Dame blanche sur case blanche c8 · Dame blanche sur case blanche f7 · Dame blanche sur case noire h6 · Dame blanche sur case noire a5 · Dame blanche sur case noire d4 · Dame blanche sur case noire g3 · Dame blanche sur case blanche e2 · Dame blanche sur case blanche b1 | Dame blanche sur case blanche c8 · Dame blanche sur case blanche f7 · Dame blanche sur case noire h6 · Dame blanche sur case noire a5 · Dame blanche sur case noire d4 · Dame blanche sur case noire g3 · Dame blanche sur case blanche e2 · Dame blanche sur case blanche b1 | Dame blanche sur case blanche c8 · Dame blanche sur case blanche f7 · Dame blanche sur case noire h6 · Dame blanche sur case noire a5 · Dame blanche sur case noire d4 · Dame blanche sur case noire g3 · Dame blanche sur case blanche e2 · Dame blanche sur case blanche b1 | 3 |
| 2 | Dame blanche sur case blanche c8 · Dame blanche sur case blanche f7 · Dame blanche sur case noire h6 · Dame blanche sur case noire a5 · Dame blanche sur case noire d4 · Dame blanche sur case noire g3 · Dame blanche sur case blanche e2 · Dame blanche sur case blanche b1 | Dame blanche sur case blanche c8 · Dame blanche sur case blanche f7 · Dame blanche sur case noire h6 · Dame blanche sur case noire a5 · Dame blanche sur case noire d4 · Dame blanche sur case noire g3 · Dame blanche sur case blanche e2 · Dame blanche sur case blanche b1 | Dame blanche sur case blanche c8 · Dame blanche sur case blanche f7 · Dame blanche sur case noire h6 · Dame blanche sur case noire a5 · Dame blanche sur case noire d4 · Dame blanche sur case noire g3 · Dame blanche sur case blanche e2 · Dame blanche sur case blanche b1 | Dame blanche sur case blanche c8 · Dame blanche sur case blanche f7 · Dame blanche sur case noire h6 · Dame blanche sur case noire a5 · Dame blanche sur case noire d4 · Dame blanche sur case noire g3 · Dame blanche sur case blanche e2 · Dame blanche sur case blanche b1 | Dame blanche sur case blanche c8 · Dame blanche sur case blanche f7 · Dame blanche sur case noire h6 · Dame blanche sur case noire a5 · Dame blanche sur case noire d4 · Dame blanche sur case noire g3 · Dame blanche sur case blanche e2 · Dame blanche sur case blanche b1 | Dame blanche sur case blanche c8 · Dame blanche sur case blanche f7 · Dame blanche sur case noire h6 · Dame blanche sur case noire a5 · Dame blanche sur case noire d4 · Dame blanche sur case noire g3 · Dame blanche sur case blanche e2 · Dame blanche sur case blanche b1 | Dame blanche sur case blanche c8 · Dame blanche sur case blanche f7 · Dame blanche sur case noire h6 · Dame blanche sur case noire a5 · Dame blanche sur case noire d4 · Dame blanche sur case noire g3 · Dame blanche sur case blanche e2 · Dame blanche sur case blanche b1 | Dame blanche sur case blanche c8 · Dame blanche sur case blanche f7 · Dame blanche sur case noire h6 · Dame blanche sur case noire a5 · Dame blanche sur case noire d4 · Dame blanche sur case noire g3 · Dame blanche sur case blanche e2 · Dame blanche sur case blanche b1 | 2 |
| 1 | Dame blanche sur case blanche c8 · Dame blanche sur case blanche f7 · Dame blanche sur case noire h6 · Dame blanche sur case noire a5 · Dame blanche sur case noire d4 · Dame blanche sur case noire g3 · Dame blanche sur case blanche e2 · Dame blanche sur case blanche b1 | Dame blanche sur case blanche c8 · Dame blanche sur case blanche f7 · Dame blanche sur case noire h6 · Dame blanche sur case noire a5 · Dame blanche sur case noire d4 · Dame blanche sur case noire g3 · Dame blanche sur case blanche e2 · Dame blanche sur case blanche b1 | Dame blanche sur case blanche c8 · Dame blanche sur case blanche f7 · Dame blanche sur case noire h6 · Dame blanche sur case noire a5 · Dame blanche sur case noire d4 · Dame blanche sur case noire g3 · Dame blanche sur case blanche e2 · Dame blanche sur case blanche b1 | Dame blanche sur case blanche c8 · Dame blanche sur case blanche f7 · Dame blanche sur case noire h6 · Dame blanche sur case noire a5 · Dame blanche sur case noire d4 · Dame blanche sur case noire g3 · Dame blanche sur case blanche e2 · Dame blanche sur case blanche b1 | Dame blanche sur case blanche c8 · Dame blanche sur case blanche f7 · Dame blanche sur case noire h6 · Dame blanche sur case noire a5 · Dame blanche sur case noire d4 · Dame blanche sur case noire g3 · Dame blanche sur case blanche e2 · Dame blanche sur case blanche b1 | Dame blanche sur case blanche c8 · Dame blanche sur case blanche f7 · Dame blanche sur case noire h6 · Dame blanche sur case noire a5 · Dame blanche sur case noire d4 · Dame blanche sur case noire g3 · Dame blanche sur case blanche e2 · Dame blanche sur case blanche b1 | Dame blanche sur case blanche c8 · Dame blanche sur case blanche f7 · Dame blanche sur case noire h6 · Dame blanche sur case noire a5 · Dame blanche sur case noire d4 · Dame blanche sur case noire g3 · Dame blanche sur case blanche e2 · Dame blanche sur case blanche b1 | Dame blanche sur case blanche c8 · Dame blanche sur case blanche f7 · Dame blanche sur case noire h6 · Dame blanche sur case noire a5 · Dame blanche sur case noire d4 · Dame blanche sur case noire g3 · Dame blanche sur case blanche e2 · Dame blanche sur case blanche b1 | 1 |
|   | a | b | c | d | e | f | g | h |   |

|   | a | b | c | d | e | f | g | h |   |
| 8 | Dame blanche sur case blanche e8 · Dame blanche sur case noire c7 · Dame blanche sur case noire h6 · Dame blanche sur case blanche d5 · Dame blanche sur case blanche g4 · Dame blanche sur case noire a3 · Dame blanche sur case noire f2 · Dame blanche sur case blanche b1 | Dame blanche sur case blanche e8 · Dame blanche sur case noire c7 · Dame blanche sur case noire h6 · Dame blanche sur case blanche d5 · Dame blanche sur case blanche g4 · Dame blanche sur case noire a3 · Dame blanche sur case noire f2 · Dame blanche sur case blanche b1 | Dame blanche sur case blanche e8 · Dame blanche sur case noire c7 · Dame blanche sur case noire h6 · Dame blanche sur case blanche d5 · Dame blanche sur case blanche g4 · Dame blanche sur case noire a3 · Dame blanche sur case noire f2 · Dame blanche sur case blanche b1 | Dame blanche sur case blanche e8 · Dame blanche sur case noire c7 · Dame blanche sur case noire h6 · Dame blanche sur case blanche d5 · Dame blanche sur case blanche g4 · Dame blanche sur case noire a3 · Dame blanche sur case noire f2 · Dame blanche sur case blanche b1 | Dame blanche sur case blanche e8 · Dame blanche sur case noire c7 · Dame blanche sur case noire h6 · Dame blanche sur case blanche d5 · Dame blanche sur case blanche g4 · Dame blanche sur case noire a3 · Dame blanche sur case noire f2 · Dame blanche sur case blanche b1 | Dame blanche sur case blanche e8 · Dame blanche sur case noire c7 · Dame blanche sur case noire h6 · Dame blanche sur case blanche d5 · Dame blanche sur case blanche g4 · Dame blanche sur case noire a3 · Dame blanche sur case noire f2 · Dame blanche sur case blanche b1 | Dame blanche sur case blanche e8 · Dame blanche sur case noire c7 · Dame blanche sur case noire h6 · Dame blanche sur case blanche d5 · Dame blanche sur case blanche g4 · Dame blanche sur case noire a3 · Dame blanche sur case noire f2 · Dame blanche sur case blanche b1 | Dame blanche sur case blanche e8 · Dame blanche sur case noire c7 · Dame blanche sur case noire h6 · Dame blanche sur case blanche d5 · Dame blanche sur case blanche g4 · Dame blanche sur case noire a3 · Dame blanche sur case noire f2 · Dame blanche sur case blanche b1 | 8 |
| 7 | Dame blanche sur case blanche e8 · Dame blanche sur case noire c7 · Dame blanche sur case noire h6 · Dame blanche sur case blanche d5 · Dame blanche sur case blanche g4 · Dame blanche sur case noire a3 · Dame blanche sur case noire f2 · Dame blanche sur case blanche b1 | Dame blanche sur case blanche e8 · Dame blanche sur case noire c7 · Dame blanche sur case noire h6 · Dame blanche sur case blanche d5 · Dame blanche sur case blanche g4 · Dame blanche sur case noire a3 · Dame blanche sur case noire f2 · Dame blanche sur case blanche b1 | Dame blanche sur case blanche e8 · Dame blanche sur case noire c7 · Dame blanche sur case noire h6 · Dame blanche sur case blanche d5 · Dame blanche sur case blanche g4 · Dame blanche sur case noire a3 · Dame blanche sur case noire f2 · Dame blanche sur case blanche b1 | Dame blanche sur case blanche e8 · Dame blanche sur case noire c7 · Dame blanche sur case noire h6 · Dame blanche sur case blanche d5 · Dame blanche sur case blanche g4 · Dame blanche sur case noire a3 · Dame blanche sur case noire f2 · Dame blanche sur case blanche b1 | Dame blanche sur case blanche e8 · Dame blanche sur case noire c7 · Dame blanche sur case noire h6 · Dame blanche sur case blanche d5 · Dame blanche sur case blanche g4 · Dame blanche sur case noire a3 · Dame blanche sur case noire f2 · Dame blanche sur case blanche b1 | Dame blanche sur case blanche e8 · Dame blanche sur case noire c7 · Dame blanche sur case noire h6 · Dame blanche sur case blanche d5 · Dame blanche sur case blanche g4 · Dame blanche sur case noire a3 · Dame blanche sur case noire f2 · Dame blanche sur case blanche b1 | Dame blanche sur case blanche e8 · Dame blanche sur case noire c7 · Dame blanche sur case noire h6 · Dame blanche sur case blanche d5 · Dame blanche sur case blanche g4 · Dame blanche sur case noire a3 · Dame blanche sur case noire f2 · Dame blanche sur case blanche b1 | Dame blanche sur case blanche e8 · Dame blanche sur case noire c7 · Dame blanche sur case noire h6 · Dame blanche sur case blanche d5 · Dame blanche sur case blanche g4 · Dame blanche sur case noire a3 · Dame blanche sur case noire f2 · Dame blanche sur case blanche b1 | 7 |
| 6 | Dame blanche sur case blanche e8 · Dame blanche sur case noire c7 · Dame blanche sur case noire h6 · Dame blanche sur case blanche d5 · Dame blanche sur case blanche g4 · Dame blanche sur case noire a3 · Dame blanche sur case noire f2 · Dame blanche sur case blanche b1 | Dame blanche sur case blanche e8 · Dame blanche sur case noire c7 · Dame blanche sur case noire h6 · Dame blanche sur case blanche d5 · Dame blanche sur case blanche g4 · Dame blanche sur case noire a3 · Dame blanche sur case noire f2 · Dame blanche sur case blanche b1 | Dame blanche sur case blanche e8 · Dame blanche sur case noire c7 · Dame blanche sur case noire h6 · Dame blanche sur case blanche d5 · Dame blanche sur case blanche g4 · Dame blanche sur case noire a3 · Dame blanche sur case noire f2 · Dame blanche sur case blanche b1 | Dame blanche sur case blanche e8 · Dame blanche sur case noire c7 · Dame blanche sur case noire h6 · Dame blanche sur case blanche d5 · Dame blanche sur case blanche g4 · Dame blanche sur case noire a3 · Dame blanche sur case noire f2 · Dame blanche sur case blanche b1 | Dame blanche sur case blanche e8 · Dame blanche sur case noire c7 · Dame blanche sur case noire h6 · Dame blanche sur case blanche d5 · Dame blanche sur case blanche g4 · Dame blanche sur case noire a3 · Dame blanche sur case noire f2 · Dame blanche sur case blanche b1 | Dame blanche sur case blanche e8 · Dame blanche sur case noire c7 · Dame blanche sur case noire h6 · Dame blanche sur case blanche d5 · Dame blanche sur case blanche g4 · Dame blanche sur case noire a3 · Dame blanche sur case noire f2 · Dame blanche sur case blanche b1 | Dame blanche sur case blanche e8 · Dame blanche sur case noire c7 · Dame blanche sur case noire h6 · Dame blanche sur case blanche d5 · Dame blanche sur case blanche g4 · Dame blanche sur case noire a3 · Dame blanche sur case noire f2 · Dame blanche sur case blanche b1 | Dame blanche sur case blanche e8 · Dame blanche sur case noire c7 · Dame blanche sur case noire h6 · Dame blanche sur case blanche d5 · Dame blanche sur case blanche g4 · Dame blanche sur case noire a3 · Dame blanche sur case noire f2 · Dame blanche sur case blanche b1 | 6 |
| 5 | Dame blanche sur case blanche e8 · Dame blanche sur case noire c7 · Dame blanche sur case noire h6 · Dame blanche sur case blanche d5 · Dame blanche sur case blanche g4 · Dame blanche sur case noire a3 · Dame blanche sur case noire f2 · Dame blanche sur case blanche b1 | Dame blanche sur case blanche e8 · Dame blanche sur case noire c7 · Dame blanche sur case noire h6 · Dame blanche sur case blanche d5 · Dame blanche sur case blanche g4 · Dame blanche sur case noire a3 · Dame blanche sur case noire f2 · Dame blanche sur case blanche b1 | Dame blanche sur case blanche e8 · Dame blanche sur case noire c7 · Dame blanche sur case noire h6 · Dame blanche sur case blanche d5 · Dame blanche sur case blanche g4 · Dame blanche sur case noire a3 · Dame blanche sur case noire f2 · Dame blanche sur case blanche b1 | Dame blanche sur case blanche e8 · Dame blanche sur case noire c7 · Dame blanche sur case noire h6 · Dame blanche sur case blanche d5 · Dame blanche sur case blanche g4 · Dame blanche sur case noire a3 · Dame blanche sur case noire f2 · Dame blanche sur case blanche b1 | Dame blanche sur case blanche e8 · Dame blanche sur case noire c7 · Dame blanche sur case noire h6 · Dame blanche sur case blanche d5 · Dame blanche sur case blanche g4 · Dame blanche sur case noire a3 · Dame blanche sur case noire f2 · Dame blanche sur case blanche b1 | Dame blanche sur case blanche e8 · Dame blanche sur case noire c7 · Dame blanche sur case noire h6 · Dame blanche sur case blanche d5 · Dame blanche sur case blanche g4 · Dame blanche sur case noire a3 · Dame blanche sur case noire f2 · Dame blanche sur case blanche b1 | Dame blanche sur case blanche e8 · Dame blanche sur case noire c7 · Dame blanche sur case noire h6 · Dame blanche sur case blanche d5 · Dame blanche sur case blanche g4 · Dame blanche sur case noire a3 · Dame blanche sur case noire f2 · Dame blanche sur case blanche b1 | Dame blanche sur case blanche e8 · Dame blanche sur case noire c7 · Dame blanche sur case noire h6 · Dame blanche sur case blanche d5 · Dame blanche sur case blanche g4 · Dame blanche sur case noire a3 · Dame blanche sur case noire f2 · Dame blanche sur case blanche b1 | 5 |
| 4 | Dame blanche sur case blanche e8 · Dame blanche sur case noire c7 · Dame blanche sur case noire h6 · Dame blanche sur case blanche d5 · Dame blanche sur case blanche g4 · Dame blanche sur case noire a3 · Dame blanche sur case noire f2 · Dame blanche sur case blanche b1 | Dame blanche sur case blanche e8 · Dame blanche sur case noire c7 · Dame blanche sur case noire h6 · Dame blanche sur case blanche d5 · Dame blanche sur case blanche g4 · Dame blanche sur case noire a3 · Dame blanche sur case noire f2 · Dame blanche sur case blanche b1 | Dame blanche sur case blanche e8 · Dame blanche sur case noire c7 · Dame blanche sur case noire h6 · Dame blanche sur case blanche d5 · Dame blanche sur case blanche g4 · Dame blanche sur case noire a3 · Dame blanche sur case noire f2 · Dame blanche sur case blanche b1 | Dame blanche sur case blanche e8 · Dame blanche sur case noire c7 · Dame blanche sur case noire h6 · Dame blanche sur case blanche d5 · Dame blanche sur case blanche g4 · Dame blanche sur case noire a3 · Dame blanche sur case noire f2 · Dame blanche sur case blanche b1 | Dame blanche sur case blanche e8 · Dame blanche sur case noire c7 · Dame blanche sur case noire h6 · Dame blanche sur case blanche d5 · Dame blanche sur case blanche g4 · Dame blanche sur case noire a3 · Dame blanche sur case noire f2 · Dame blanche sur case blanche b1 | Dame blanche sur case blanche e8 · Dame blanche sur case noire c7 · Dame blanche sur case noire h6 · Dame blanche sur case blanche d5 · Dame blanche sur case blanche g4 · Dame blanche sur case noire a3 · Dame blanche sur case noire f2 · Dame blanche sur case blanche b1 | Dame blanche sur case blanche e8 · Dame blanche sur case noire c7 · Dame blanche sur case noire h6 · Dame blanche sur case blanche d5 · Dame blanche sur case blanche g4 · Dame blanche sur case noire a3 · Dame blanche sur case noire f2 · Dame blanche sur case blanche b1 | Dame blanche sur case blanche e8 · Dame blanche sur case noire c7 · Dame blanche sur case noire h6 · Dame blanche sur case blanche d5 · Dame blanche sur case blanche g4 · Dame blanche sur case noire a3 · Dame blanche sur case noire f2 · Dame blanche sur case blanche b1 | 4 |
| 3 | Dame blanche sur case blanche e8 · Dame blanche sur case noire c7 · Dame blanche sur case noire h6 · Dame blanche sur case blanche d5 · Dame blanche sur case blanche g4 · Dame blanche sur case noire a3 · Dame blanche sur case noire f2 · Dame blanche sur case blanche b1 | Dame blanche sur case blanche e8 · Dame blanche sur case noire c7 · Dame blanche sur case noire h6 · Dame blanche sur case blanche d5 · Dame blanche sur case blanche g4 · Dame blanche sur case noire a3 · Dame blanche sur case noire f2 · Dame blanche sur case blanche b1 | Dame blanche sur case blanche e8 · Dame blanche sur case noire c7 · Dame blanche sur case noire h6 · Dame blanche sur case blanche d5 · Dame blanche sur case blanche g4 · Dame blanche sur case noire a3 · Dame blanche sur case noire f2 · Dame blanche sur case blanche b1 | Dame blanche sur case blanche e8 · Dame blanche sur case noire c7 · Dame blanche sur case noire h6 · Dame blanche sur case blanche d5 · Dame blanche sur case blanche g4 · Dame blanche sur case noire a3 · Dame blanche sur case noire f2 · Dame blanche sur case blanche b1 | Dame blanche sur case blanche e8 · Dame blanche sur case noire c7 · Dame blanche sur case noire h6 · Dame blanche sur case blanche d5 · Dame blanche sur case blanche g4 · Dame blanche sur case noire a3 · Dame blanche sur case noire f2 · Dame blanche sur case blanche b1 | Dame blanche sur case blanche e8 · Dame blanche sur case noire c7 · Dame blanche sur case noire h6 · Dame blanche sur case blanche d5 · Dame blanche sur case blanche g4 · Dame blanche sur case noire a3 · Dame blanche sur case noire f2 · Dame blanche sur case blanche b1 | Dame blanche sur case blanche e8 · Dame blanche sur case noire c7 · Dame blanche sur case noire h6 · Dame blanche sur case blanche d5 · Dame blanche sur case blanche g4 · Dame blanche sur case noire a3 · Dame blanche sur case noire f2 · Dame blanche sur case blanche b1 | Dame blanche sur case blanche e8 · Dame blanche sur case noire c7 · Dame blanche sur case noire h6 · Dame blanche sur case blanche d5 · Dame blanche sur case blanche g4 · Dame blanche sur case noire a3 · Dame blanche sur case noire f2 · Dame blanche sur case blanche b1 | 3 |
| 2 | Dame blanche sur case blanche e8 · Dame blanche sur case noire c7 · Dame blanche sur case noire h6 · Dame blanche sur case blanche d5 · Dame blanche sur case blanche g4 · Dame blanche sur case noire a3 · Dame blanche sur case noire f2 · Dame blanche sur case blanche b1 | Dame blanche sur case blanche e8 · Dame blanche sur case noire c7 · Dame blanche sur case noire h6 · Dame blanche sur case blanche d5 · Dame blanche sur case blanche g4 · Dame blanche sur case noire a3 · Dame blanche sur case noire f2 · Dame blanche sur case blanche b1 | Dame blanche sur case blanche e8 · Dame blanche sur case noire c7 · Dame blanche sur case noire h6 · Dame blanche sur case blanche d5 · Dame blanche sur case blanche g4 · Dame blanche sur case noire a3 · Dame blanche sur case noire f2 · Dame blanche sur case blanche b1 | Dame blanche sur case blanche e8 · Dame blanche sur case noire c7 · Dame blanche sur case noire h6 · Dame blanche sur case blanche d5 · Dame blanche sur case blanche g4 · Dame blanche sur case noire a3 · Dame blanche sur case noire f2 · Dame blanche sur case blanche b1 | Dame blanche sur case blanche e8 · Dame blanche sur case noire c7 · Dame blanche sur case noire h6 · Dame blanche sur case blanche d5 · Dame blanche sur case blanche g4 · Dame blanche sur case noire a3 · Dame blanche sur case noire f2 · Dame blanche sur case blanche b1 | Dame blanche sur case blanche e8 · Dame blanche sur case noire c7 · Dame blanche sur case noire h6 · Dame blanche sur case blanche d5 · Dame blanche sur case blanche g4 · Dame blanche sur case noire a3 · Dame blanche sur case noire f2 · Dame blanche sur case blanche b1 | Dame blanche sur case blanche e8 · Dame blanche sur case noire c7 · Dame blanche sur case noire h6 · Dame blanche sur case blanche d5 · Dame blanche sur case blanche g4 · Dame blanche sur case noire a3 · Dame blanche sur case noire f2 · Dame blanche sur case blanche b1 | Dame blanche sur case blanche e8 · Dame blanche sur case noire c7 · Dame blanche sur case noire h6 · Dame blanche sur case blanche d5 · Dame blanche sur case blanche g4 · Dame blanche sur case noire a3 · Dame blanche sur case noire f2 · Dame blanche sur case blanche b1 | 2 |
| 1 | Dame blanche sur case blanche e8 · Dame blanche sur case noire c7 · Dame blanche sur case noire h6 · Dame blanche sur case blanche d5 · Dame blanche sur case blanche g4 · Dame blanche sur case noire a3 · Dame blanche sur case noire f2 · Dame blanche sur case blanche b1 | Dame blanche sur case blanche e8 · Dame blanche sur case noire c7 · Dame blanche sur case noire h6 · Dame blanche sur case blanche d5 · Dame blanche sur case blanche g4 · Dame blanche sur case noire a3 · Dame blanche sur case noire f2 · Dame blanche sur case blanche b1 | Dame blanche sur case blanche e8 · Dame blanche sur case noire c7 · Dame blanche sur case noire h6 · Dame blanche sur case blanche d5 · Dame blanche sur case blanche g4 · Dame blanche sur case noire a3 · Dame blanche sur case noire f2 · Dame blanche sur case blanche b1 | Dame blanche sur case blanche e8 · Dame blanche sur case noire c7 · Dame blanche sur case noire h6 · Dame blanche sur case blanche d5 · Dame blanche sur case blanche g4 · Dame blanche sur case noire a3 · Dame blanche sur case noire f2 · Dame blanche sur case blanche b1 | Dame blanche sur case blanche e8 · Dame blanche sur case noire c7 · Dame blanche sur case noire h6 · Dame blanche sur case blanche d5 · Dame blanche sur case blanche g4 · Dame blanche sur case noire a3 · Dame blanche sur case noire f2 · Dame blanche sur case blanche b1 | Dame blanche sur case blanche e8 · Dame blanche sur case noire c7 · Dame blanche sur case noire h6 · Dame blanche sur case blanche d5 · Dame blanche sur case blanche g4 · Dame blanche sur case noire a3 · Dame blanche sur case noire f2 · Dame blanche sur case blanche b1 | Dame blanche sur case blanche e8 · Dame blanche sur case noire c7 · Dame blanche sur case noire h6 · Dame blanche sur case blanche d5 · Dame blanche sur case blanche g4 · Dame blanche sur case noire a3 · Dame blanche sur case noire f2 · Dame blanche sur case blanche b1 | Dame blanche sur case blanche e8 · Dame blanche sur case noire c7 · Dame blanche sur case noire h6 · Dame blanche sur case blanche d5 · Dame blanche sur case blanche g4 · Dame blanche sur case noire a3 · Dame blanche sur case noire f2 · Dame blanche sur case blanche b1 | 1 |
|   | a | b | c | d | e | f | g | h |   |

|   | a | b | c | d | e | f | g | h |   |
| 8 | Dame blanche sur case blanche e8 · Dame blanche sur case noire g7 · Dame blanche sur case noire d6 · Dame blanche sur case noire a5 · Dame blanche sur case blanche c4 · Dame blanche sur case blanche h3 · Dame blanche sur case noire f2 · Dame blanche sur case blanche b1 | Dame blanche sur case blanche e8 · Dame blanche sur case noire g7 · Dame blanche sur case noire d6 · Dame blanche sur case noire a5 · Dame blanche sur case blanche c4 · Dame blanche sur case blanche h3 · Dame blanche sur case noire f2 · Dame blanche sur case blanche b1 | Dame blanche sur case blanche e8 · Dame blanche sur case noire g7 · Dame blanche sur case noire d6 · Dame blanche sur case noire a5 · Dame blanche sur case blanche c4 · Dame blanche sur case blanche h3 · Dame blanche sur case noire f2 · Dame blanche sur case blanche b1 | Dame blanche sur case blanche e8 · Dame blanche sur case noire g7 · Dame blanche sur case noire d6 · Dame blanche sur case noire a5 · Dame blanche sur case blanche c4 · Dame blanche sur case blanche h3 · Dame blanche sur case noire f2 · Dame blanche sur case blanche b1 | Dame blanche sur case blanche e8 · Dame blanche sur case noire g7 · Dame blanche sur case noire d6 · Dame blanche sur case noire a5 · Dame blanche sur case blanche c4 · Dame blanche sur case blanche h3 · Dame blanche sur case noire f2 · Dame blanche sur case blanche b1 | Dame blanche sur case blanche e8 · Dame blanche sur case noire g7 · Dame blanche sur case noire d6 · Dame blanche sur case noire a5 · Dame blanche sur case blanche c4 · Dame blanche sur case blanche h3 · Dame blanche sur case noire f2 · Dame blanche sur case blanche b1 | Dame blanche sur case blanche e8 · Dame blanche sur case noire g7 · Dame blanche sur case noire d6 · Dame blanche sur case noire a5 · Dame blanche sur case blanche c4 · Dame blanche sur case blanche h3 · Dame blanche sur case noire f2 · Dame blanche sur case blanche b1 | Dame blanche sur case blanche e8 · Dame blanche sur case noire g7 · Dame blanche sur case noire d6 · Dame blanche sur case noire a5 · Dame blanche sur case blanche c4 · Dame blanche sur case blanche h3 · Dame blanche sur case noire f2 · Dame blanche sur case blanche b1 | 8 |
| 7 | Dame blanche sur case blanche e8 · Dame blanche sur case noire g7 · Dame blanche sur case noire d6 · Dame blanche sur case noire a5 · Dame blanche sur case blanche c4 · Dame blanche sur case blanche h3 · Dame blanche sur case noire f2 · Dame blanche sur case blanche b1 | Dame blanche sur case blanche e8 · Dame blanche sur case noire g7 · Dame blanche sur case noire d6 · Dame blanche sur case noire a5 · Dame blanche sur case blanche c4 · Dame blanche sur case blanche h3 · Dame blanche sur case noire f2 · Dame blanche sur case blanche b1 | Dame blanche sur case blanche e8 · Dame blanche sur case noire g7 · Dame blanche sur case noire d6 · Dame blanche sur case noire a5 · Dame blanche sur case blanche c4 · Dame blanche sur case blanche h3 · Dame blanche sur case noire f2 · Dame blanche sur case blanche b1 | Dame blanche sur case blanche e8 · Dame blanche sur case noire g7 · Dame blanche sur case noire d6 · Dame blanche sur case noire a5 · Dame blanche sur case blanche c4 · Dame blanche sur case blanche h3 · Dame blanche sur case noire f2 · Dame blanche sur case blanche b1 | Dame blanche sur case blanche e8 · Dame blanche sur case noire g7 · Dame blanche sur case noire d6 · Dame blanche sur case noire a5 · Dame blanche sur case blanche c4 · Dame blanche sur case blanche h3 · Dame blanche sur case noire f2 · Dame blanche sur case blanche b1 | Dame blanche sur case blanche e8 · Dame blanche sur case noire g7 · Dame blanche sur case noire d6 · Dame blanche sur case noire a5 · Dame blanche sur case blanche c4 · Dame blanche sur case blanche h3 · Dame blanche sur case noire f2 · Dame blanche sur case blanche b1 | Dame blanche sur case blanche e8 · Dame blanche sur case noire g7 · Dame blanche sur case noire d6 · Dame blanche sur case noire a5 · Dame blanche sur case blanche c4 · Dame blanche sur case blanche h3 · Dame blanche sur case noire f2 · Dame blanche sur case blanche b1 | Dame blanche sur case blanche e8 · Dame blanche sur case noire g7 · Dame blanche sur case noire d6 · Dame blanche sur case noire a5 · Dame blanche sur case blanche c4 · Dame blanche sur case blanche h3 · Dame blanche sur case noire f2 · Dame blanche sur case blanche b1 | 7 |
| 6 | Dame blanche sur case blanche e8 · Dame blanche sur case noire g7 · Dame blanche sur case noire d6 · Dame blanche sur case noire a5 · Dame blanche sur case blanche c4 · Dame blanche sur case blanche h3 · Dame blanche sur case noire f2 · Dame blanche sur case blanche b1 | Dame blanche sur case blanche e8 · Dame blanche sur case noire g7 · Dame blanche sur case noire d6 · Dame blanche sur case noire a5 · Dame blanche sur case blanche c4 · Dame blanche sur case blanche h3 · Dame blanche sur case noire f2 · Dame blanche sur case blanche b1 | Dame blanche sur case blanche e8 · Dame blanche sur case noire g7 · Dame blanche sur case noire d6 · Dame blanche sur case noire a5 · Dame blanche sur case blanche c4 · Dame blanche sur case blanche h3 · Dame blanche sur case noire f2 · Dame blanche sur case blanche b1 | Dame blanche sur case blanche e8 · Dame blanche sur case noire g7 · Dame blanche sur case noire d6 · Dame blanche sur case noire a5 · Dame blanche sur case blanche c4 · Dame blanche sur case blanche h3 · Dame blanche sur case noire f2 · Dame blanche sur case blanche b1 | Dame blanche sur case blanche e8 · Dame blanche sur case noire g7 · Dame blanche sur case noire d6 · Dame blanche sur case noire a5 · Dame blanche sur case blanche c4 · Dame blanche sur case blanche h3 · Dame blanche sur case noire f2 · Dame blanche sur case blanche b1 | Dame blanche sur case blanche e8 · Dame blanche sur case noire g7 · Dame blanche sur case noire d6 · Dame blanche sur case noire a5 · Dame blanche sur case blanche c4 · Dame blanche sur case blanche h3 · Dame blanche sur case noire f2 · Dame blanche sur case blanche b1 | Dame blanche sur case blanche e8 · Dame blanche sur case noire g7 · Dame blanche sur case noire d6 · Dame blanche sur case noire a5 · Dame blanche sur case blanche c4 · Dame blanche sur case blanche h3 · Dame blanche sur case noire f2 · Dame blanche sur case blanche b1 | Dame blanche sur case blanche e8 · Dame blanche sur case noire g7 · Dame blanche sur case noire d6 · Dame blanche sur case noire a5 · Dame blanche sur case blanche c4 · Dame blanche sur case blanche h3 · Dame blanche sur case noire f2 · Dame blanche sur case blanche b1 | 6 |
| 5 | Dame blanche sur case blanche e8 · Dame blanche sur case noire g7 · Dame blanche sur case noire d6 · Dame blanche sur case noire a5 · Dame blanche sur case blanche c4 · Dame blanche sur case blanche h3 · Dame blanche sur case noire f2 · Dame blanche sur case blanche b1 | Dame blanche sur case blanche e8 · Dame blanche sur case noire g7 · Dame blanche sur case noire d6 · Dame blanche sur case noire a5 · Dame blanche sur case blanche c4 · Dame blanche sur case blanche h3 · Dame blanche sur case noire f2 · Dame blanche sur case blanche b1 | Dame blanche sur case blanche e8 · Dame blanche sur case noire g7 · Dame blanche sur case noire d6 · Dame blanche sur case noire a5 · Dame blanche sur case blanche c4 · Dame blanche sur case blanche h3 · Dame blanche sur case noire f2 · Dame blanche sur case blanche b1 | Dame blanche sur case blanche e8 · Dame blanche sur case noire g7 · Dame blanche sur case noire d6 · Dame blanche sur case noire a5 · Dame blanche sur case blanche c4 · Dame blanche sur case blanche h3 · Dame blanche sur case noire f2 · Dame blanche sur case blanche b1 | Dame blanche sur case blanche e8 · Dame blanche sur case noire g7 · Dame blanche sur case noire d6 · Dame blanche sur case noire a5 · Dame blanche sur case blanche c4 · Dame blanche sur case blanche h3 · Dame blanche sur case noire f2 · Dame blanche sur case blanche b1 | Dame blanche sur case blanche e8 · Dame blanche sur case noire g7 · Dame blanche sur case noire d6 · Dame blanche sur case noire a5 · Dame blanche sur case blanche c4 · Dame blanche sur case blanche h3 · Dame blanche sur case noire f2 · Dame blanche sur case blanche b1 | Dame blanche sur case blanche e8 · Dame blanche sur case noire g7 · Dame blanche sur case noire d6 · Dame blanche sur case noire a5 · Dame blanche sur case blanche c4 · Dame blanche sur case blanche h3 · Dame blanche sur case noire f2 · Dame blanche sur case blanche b1 | Dame blanche sur case blanche e8 · Dame blanche sur case noire g7 · Dame blanche sur case noire d6 · Dame blanche sur case noire a5 · Dame blanche sur case blanche c4 · Dame blanche sur case blanche h3 · Dame blanche sur case noire f2 · Dame blanche sur case blanche b1 | 5 |
| 4 | Dame blanche sur case blanche e8 · Dame blanche sur case noire g7 · Dame blanche sur case noire d6 · Dame blanche sur case noire a5 · Dame blanche sur case blanche c4 · Dame blanche sur case blanche h3 · Dame blanche sur case noire f2 · Dame blanche sur case blanche b1 | Dame blanche sur case blanche e8 · Dame blanche sur case noire g7 · Dame blanche sur case noire d6 · Dame blanche sur case noire a5 · Dame blanche sur case blanche c4 · Dame blanche sur case blanche h3 · Dame blanche sur case noire f2 · Dame blanche sur case blanche b1 | Dame blanche sur case blanche e8 · Dame blanche sur case noire g7 · Dame blanche sur case noire d6 · Dame blanche sur case noire a5 · Dame blanche sur case blanche c4 · Dame blanche sur case blanche h3 · Dame blanche sur case noire f2 · Dame blanche sur case blanche b1 | Dame blanche sur case blanche e8 · Dame blanche sur case noire g7 · Dame blanche sur case noire d6 · Dame blanche sur case noire a5 · Dame blanche sur case blanche c4 · Dame blanche sur case blanche h3 · Dame blanche sur case noire f2 · Dame blanche sur case blanche b1 | Dame blanche sur case blanche e8 · Dame blanche sur case noire g7 · Dame blanche sur case noire d6 · Dame blanche sur case noire a5 · Dame blanche sur case blanche c4 · Dame blanche sur case blanche h3 · Dame blanche sur case noire f2 · Dame blanche sur case blanche b1 | Dame blanche sur case blanche e8 · Dame blanche sur case noire g7 · Dame blanche sur case noire d6 · Dame blanche sur case noire a5 · Dame blanche sur case blanche c4 · Dame blanche sur case blanche h3 · Dame blanche sur case noire f2 · Dame blanche sur case blanche b1 | Dame blanche sur case blanche e8 · Dame blanche sur case noire g7 · Dame blanche sur case noire d6 · Dame blanche sur case noire a5 · Dame blanche sur case blanche c4 · Dame blanche sur case blanche h3 · Dame blanche sur case noire f2 · Dame blanche sur case blanche b1 | Dame blanche sur case blanche e8 · Dame blanche sur case noire g7 · Dame blanche sur case noire d6 · Dame blanche sur case noire a5 · Dame blanche sur case blanche c4 · Dame blanche sur case blanche h3 · Dame blanche sur case noire f2 · Dame blanche sur case blanche b1 | 4 |
| 3 | Dame blanche sur case blanche e8 · Dame blanche sur case noire g7 · Dame blanche sur case noire d6 · Dame blanche sur case noire a5 · Dame blanche sur case blanche c4 · Dame blanche sur case blanche h3 · Dame blanche sur case noire f2 · Dame blanche sur case blanche b1 | Dame blanche sur case blanche e8 · Dame blanche sur case noire g7 · Dame blanche sur case noire d6 · Dame blanche sur case noire a5 · Dame blanche sur case blanche c4 · Dame blanche sur case blanche h3 · Dame blanche sur case noire f2 · Dame blanche sur case blanche b1 | Dame blanche sur case blanche e8 · Dame blanche sur case noire g7 · Dame blanche sur case noire d6 · Dame blanche sur case noire a5 · Dame blanche sur case blanche c4 · Dame blanche sur case blanche h3 · Dame blanche sur case noire f2 · Dame blanche sur case blanche b1 | Dame blanche sur case blanche e8 · Dame blanche sur case noire g7 · Dame blanche sur case noire d6 · Dame blanche sur case noire a5 · Dame blanche sur case blanche c4 · Dame blanche sur case blanche h3 · Dame blanche sur case noire f2 · Dame blanche sur case blanche b1 | Dame blanche sur case blanche e8 · Dame blanche sur case noire g7 · Dame blanche sur case noire d6 · Dame blanche sur case noire a5 · Dame blanche sur case blanche c4 · Dame blanche sur case blanche h3 · Dame blanche sur case noire f2 · Dame blanche sur case blanche b1 | Dame blanche sur case blanche e8 · Dame blanche sur case noire g7 · Dame blanche sur case noire d6 · Dame blanche sur case noire a5 · Dame blanche sur case blanche c4 · Dame blanche sur case blanche h3 · Dame blanche sur case noire f2 · Dame blanche sur case blanche b1 | Dame blanche sur case blanche e8 · Dame blanche sur case noire g7 · Dame blanche sur case noire d6 · Dame blanche sur case noire a5 · Dame blanche sur case blanche c4 · Dame blanche sur case blanche h3 · Dame blanche sur case noire f2 · Dame blanche sur case blanche b1 | Dame blanche sur case blanche e8 · Dame blanche sur case noire g7 · Dame blanche sur case noire d6 · Dame blanche sur case noire a5 · Dame blanche sur case blanche c4 · Dame blanche sur case blanche h3 · Dame blanche sur case noire f2 · Dame blanche sur case blanche b1 | 3 |
| 2 | Dame blanche sur case blanche e8 · Dame blanche sur case noire g7 · Dame blanche sur case noire d6 · Dame blanche sur case noire a5 · Dame blanche sur case blanche c4 · Dame blanche sur case blanche h3 · Dame blanche sur case noire f2 · Dame blanche sur case blanche b1 | Dame blanche sur case blanche e8 · Dame blanche sur case noire g7 · Dame blanche sur case noire d6 · Dame blanche sur case noire a5 · Dame blanche sur case blanche c4 · Dame blanche sur case blanche h3 · Dame blanche sur case noire f2 · Dame blanche sur case blanche b1 | Dame blanche sur case blanche e8 · Dame blanche sur case noire g7 · Dame blanche sur case noire d6 · Dame blanche sur case noire a5 · Dame blanche sur case blanche c4 · Dame blanche sur case blanche h3 · Dame blanche sur case noire f2 · Dame blanche sur case blanche b1 | Dame blanche sur case blanche e8 · Dame blanche sur case noire g7 · Dame blanche sur case noire d6 · Dame blanche sur case noire a5 · Dame blanche sur case blanche c4 · Dame blanche sur case blanche h3 · Dame blanche sur case noire f2 · Dame blanche sur case blanche b1 | Dame blanche sur case blanche e8 · Dame blanche sur case noire g7 · Dame blanche sur case noire d6 · Dame blanche sur case noire a5 · Dame blanche sur case blanche c4 · Dame blanche sur case blanche h3 · Dame blanche sur case noire f2 · Dame blanche sur case blanche b1 | Dame blanche sur case blanche e8 · Dame blanche sur case noire g7 · Dame blanche sur case noire d6 · Dame blanche sur case noire a5 · Dame blanche sur case blanche c4 · Dame blanche sur case blanche h3 · Dame blanche sur case noire f2 · Dame blanche sur case blanche b1 | Dame blanche sur case blanche e8 · Dame blanche sur case noire g7 · Dame blanche sur case noire d6 · Dame blanche sur case noire a5 · Dame blanche sur case blanche c4 · Dame blanche sur case blanche h3 · Dame blanche sur case noire f2 · Dame blanche sur case blanche b1 | Dame blanche sur case blanche e8 · Dame blanche sur case noire g7 · Dame blanche sur case noire d6 · Dame blanche sur case noire a5 · Dame blanche sur case blanche c4 · Dame blanche sur case blanche h3 · Dame blanche sur case noire f2 · Dame blanche sur case blanche b1 | 2 |
| 1 | Dame blanche sur case blanche e8 · Dame blanche sur case noire g7 · Dame blanche sur case noire d6 · Dame blanche sur case noire a5 · Dame blanche sur case blanche c4 · Dame blanche sur case blanche h3 · Dame blanche sur case noire f2 · Dame blanche sur case blanche b1 | Dame blanche sur case blanche e8 · Dame blanche sur case noire g7 · Dame blanche sur case noire d6 · Dame blanche sur case noire a5 · Dame blanche sur case blanche c4 · Dame blanche sur case blanche h3 · Dame blanche sur case noire f2 · Dame blanche sur case blanche b1 | Dame blanche sur case blanche e8 · Dame blanche sur case noire g7 · Dame blanche sur case noire d6 · Dame blanche sur case noire a5 · Dame blanche sur case blanche c4 · Dame blanche sur case blanche h3 · Dame blanche sur case noire f2 · Dame blanche sur case blanche b1 | Dame blanche sur case blanche e8 · Dame blanche sur case noire g7 · Dame blanche sur case noire d6 · Dame blanche sur case noire a5 · Dame blanche sur case blanche c4 · Dame blanche sur case blanche h3 · Dame blanche sur case noire f2 · Dame blanche sur case blanche b1 | Dame blanche sur case blanche e8 · Dame blanche sur case noire g7 · Dame blanche sur case noire d6 · Dame blanche sur case noire a5 · Dame blanche sur case blanche c4 · Dame blanche sur case blanche h3 · Dame blanche sur case noire f2 · Dame blanche sur case blanche b1 | Dame blanche sur case blanche e8 · Dame blanche sur case noire g7 · Dame blanche sur case noire d6 · Dame blanche sur case noire a5 · Dame blanche sur case blanche c4 · Dame blanche sur case blanche h3 · Dame blanche sur case noire f2 · Dame blanche sur case blanche b1 | Dame blanche sur case blanche e8 · Dame blanche sur case noire g7 · Dame blanche sur case noire d6 · Dame blanche sur case noire a5 · Dame blanche sur case blanche c4 · Dame blanche sur case blanche h3 · Dame blanche sur case noire f2 · Dame blanche sur case blanche b1 | Dame blanche sur case blanche e8 · Dame blanche sur case noire g7 · Dame blanche sur case noire d6 · Dame blanche sur case noire a5 · Dame blanche sur case blanche c4 · Dame blanche sur case blanche h3 · Dame blanche sur case noire f2 · Dame blanche sur case blanche b1 | 1 |
|   | a | b | c | d | e | f | g | h |   |

|   | a | b | c | d | e | f | g | h |   |
| 8 | Dame blanche sur case noire d8 · Dame blanche sur case noire a7 · Dame blanche sur case blanche e6 · Dame blanche sur case blanche h5 · Dame blanche sur case noire f4 · Dame blanche sur case noire c3 · Dame blanche sur case blanche g2 · Dame blanche sur case blanche b1 | Dame blanche sur case noire d8 · Dame blanche sur case noire a7 · Dame blanche sur case blanche e6 · Dame blanche sur case blanche h5 · Dame blanche sur case noire f4 · Dame blanche sur case noire c3 · Dame blanche sur case blanche g2 · Dame blanche sur case blanche b1 | Dame blanche sur case noire d8 · Dame blanche sur case noire a7 · Dame blanche sur case blanche e6 · Dame blanche sur case blanche h5 · Dame blanche sur case noire f4 · Dame blanche sur case noire c3 · Dame blanche sur case blanche g2 · Dame blanche sur case blanche b1 | Dame blanche sur case noire d8 · Dame blanche sur case noire a7 · Dame blanche sur case blanche e6 · Dame blanche sur case blanche h5 · Dame blanche sur case noire f4 · Dame blanche sur case noire c3 · Dame blanche sur case blanche g2 · Dame blanche sur case blanche b1 | Dame blanche sur case noire d8 · Dame blanche sur case noire a7 · Dame blanche sur case blanche e6 · Dame blanche sur case blanche h5 · Dame blanche sur case noire f4 · Dame blanche sur case noire c3 · Dame blanche sur case blanche g2 · Dame blanche sur case blanche b1 | Dame blanche sur case noire d8 · Dame blanche sur case noire a7 · Dame blanche sur case blanche e6 · Dame blanche sur case blanche h5 · Dame blanche sur case noire f4 · Dame blanche sur case noire c3 · Dame blanche sur case blanche g2 · Dame blanche sur case blanche b1 | Dame blanche sur case noire d8 · Dame blanche sur case noire a7 · Dame blanche sur case blanche e6 · Dame blanche sur case blanche h5 · Dame blanche sur case noire f4 · Dame blanche sur case noire c3 · Dame blanche sur case blanche g2 · Dame blanche sur case blanche b1 | Dame blanche sur case noire d8 · Dame blanche sur case noire a7 · Dame blanche sur case blanche e6 · Dame blanche sur case blanche h5 · Dame blanche sur case noire f4 · Dame blanche sur case noire c3 · Dame blanche sur case blanche g2 · Dame blanche sur case blanche b1 | 8 |
| 7 | Dame blanche sur case noire d8 · Dame blanche sur case noire a7 · Dame blanche sur case blanche e6 · Dame blanche sur case blanche h5 · Dame blanche sur case noire f4 · Dame blanche sur case noire c3 · Dame blanche sur case blanche g2 · Dame blanche sur case blanche b1 | Dame blanche sur case noire d8 · Dame blanche sur case noire a7 · Dame blanche sur case blanche e6 · Dame blanche sur case blanche h5 · Dame blanche sur case noire f4 · Dame blanche sur case noire c3 · Dame blanche sur case blanche g2 · Dame blanche sur case blanche b1 | Dame blanche sur case noire d8 · Dame blanche sur case noire a7 · Dame blanche sur case blanche e6 · Dame blanche sur case blanche h5 · Dame blanche sur case noire f4 · Dame blanche sur case noire c3 · Dame blanche sur case blanche g2 · Dame blanche sur case blanche b1 | Dame blanche sur case noire d8 · Dame blanche sur case noire a7 · Dame blanche sur case blanche e6 · Dame blanche sur case blanche h5 · Dame blanche sur case noire f4 · Dame blanche sur case noire c3 · Dame blanche sur case blanche g2 · Dame blanche sur case blanche b1 | Dame blanche sur case noire d8 · Dame blanche sur case noire a7 · Dame blanche sur case blanche e6 · Dame blanche sur case blanche h5 · Dame blanche sur case noire f4 · Dame blanche sur case noire c3 · Dame blanche sur case blanche g2 · Dame blanche sur case blanche b1 | Dame blanche sur case noire d8 · Dame blanche sur case noire a7 · Dame blanche sur case blanche e6 · Dame blanche sur case blanche h5 · Dame blanche sur case noire f4 · Dame blanche sur case noire c3 · Dame blanche sur case blanche g2 · Dame blanche sur case blanche b1 | Dame blanche sur case noire d8 · Dame blanche sur case noire a7 · Dame blanche sur case blanche e6 · Dame blanche sur case blanche h5 · Dame blanche sur case noire f4 · Dame blanche sur case noire c3 · Dame blanche sur case blanche g2 · Dame blanche sur case blanche b1 | Dame blanche sur case noire d8 · Dame blanche sur case noire a7 · Dame blanche sur case blanche e6 · Dame blanche sur case blanche h5 · Dame blanche sur case noire f4 · Dame blanche sur case noire c3 · Dame blanche sur case blanche g2 · Dame blanche sur case blanche b1 | 7 |
| 6 | Dame blanche sur case noire d8 · Dame blanche sur case noire a7 · Dame blanche sur case blanche e6 · Dame blanche sur case blanche h5 · Dame blanche sur case noire f4 · Dame blanche sur case noire c3 · Dame blanche sur case blanche g2 · Dame blanche sur case blanche b1 | Dame blanche sur case noire d8 · Dame blanche sur case noire a7 · Dame blanche sur case blanche e6 · Dame blanche sur case blanche h5 · Dame blanche sur case noire f4 · Dame blanche sur case noire c3 · Dame blanche sur case blanche g2 · Dame blanche sur case blanche b1 | Dame blanche sur case noire d8 · Dame blanche sur case noire a7 · Dame blanche sur case blanche e6 · Dame blanche sur case blanche h5 · Dame blanche sur case noire f4 · Dame blanche sur case noire c3 · Dame blanche sur case blanche g2 · Dame blanche sur case blanche b1 | Dame blanche sur case noire d8 · Dame blanche sur case noire a7 · Dame blanche sur case blanche e6 · Dame blanche sur case blanche h5 · Dame blanche sur case noire f4 · Dame blanche sur case noire c3 · Dame blanche sur case blanche g2 · Dame blanche sur case blanche b1 | Dame blanche sur case noire d8 · Dame blanche sur case noire a7 · Dame blanche sur case blanche e6 · Dame blanche sur case blanche h5 · Dame blanche sur case noire f4 · Dame blanche sur case noire c3 · Dame blanche sur case blanche g2 · Dame blanche sur case blanche b1 | Dame blanche sur case noire d8 · Dame blanche sur case noire a7 · Dame blanche sur case blanche e6 · Dame blanche sur case blanche h5 · Dame blanche sur case noire f4 · Dame blanche sur case noire c3 · Dame blanche sur case blanche g2 · Dame blanche sur case blanche b1 | Dame blanche sur case noire d8 · Dame blanche sur case noire a7 · Dame blanche sur case blanche e6 · Dame blanche sur case blanche h5 · Dame blanche sur case noire f4 · Dame blanche sur case noire c3 · Dame blanche sur case blanche g2 · Dame blanche sur case blanche b1 | Dame blanche sur case noire d8 · Dame blanche sur case noire a7 · Dame blanche sur case blanche e6 · Dame blanche sur case blanche h5 · Dame blanche sur case noire f4 · Dame blanche sur case noire c3 · Dame blanche sur case blanche g2 · Dame blanche sur case blanche b1 | 6 |
| 5 | Dame blanche sur case noire d8 · Dame blanche sur case noire a7 · Dame blanche sur case blanche e6 · Dame blanche sur case blanche h5 · Dame blanche sur case noire f4 · Dame blanche sur case noire c3 · Dame blanche sur case blanche g2 · Dame blanche sur case blanche b1 | Dame blanche sur case noire d8 · Dame blanche sur case noire a7 · Dame blanche sur case blanche e6 · Dame blanche sur case blanche h5 · Dame blanche sur case noire f4 · Dame blanche sur case noire c3 · Dame blanche sur case blanche g2 · Dame blanche sur case blanche b1 | Dame blanche sur case noire d8 · Dame blanche sur case noire a7 · Dame blanche sur case blanche e6 · Dame blanche sur case blanche h5 · Dame blanche sur case noire f4 · Dame blanche sur case noire c3 · Dame blanche sur case blanche g2 · Dame blanche sur case blanche b1 | Dame blanche sur case noire d8 · Dame blanche sur case noire a7 · Dame blanche sur case blanche e6 · Dame blanche sur case blanche h5 · Dame blanche sur case noire f4 · Dame blanche sur case noire c3 · Dame blanche sur case blanche g2 · Dame blanche sur case blanche b1 | Dame blanche sur case noire d8 · Dame blanche sur case noire a7 · Dame blanche sur case blanche e6 · Dame blanche sur case blanche h5 · Dame blanche sur case noire f4 · Dame blanche sur case noire c3 · Dame blanche sur case blanche g2 · Dame blanche sur case blanche b1 | Dame blanche sur case noire d8 · Dame blanche sur case noire a7 · Dame blanche sur case blanche e6 · Dame blanche sur case blanche h5 · Dame blanche sur case noire f4 · Dame blanche sur case noire c3 · Dame blanche sur case blanche g2 · Dame blanche sur case blanche b1 | Dame blanche sur case noire d8 · Dame blanche sur case noire a7 · Dame blanche sur case blanche e6 · Dame blanche sur case blanche h5 · Dame blanche sur case noire f4 · Dame blanche sur case noire c3 · Dame blanche sur case blanche g2 · Dame blanche sur case blanche b1 | Dame blanche sur case noire d8 · Dame blanche sur case noire a7 · Dame blanche sur case blanche e6 · Dame blanche sur case blanche h5 · Dame blanche sur case noire f4 · Dame blanche sur case noire c3 · Dame blanche sur case blanche g2 · Dame blanche sur case blanche b1 | 5 |
| 4 | Dame blanche sur case noire d8 · Dame blanche sur case noire a7 · Dame blanche sur case blanche e6 · Dame blanche sur case blanche h5 · Dame blanche sur case noire f4 · Dame blanche sur case noire c3 · Dame blanche sur case blanche g2 · Dame blanche sur case blanche b1 | Dame blanche sur case noire d8 · Dame blanche sur case noire a7 · Dame blanche sur case blanche e6 · Dame blanche sur case blanche h5 · Dame blanche sur case noire f4 · Dame blanche sur case noire c3 · Dame blanche sur case blanche g2 · Dame blanche sur case blanche b1 | Dame blanche sur case noire d8 · Dame blanche sur case noire a7 · Dame blanche sur case blanche e6 · Dame blanche sur case blanche h5 · Dame blanche sur case noire f4 · Dame blanche sur case noire c3 · Dame blanche sur case blanche g2 · Dame blanche sur case blanche b1 | Dame blanche sur case noire d8 · Dame blanche sur case noire a7 · Dame blanche sur case blanche e6 · Dame blanche sur case blanche h5 · Dame blanche sur case noire f4 · Dame blanche sur case noire c3 · Dame blanche sur case blanche g2 · Dame blanche sur case blanche b1 | Dame blanche sur case noire d8 · Dame blanche sur case noire a7 · Dame blanche sur case blanche e6 · Dame blanche sur case blanche h5 · Dame blanche sur case noire f4 · Dame blanche sur case noire c3 · Dame blanche sur case blanche g2 · Dame blanche sur case blanche b1 | Dame blanche sur case noire d8 · Dame blanche sur case noire a7 · Dame blanche sur case blanche e6 · Dame blanche sur case blanche h5 · Dame blanche sur case noire f4 · Dame blanche sur case noire c3 · Dame blanche sur case blanche g2 · Dame blanche sur case blanche b1 | Dame blanche sur case noire d8 · Dame blanche sur case noire a7 · Dame blanche sur case blanche e6 · Dame blanche sur case blanche h5 · Dame blanche sur case noire f4 · Dame blanche sur case noire c3 · Dame blanche sur case blanche g2 · Dame blanche sur case blanche b1 | Dame blanche sur case noire d8 · Dame blanche sur case noire a7 · Dame blanche sur case blanche e6 · Dame blanche sur case blanche h5 · Dame blanche sur case noire f4 · Dame blanche sur case noire c3 · Dame blanche sur case blanche g2 · Dame blanche sur case blanche b1 | 4 |
| 3 | Dame blanche sur case noire d8 · Dame blanche sur case noire a7 · Dame blanche sur case blanche e6 · Dame blanche sur case blanche h5 · Dame blanche sur case noire f4 · Dame blanche sur case noire c3 · Dame blanche sur case blanche g2 · Dame blanche sur case blanche b1 | Dame blanche sur case noire d8 · Dame blanche sur case noire a7 · Dame blanche sur case blanche e6 · Dame blanche sur case blanche h5 · Dame blanche sur case noire f4 · Dame blanche sur case noire c3 · Dame blanche sur case blanche g2 · Dame blanche sur case blanche b1 | Dame blanche sur case noire d8 · Dame blanche sur case noire a7 · Dame blanche sur case blanche e6 · Dame blanche sur case blanche h5 · Dame blanche sur case noire f4 · Dame blanche sur case noire c3 · Dame blanche sur case blanche g2 · Dame blanche sur case blanche b1 | Dame blanche sur case noire d8 · Dame blanche sur case noire a7 · Dame blanche sur case blanche e6 · Dame blanche sur case blanche h5 · Dame blanche sur case noire f4 · Dame blanche sur case noire c3 · Dame blanche sur case blanche g2 · Dame blanche sur case blanche b1 | Dame blanche sur case noire d8 · Dame blanche sur case noire a7 · Dame blanche sur case blanche e6 · Dame blanche sur case blanche h5 · Dame blanche sur case noire f4 · Dame blanche sur case noire c3 · Dame blanche sur case blanche g2 · Dame blanche sur case blanche b1 | Dame blanche sur case noire d8 · Dame blanche sur case noire a7 · Dame blanche sur case blanche e6 · Dame blanche sur case blanche h5 · Dame blanche sur case noire f4 · Dame blanche sur case noire c3 · Dame blanche sur case blanche g2 · Dame blanche sur case blanche b1 | Dame blanche sur case noire d8 · Dame blanche sur case noire a7 · Dame blanche sur case blanche e6 · Dame blanche sur case blanche h5 · Dame blanche sur case noire f4 · Dame blanche sur case noire c3 · Dame blanche sur case blanche g2 · Dame blanche sur case blanche b1 | Dame blanche sur case noire d8 · Dame blanche sur case noire a7 · Dame blanche sur case blanche e6 · Dame blanche sur case blanche h5 · Dame blanche sur case noire f4 · Dame blanche sur case noire c3 · Dame blanche sur case blanche g2 · Dame blanche sur case blanche b1 | 3 |
| 2 | Dame blanche sur case noire d8 · Dame blanche sur case noire a7 · Dame blanche sur case blanche e6 · Dame blanche sur case blanche h5 · Dame blanche sur case noire f4 · Dame blanche sur case noire c3 · Dame blanche sur case blanche g2 · Dame blanche sur case blanche b1 | Dame blanche sur case noire d8 · Dame blanche sur case noire a7 · Dame blanche sur case blanche e6 · Dame blanche sur case blanche h5 · Dame blanche sur case noire f4 · Dame blanche sur case noire c3 · Dame blanche sur case blanche g2 · Dame blanche sur case blanche b1 | Dame blanche sur case noire d8 · Dame blanche sur case noire a7 · Dame blanche sur case blanche e6 · Dame blanche sur case blanche h5 · Dame blanche sur case noire f4 · Dame blanche sur case noire c3 · Dame blanche sur case blanche g2 · Dame blanche sur case blanche b1 | Dame blanche sur case noire d8 · Dame blanche sur case noire a7 · Dame blanche sur case blanche e6 · Dame blanche sur case blanche h5 · Dame blanche sur case noire f4 · Dame blanche sur case noire c3 · Dame blanche sur case blanche g2 · Dame blanche sur case blanche b1 | Dame blanche sur case noire d8 · Dame blanche sur case noire a7 · Dame blanche sur case blanche e6 · Dame blanche sur case blanche h5 · Dame blanche sur case noire f4 · Dame blanche sur case noire c3 · Dame blanche sur case blanche g2 · Dame blanche sur case blanche b1 | Dame blanche sur case noire d8 · Dame blanche sur case noire a7 · Dame blanche sur case blanche e6 · Dame blanche sur case blanche h5 · Dame blanche sur case noire f4 · Dame blanche sur case noire c3 · Dame blanche sur case blanche g2 · Dame blanche sur case blanche b1 | Dame blanche sur case noire d8 · Dame blanche sur case noire a7 · Dame blanche sur case blanche e6 · Dame blanche sur case blanche h5 · Dame blanche sur case noire f4 · Dame blanche sur case noire c3 · Dame blanche sur case blanche g2 · Dame blanche sur case blanche b1 | Dame blanche sur case noire d8 · Dame blanche sur case noire a7 · Dame blanche sur case blanche e6 · Dame blanche sur case blanche h5 · Dame blanche sur case noire f4 · Dame blanche sur case noire c3 · Dame blanche sur case blanche g2 · Dame blanche sur case blanche b1 | 2 |
| 1 | Dame blanche sur case noire d8 · Dame blanche sur case noire a7 · Dame blanche sur case blanche e6 · Dame blanche sur case blanche h5 · Dame blanche sur case noire f4 · Dame blanche sur case noire c3 · Dame blanche sur case blanche g2 · Dame blanche sur case blanche b1 | Dame blanche sur case noire d8 · Dame blanche sur case noire a7 · Dame blanche sur case blanche e6 · Dame blanche sur case blanche h5 · Dame blanche sur case noire f4 · Dame blanche sur case noire c3 · Dame blanche sur case blanche g2 · Dame blanche sur case blanche b1 | Dame blanche sur case noire d8 · Dame blanche sur case noire a7 · Dame blanche sur case blanche e6 · Dame blanche sur case blanche h5 · Dame blanche sur case noire f4 · Dame blanche sur case noire c3 · Dame blanche sur case blanche g2 · Dame blanche sur case blanche b1 | Dame blanche sur case noire d8 · Dame blanche sur case noire a7 · Dame blanche sur case blanche e6 · Dame blanche sur case blanche h5 · Dame blanche sur case noire f4 · Dame blanche sur case noire c3 · Dame blanche sur case blanche g2 · Dame blanche sur case blanche b1 | Dame blanche sur case noire d8 · Dame blanche sur case noire a7 · Dame blanche sur case blanche e6 · Dame blanche sur case blanche h5 · Dame blanche sur case noire f4 · Dame blanche sur case noire c3 · Dame blanche sur case blanche g2 · Dame blanche sur case blanche b1 | Dame blanche sur case noire d8 · Dame blanche sur case noire a7 · Dame blanche sur case blanche e6 · Dame blanche sur case blanche h5 · Dame blanche sur case noire f4 · Dame blanche sur case noire c3 · Dame blanche sur case blanche g2 · Dame blanche sur case blanche b1 | Dame blanche sur case noire d8 · Dame blanche sur case noire a7 · Dame blanche sur case blanche e6 · Dame blanche sur case blanche h5 · Dame blanche sur case noire f4 · Dame blanche sur case noire c3 · Dame blanche sur case blanche g2 · Dame blanche sur case blanche b1 | Dame blanche sur case noire d8 · Dame blanche sur case noire a7 · Dame blanche sur case blanche e6 · Dame blanche sur case blanche h5 · Dame blanche sur case noire f4 · Dame blanche sur case noire c3 · Dame blanche sur case blanche g2 · Dame blanche sur case blanche b1 | 1 |
|   | a | b | c | d | e | f | g | h |   |

|   | a | b | c | d | e | f | g | h |   |
| 8 | Dame blanche sur case blanche c8 · Dame blanche sur case blanche f7 · Dame blanche sur case noire d6 · Dame blanche sur case noire a5 · Dame blanche sur case noire h4 · Dame blanche sur case noire e3 · Dame blanche sur case blanche g2 · Dame blanche sur case blanche b1 | Dame blanche sur case blanche c8 · Dame blanche sur case blanche f7 · Dame blanche sur case noire d6 · Dame blanche sur case noire a5 · Dame blanche sur case noire h4 · Dame blanche sur case noire e3 · Dame blanche sur case blanche g2 · Dame blanche sur case blanche b1 | Dame blanche sur case blanche c8 · Dame blanche sur case blanche f7 · Dame blanche sur case noire d6 · Dame blanche sur case noire a5 · Dame blanche sur case noire h4 · Dame blanche sur case noire e3 · Dame blanche sur case blanche g2 · Dame blanche sur case blanche b1 | Dame blanche sur case blanche c8 · Dame blanche sur case blanche f7 · Dame blanche sur case noire d6 · Dame blanche sur case noire a5 · Dame blanche sur case noire h4 · Dame blanche sur case noire e3 · Dame blanche sur case blanche g2 · Dame blanche sur case blanche b1 | Dame blanche sur case blanche c8 · Dame blanche sur case blanche f7 · Dame blanche sur case noire d6 · Dame blanche sur case noire a5 · Dame blanche sur case noire h4 · Dame blanche sur case noire e3 · Dame blanche sur case blanche g2 · Dame blanche sur case blanche b1 | Dame blanche sur case blanche c8 · Dame blanche sur case blanche f7 · Dame blanche sur case noire d6 · Dame blanche sur case noire a5 · Dame blanche sur case noire h4 · Dame blanche sur case noire e3 · Dame blanche sur case blanche g2 · Dame blanche sur case blanche b1 | Dame blanche sur case blanche c8 · Dame blanche sur case blanche f7 · Dame blanche sur case noire d6 · Dame blanche sur case noire a5 · Dame blanche sur case noire h4 · Dame blanche sur case noire e3 · Dame blanche sur case blanche g2 · Dame blanche sur case blanche b1 | Dame blanche sur case blanche c8 · Dame blanche sur case blanche f7 · Dame blanche sur case noire d6 · Dame blanche sur case noire a5 · Dame blanche sur case noire h4 · Dame blanche sur case noire e3 · Dame blanche sur case blanche g2 · Dame blanche sur case blanche b1 | 8 |
| 7 | Dame blanche sur case blanche c8 · Dame blanche sur case blanche f7 · Dame blanche sur case noire d6 · Dame blanche sur case noire a5 · Dame blanche sur case noire h4 · Dame blanche sur case noire e3 · Dame blanche sur case blanche g2 · Dame blanche sur case blanche b1 | Dame blanche sur case blanche c8 · Dame blanche sur case blanche f7 · Dame blanche sur case noire d6 · Dame blanche sur case noire a5 · Dame blanche sur case noire h4 · Dame blanche sur case noire e3 · Dame blanche sur case blanche g2 · Dame blanche sur case blanche b1 | Dame blanche sur case blanche c8 · Dame blanche sur case blanche f7 · Dame blanche sur case noire d6 · Dame blanche sur case noire a5 · Dame blanche sur case noire h4 · Dame blanche sur case noire e3 · Dame blanche sur case blanche g2 · Dame blanche sur case blanche b1 | Dame blanche sur case blanche c8 · Dame blanche sur case blanche f7 · Dame blanche sur case noire d6 · Dame blanche sur case noire a5 · Dame blanche sur case noire h4 · Dame blanche sur case noire e3 · Dame blanche sur case blanche g2 · Dame blanche sur case blanche b1 | Dame blanche sur case blanche c8 · Dame blanche sur case blanche f7 · Dame blanche sur case noire d6 · Dame blanche sur case noire a5 · Dame blanche sur case noire h4 · Dame blanche sur case noire e3 · Dame blanche sur case blanche g2 · Dame blanche sur case blanche b1 | Dame blanche sur case blanche c8 · Dame blanche sur case blanche f7 · Dame blanche sur case noire d6 · Dame blanche sur case noire a5 · Dame blanche sur case noire h4 · Dame blanche sur case noire e3 · Dame blanche sur case blanche g2 · Dame blanche sur case blanche b1 | Dame blanche sur case blanche c8 · Dame blanche sur case blanche f7 · Dame blanche sur case noire d6 · Dame blanche sur case noire a5 · Dame blanche sur case noire h4 · Dame blanche sur case noire e3 · Dame blanche sur case blanche g2 · Dame blanche sur case blanche b1 | Dame blanche sur case blanche c8 · Dame blanche sur case blanche f7 · Dame blanche sur case noire d6 · Dame blanche sur case noire a5 · Dame blanche sur case noire h4 · Dame blanche sur case noire e3 · Dame blanche sur case blanche g2 · Dame blanche sur case blanche b1 | 7 |
| 6 | Dame blanche sur case blanche c8 · Dame blanche sur case blanche f7 · Dame blanche sur case noire d6 · Dame blanche sur case noire a5 · Dame blanche sur case noire h4 · Dame blanche sur case noire e3 · Dame blanche sur case blanche g2 · Dame blanche sur case blanche b1 | Dame blanche sur case blanche c8 · Dame blanche sur case blanche f7 · Dame blanche sur case noire d6 · Dame blanche sur case noire a5 · Dame blanche sur case noire h4 · Dame blanche sur case noire e3 · Dame blanche sur case blanche g2 · Dame blanche sur case blanche b1 | Dame blanche sur case blanche c8 · Dame blanche sur case blanche f7 · Dame blanche sur case noire d6 · Dame blanche sur case noire a5 · Dame blanche sur case noire h4 · Dame blanche sur case noire e3 · Dame blanche sur case blanche g2 · Dame blanche sur case blanche b1 | Dame blanche sur case blanche c8 · Dame blanche sur case blanche f7 · Dame blanche sur case noire d6 · Dame blanche sur case noire a5 · Dame blanche sur case noire h4 · Dame blanche sur case noire e3 · Dame blanche sur case blanche g2 · Dame blanche sur case blanche b1 | Dame blanche sur case blanche c8 · Dame blanche sur case blanche f7 · Dame blanche sur case noire d6 · Dame blanche sur case noire a5 · Dame blanche sur case noire h4 · Dame blanche sur case noire e3 · Dame blanche sur case blanche g2 · Dame blanche sur case blanche b1 | Dame blanche sur case blanche c8 · Dame blanche sur case blanche f7 · Dame blanche sur case noire d6 · Dame blanche sur case noire a5 · Dame blanche sur case noire h4 · Dame blanche sur case noire e3 · Dame blanche sur case blanche g2 · Dame blanche sur case blanche b1 | Dame blanche sur case blanche c8 · Dame blanche sur case blanche f7 · Dame blanche sur case noire d6 · Dame blanche sur case noire a5 · Dame blanche sur case noire h4 · Dame blanche sur case noire e3 · Dame blanche sur case blanche g2 · Dame blanche sur case blanche b1 | Dame blanche sur case blanche c8 · Dame blanche sur case blanche f7 · Dame blanche sur case noire d6 · Dame blanche sur case noire a5 · Dame blanche sur case noire h4 · Dame blanche sur case noire e3 · Dame blanche sur case blanche g2 · Dame blanche sur case blanche b1 | 6 |
| 5 | Dame blanche sur case blanche c8 · Dame blanche sur case blanche f7 · Dame blanche sur case noire d6 · Dame blanche sur case noire a5 · Dame blanche sur case noire h4 · Dame blanche sur case noire e3 · Dame blanche sur case blanche g2 · Dame blanche sur case blanche b1 | Dame blanche sur case blanche c8 · Dame blanche sur case blanche f7 · Dame blanche sur case noire d6 · Dame blanche sur case noire a5 · Dame blanche sur case noire h4 · Dame blanche sur case noire e3 · Dame blanche sur case blanche g2 · Dame blanche sur case blanche b1 | Dame blanche sur case blanche c8 · Dame blanche sur case blanche f7 · Dame blanche sur case noire d6 · Dame blanche sur case noire a5 · Dame blanche sur case noire h4 · Dame blanche sur case noire e3 · Dame blanche sur case blanche g2 · Dame blanche sur case blanche b1 | Dame blanche sur case blanche c8 · Dame blanche sur case blanche f7 · Dame blanche sur case noire d6 · Dame blanche sur case noire a5 · Dame blanche sur case noire h4 · Dame blanche sur case noire e3 · Dame blanche sur case blanche g2 · Dame blanche sur case blanche b1 | Dame blanche sur case blanche c8 · Dame blanche sur case blanche f7 · Dame blanche sur case noire d6 · Dame blanche sur case noire a5 · Dame blanche sur case noire h4 · Dame blanche sur case noire e3 · Dame blanche sur case blanche g2 · Dame blanche sur case blanche b1 | Dame blanche sur case blanche c8 · Dame blanche sur case blanche f7 · Dame blanche sur case noire d6 · Dame blanche sur case noire a5 · Dame blanche sur case noire h4 · Dame blanche sur case noire e3 · Dame blanche sur case blanche g2 · Dame blanche sur case blanche b1 | Dame blanche sur case blanche c8 · Dame blanche sur case blanche f7 · Dame blanche sur case noire d6 · Dame blanche sur case noire a5 · Dame blanche sur case noire h4 · Dame blanche sur case noire e3 · Dame blanche sur case blanche g2 · Dame blanche sur case blanche b1 | Dame blanche sur case blanche c8 · Dame blanche sur case blanche f7 · Dame blanche sur case noire d6 · Dame blanche sur case noire a5 · Dame blanche sur case noire h4 · Dame blanche sur case noire e3 · Dame blanche sur case blanche g2 · Dame blanche sur case blanche b1 | 5 |
| 4 | Dame blanche sur case blanche c8 · Dame blanche sur case blanche f7 · Dame blanche sur case noire d6 · Dame blanche sur case noire a5 · Dame blanche sur case noire h4 · Dame blanche sur case noire e3 · Dame blanche sur case blanche g2 · Dame blanche sur case blanche b1 | Dame blanche sur case blanche c8 · Dame blanche sur case blanche f7 · Dame blanche sur case noire d6 · Dame blanche sur case noire a5 · Dame blanche sur case noire h4 · Dame blanche sur case noire e3 · Dame blanche sur case blanche g2 · Dame blanche sur case blanche b1 | Dame blanche sur case blanche c8 · Dame blanche sur case blanche f7 · Dame blanche sur case noire d6 · Dame blanche sur case noire a5 · Dame blanche sur case noire h4 · Dame blanche sur case noire e3 · Dame blanche sur case blanche g2 · Dame blanche sur case blanche b1 | Dame blanche sur case blanche c8 · Dame blanche sur case blanche f7 · Dame blanche sur case noire d6 · Dame blanche sur case noire a5 · Dame blanche sur case noire h4 · Dame blanche sur case noire e3 · Dame blanche sur case blanche g2 · Dame blanche sur case blanche b1 | Dame blanche sur case blanche c8 · Dame blanche sur case blanche f7 · Dame blanche sur case noire d6 · Dame blanche sur case noire a5 · Dame blanche sur case noire h4 · Dame blanche sur case noire e3 · Dame blanche sur case blanche g2 · Dame blanche sur case blanche b1 | Dame blanche sur case blanche c8 · Dame blanche sur case blanche f7 · Dame blanche sur case noire d6 · Dame blanche sur case noire a5 · Dame blanche sur case noire h4 · Dame blanche sur case noire e3 · Dame blanche sur case blanche g2 · Dame blanche sur case blanche b1 | Dame blanche sur case blanche c8 · Dame blanche sur case blanche f7 · Dame blanche sur case noire d6 · Dame blanche sur case noire a5 · Dame blanche sur case noire h4 · Dame blanche sur case noire e3 · Dame blanche sur case blanche g2 · Dame blanche sur case blanche b1 | Dame blanche sur case blanche c8 · Dame blanche sur case blanche f7 · Dame blanche sur case noire d6 · Dame blanche sur case noire a5 · Dame blanche sur case noire h4 · Dame blanche sur case noire e3 · Dame blanche sur case blanche g2 · Dame blanche sur case blanche b1 | 4 |
| 3 | Dame blanche sur case blanche c8 · Dame blanche sur case blanche f7 · Dame blanche sur case noire d6 · Dame blanche sur case noire a5 · Dame blanche sur case noire h4 · Dame blanche sur case noire e3 · Dame blanche sur case blanche g2 · Dame blanche sur case blanche b1 | Dame blanche sur case blanche c8 · Dame blanche sur case blanche f7 · Dame blanche sur case noire d6 · Dame blanche sur case noire a5 · Dame blanche sur case noire h4 · Dame blanche sur case noire e3 · Dame blanche sur case blanche g2 · Dame blanche sur case blanche b1 | Dame blanche sur case blanche c8 · Dame blanche sur case blanche f7 · Dame blanche sur case noire d6 · Dame blanche sur case noire a5 · Dame blanche sur case noire h4 · Dame blanche sur case noire e3 · Dame blanche sur case blanche g2 · Dame blanche sur case blanche b1 | Dame blanche sur case blanche c8 · Dame blanche sur case blanche f7 · Dame blanche sur case noire d6 · Dame blanche sur case noire a5 · Dame blanche sur case noire h4 · Dame blanche sur case noire e3 · Dame blanche sur case blanche g2 · Dame blanche sur case blanche b1 | Dame blanche sur case blanche c8 · Dame blanche sur case blanche f7 · Dame blanche sur case noire d6 · Dame blanche sur case noire a5 · Dame blanche sur case noire h4 · Dame blanche sur case noire e3 · Dame blanche sur case blanche g2 · Dame blanche sur case blanche b1 | Dame blanche sur case blanche c8 · Dame blanche sur case blanche f7 · Dame blanche sur case noire d6 · Dame blanche sur case noire a5 · Dame blanche sur case noire h4 · Dame blanche sur case noire e3 · Dame blanche sur case blanche g2 · Dame blanche sur case blanche b1 | Dame blanche sur case blanche c8 · Dame blanche sur case blanche f7 · Dame blanche sur case noire d6 · Dame blanche sur case noire a5 · Dame blanche sur case noire h4 · Dame blanche sur case noire e3 · Dame blanche sur case blanche g2 · Dame blanche sur case blanche b1 | Dame blanche sur case blanche c8 · Dame blanche sur case blanche f7 · Dame blanche sur case noire d6 · Dame blanche sur case noire a5 · Dame blanche sur case noire h4 · Dame blanche sur case noire e3 · Dame blanche sur case blanche g2 · Dame blanche sur case blanche b1 | 3 |
| 2 | Dame blanche sur case blanche c8 · Dame blanche sur case blanche f7 · Dame blanche sur case noire d6 · Dame blanche sur case noire a5 · Dame blanche sur case noire h4 · Dame blanche sur case noire e3 · Dame blanche sur case blanche g2 · Dame blanche sur case blanche b1 | Dame blanche sur case blanche c8 · Dame blanche sur case blanche f7 · Dame blanche sur case noire d6 · Dame blanche sur case noire a5 · Dame blanche sur case noire h4 · Dame blanche sur case noire e3 · Dame blanche sur case blanche g2 · Dame blanche sur case blanche b1 | Dame blanche sur case blanche c8 · Dame blanche sur case blanche f7 · Dame blanche sur case noire d6 · Dame blanche sur case noire a5 · Dame blanche sur case noire h4 · Dame blanche sur case noire e3 · Dame blanche sur case blanche g2 · Dame blanche sur case blanche b1 | Dame blanche sur case blanche c8 · Dame blanche sur case blanche f7 · Dame blanche sur case noire d6 · Dame blanche sur case noire a5 · Dame blanche sur case noire h4 · Dame blanche sur case noire e3 · Dame blanche sur case blanche g2 · Dame blanche sur case blanche b1 | Dame blanche sur case blanche c8 · Dame blanche sur case blanche f7 · Dame blanche sur case noire d6 · Dame blanche sur case noire a5 · Dame blanche sur case noire h4 · Dame blanche sur case noire e3 · Dame blanche sur case blanche g2 · Dame blanche sur case blanche b1 | Dame blanche sur case blanche c8 · Dame blanche sur case blanche f7 · Dame blanche sur case noire d6 · Dame blanche sur case noire a5 · Dame blanche sur case noire h4 · Dame blanche sur case noire e3 · Dame blanche sur case blanche g2 · Dame blanche sur case blanche b1 | Dame blanche sur case blanche c8 · Dame blanche sur case blanche f7 · Dame blanche sur case noire d6 · Dame blanche sur case noire a5 · Dame blanche sur case noire h4 · Dame blanche sur case noire e3 · Dame blanche sur case blanche g2 · Dame blanche sur case blanche b1 | Dame blanche sur case blanche c8 · Dame blanche sur case blanche f7 · Dame blanche sur case noire d6 · Dame blanche sur case noire a5 · Dame blanche sur case noire h4 · Dame blanche sur case noire e3 · Dame blanche sur case blanche g2 · Dame blanche sur case blanche b1 | 2 |
| 1 | Dame blanche sur case blanche c8 · Dame blanche sur case blanche f7 · Dame blanche sur case noire d6 · Dame blanche sur case noire a5 · Dame blanche sur case noire h4 · Dame blanche sur case noire e3 · Dame blanche sur case blanche g2 · Dame blanche sur case blanche b1 | Dame blanche sur case blanche c8 · Dame blanche sur case blanche f7 · Dame blanche sur case noire d6 · Dame blanche sur case noire a5 · Dame blanche sur case noire h4 · Dame blanche sur case noire e3 · Dame blanche sur case blanche g2 · Dame blanche sur case blanche b1 | Dame blanche sur case blanche c8 · Dame blanche sur case blanche f7 · Dame blanche sur case noire d6 · Dame blanche sur case noire a5 · Dame blanche sur case noire h4 · Dame blanche sur case noire e3 · Dame blanche sur case blanche g2 · Dame blanche sur case blanche b1 | Dame blanche sur case blanche c8 · Dame blanche sur case blanche f7 · Dame blanche sur case noire d6 · Dame blanche sur case noire a5 · Dame blanche sur case noire h4 · Dame blanche sur case noire e3 · Dame blanche sur case blanche g2 · Dame blanche sur case blanche b1 | Dame blanche sur case blanche c8 · Dame blanche sur case blanche f7 · Dame blanche sur case noire d6 · Dame blanche sur case noire a5 · Dame blanche sur case noire h4 · Dame blanche sur case noire e3 · Dame blanche sur case blanche g2 · Dame blanche sur case blanche b1 | Dame blanche sur case blanche c8 · Dame blanche sur case blanche f7 · Dame blanche sur case noire d6 · Dame blanche sur case noire a5 · Dame blanche sur case noire h4 · Dame blanche sur case noire e3 · Dame blanche sur case blanche g2 · Dame blanche sur case blanche b1 | Dame blanche sur case blanche c8 · Dame blanche sur case blanche f7 · Dame blanche sur case noire d6 · Dame blanche sur case noire a5 · Dame blanche sur case noire h4 · Dame blanche sur case noire e3 · Dame blanche sur case blanche g2 · Dame blanche sur case blanche b1 | Dame blanche sur case blanche c8 · Dame blanche sur case blanche f7 · Dame blanche sur case noire d6 · Dame blanche sur case noire a5 · Dame blanche sur case noire h4 · Dame blanche sur case noire e3 · Dame blanche sur case blanche g2 · Dame blanche sur case blanche b1 | 1 |
|   | a | b | c | d | e | f | g | h |   |

|   | a | b | c | d | e | f | g | h |   |
| 8 | Dame blanche sur case noire f8 · Dame blanche sur case blanche b7 · Dame blanche sur case blanche g6 · Dame blanche sur case noire a5 · Dame blanche sur case noire d4 · Dame blanche sur case blanche h3 · Dame blanche sur case blanche e2 · Dame blanche sur case noire c1 | Dame blanche sur case noire f8 · Dame blanche sur case blanche b7 · Dame blanche sur case blanche g6 · Dame blanche sur case noire a5 · Dame blanche sur case noire d4 · Dame blanche sur case blanche h3 · Dame blanche sur case blanche e2 · Dame blanche sur case noire c1 | Dame blanche sur case noire f8 · Dame blanche sur case blanche b7 · Dame blanche sur case blanche g6 · Dame blanche sur case noire a5 · Dame blanche sur case noire d4 · Dame blanche sur case blanche h3 · Dame blanche sur case blanche e2 · Dame blanche sur case noire c1 | Dame blanche sur case noire f8 · Dame blanche sur case blanche b7 · Dame blanche sur case blanche g6 · Dame blanche sur case noire a5 · Dame blanche sur case noire d4 · Dame blanche sur case blanche h3 · Dame blanche sur case blanche e2 · Dame blanche sur case noire c1 | Dame blanche sur case noire f8 · Dame blanche sur case blanche b7 · Dame blanche sur case blanche g6 · Dame blanche sur case noire a5 · Dame blanche sur case noire d4 · Dame blanche sur case blanche h3 · Dame blanche sur case blanche e2 · Dame blanche sur case noire c1 | Dame blanche sur case noire f8 · Dame blanche sur case blanche b7 · Dame blanche sur case blanche g6 · Dame blanche sur case noire a5 · Dame blanche sur case noire d4 · Dame blanche sur case blanche h3 · Dame blanche sur case blanche e2 · Dame blanche sur case noire c1 | Dame blanche sur case noire f8 · Dame blanche sur case blanche b7 · Dame blanche sur case blanche g6 · Dame blanche sur case noire a5 · Dame blanche sur case noire d4 · Dame blanche sur case blanche h3 · Dame blanche sur case blanche e2 · Dame blanche sur case noire c1 | Dame blanche sur case noire f8 · Dame blanche sur case blanche b7 · Dame blanche sur case blanche g6 · Dame blanche sur case noire a5 · Dame blanche sur case noire d4 · Dame blanche sur case blanche h3 · Dame blanche sur case blanche e2 · Dame blanche sur case noire c1 | 8 |
| 7 | Dame blanche sur case noire f8 · Dame blanche sur case blanche b7 · Dame blanche sur case blanche g6 · Dame blanche sur case noire a5 · Dame blanche sur case noire d4 · Dame blanche sur case blanche h3 · Dame blanche sur case blanche e2 · Dame blanche sur case noire c1 | Dame blanche sur case noire f8 · Dame blanche sur case blanche b7 · Dame blanche sur case blanche g6 · Dame blanche sur case noire a5 · Dame blanche sur case noire d4 · Dame blanche sur case blanche h3 · Dame blanche sur case blanche e2 · Dame blanche sur case noire c1 | Dame blanche sur case noire f8 · Dame blanche sur case blanche b7 · Dame blanche sur case blanche g6 · Dame blanche sur case noire a5 · Dame blanche sur case noire d4 · Dame blanche sur case blanche h3 · Dame blanche sur case blanche e2 · Dame blanche sur case noire c1 | Dame blanche sur case noire f8 · Dame blanche sur case blanche b7 · Dame blanche sur case blanche g6 · Dame blanche sur case noire a5 · Dame blanche sur case noire d4 · Dame blanche sur case blanche h3 · Dame blanche sur case blanche e2 · Dame blanche sur case noire c1 | Dame blanche sur case noire f8 · Dame blanche sur case blanche b7 · Dame blanche sur case blanche g6 · Dame blanche sur case noire a5 · Dame blanche sur case noire d4 · Dame blanche sur case blanche h3 · Dame blanche sur case blanche e2 · Dame blanche sur case noire c1 | Dame blanche sur case noire f8 · Dame blanche sur case blanche b7 · Dame blanche sur case blanche g6 · Dame blanche sur case noire a5 · Dame blanche sur case noire d4 · Dame blanche sur case blanche h3 · Dame blanche sur case blanche e2 · Dame blanche sur case noire c1 | Dame blanche sur case noire f8 · Dame blanche sur case blanche b7 · Dame blanche sur case blanche g6 · Dame blanche sur case noire a5 · Dame blanche sur case noire d4 · Dame blanche sur case blanche h3 · Dame blanche sur case blanche e2 · Dame blanche sur case noire c1 | Dame blanche sur case noire f8 · Dame blanche sur case blanche b7 · Dame blanche sur case blanche g6 · Dame blanche sur case noire a5 · Dame blanche sur case noire d4 · Dame blanche sur case blanche h3 · Dame blanche sur case blanche e2 · Dame blanche sur case noire c1 | 7 |
| 6 | Dame blanche sur case noire f8 · Dame blanche sur case blanche b7 · Dame blanche sur case blanche g6 · Dame blanche sur case noire a5 · Dame blanche sur case noire d4 · Dame blanche sur case blanche h3 · Dame blanche sur case blanche e2 · Dame blanche sur case noire c1 | Dame blanche sur case noire f8 · Dame blanche sur case blanche b7 · Dame blanche sur case blanche g6 · Dame blanche sur case noire a5 · Dame blanche sur case noire d4 · Dame blanche sur case blanche h3 · Dame blanche sur case blanche e2 · Dame blanche sur case noire c1 | Dame blanche sur case noire f8 · Dame blanche sur case blanche b7 · Dame blanche sur case blanche g6 · Dame blanche sur case noire a5 · Dame blanche sur case noire d4 · Dame blanche sur case blanche h3 · Dame blanche sur case blanche e2 · Dame blanche sur case noire c1 | Dame blanche sur case noire f8 · Dame blanche sur case blanche b7 · Dame blanche sur case blanche g6 · Dame blanche sur case noire a5 · Dame blanche sur case noire d4 · Dame blanche sur case blanche h3 · Dame blanche sur case blanche e2 · Dame blanche sur case noire c1 | Dame blanche sur case noire f8 · Dame blanche sur case blanche b7 · Dame blanche sur case blanche g6 · Dame blanche sur case noire a5 · Dame blanche sur case noire d4 · Dame blanche sur case blanche h3 · Dame blanche sur case blanche e2 · Dame blanche sur case noire c1 | Dame blanche sur case noire f8 · Dame blanche sur case blanche b7 · Dame blanche sur case blanche g6 · Dame blanche sur case noire a5 · Dame blanche sur case noire d4 · Dame blanche sur case blanche h3 · Dame blanche sur case blanche e2 · Dame blanche sur case noire c1 | Dame blanche sur case noire f8 · Dame blanche sur case blanche b7 · Dame blanche sur case blanche g6 · Dame blanche sur case noire a5 · Dame blanche sur case noire d4 · Dame blanche sur case blanche h3 · Dame blanche sur case blanche e2 · Dame blanche sur case noire c1 | Dame blanche sur case noire f8 · Dame blanche sur case blanche b7 · Dame blanche sur case blanche g6 · Dame blanche sur case noire a5 · Dame blanche sur case noire d4 · Dame blanche sur case blanche h3 · Dame blanche sur case blanche e2 · Dame blanche sur case noire c1 | 6 |
| 5 | Dame blanche sur case noire f8 · Dame blanche sur case blanche b7 · Dame blanche sur case blanche g6 · Dame blanche sur case noire a5 · Dame blanche sur case noire d4 · Dame blanche sur case blanche h3 · Dame blanche sur case blanche e2 · Dame blanche sur case noire c1 | Dame blanche sur case noire f8 · Dame blanche sur case blanche b7 · Dame blanche sur case blanche g6 · Dame blanche sur case noire a5 · Dame blanche sur case noire d4 · Dame blanche sur case blanche h3 · Dame blanche sur case blanche e2 · Dame blanche sur case noire c1 | Dame blanche sur case noire f8 · Dame blanche sur case blanche b7 · Dame blanche sur case blanche g6 · Dame blanche sur case noire a5 · Dame blanche sur case noire d4 · Dame blanche sur case blanche h3 · Dame blanche sur case blanche e2 · Dame blanche sur case noire c1 | Dame blanche sur case noire f8 · Dame blanche sur case blanche b7 · Dame blanche sur case blanche g6 · Dame blanche sur case noire a5 · Dame blanche sur case noire d4 · Dame blanche sur case blanche h3 · Dame blanche sur case blanche e2 · Dame blanche sur case noire c1 | Dame blanche sur case noire f8 · Dame blanche sur case blanche b7 · Dame blanche sur case blanche g6 · Dame blanche sur case noire a5 · Dame blanche sur case noire d4 · Dame blanche sur case blanche h3 · Dame blanche sur case blanche e2 · Dame blanche sur case noire c1 | Dame blanche sur case noire f8 · Dame blanche sur case blanche b7 · Dame blanche sur case blanche g6 · Dame blanche sur case noire a5 · Dame blanche sur case noire d4 · Dame blanche sur case blanche h3 · Dame blanche sur case blanche e2 · Dame blanche sur case noire c1 | Dame blanche sur case noire f8 · Dame blanche sur case blanche b7 · Dame blanche sur case blanche g6 · Dame blanche sur case noire a5 · Dame blanche sur case noire d4 · Dame blanche sur case blanche h3 · Dame blanche sur case blanche e2 · Dame blanche sur case noire c1 | Dame blanche sur case noire f8 · Dame blanche sur case blanche b7 · Dame blanche sur case blanche g6 · Dame blanche sur case noire a5 · Dame blanche sur case noire d4 · Dame blanche sur case blanche h3 · Dame blanche sur case blanche e2 · Dame blanche sur case noire c1 | 5 |
| 4 | Dame blanche sur case noire f8 · Dame blanche sur case blanche b7 · Dame blanche sur case blanche g6 · Dame blanche sur case noire a5 · Dame blanche sur case noire d4 · Dame blanche sur case blanche h3 · Dame blanche sur case blanche e2 · Dame blanche sur case noire c1 | Dame blanche sur case noire f8 · Dame blanche sur case blanche b7 · Dame blanche sur case blanche g6 · Dame blanche sur case noire a5 · Dame blanche sur case noire d4 · Dame blanche sur case blanche h3 · Dame blanche sur case blanche e2 · Dame blanche sur case noire c1 | Dame blanche sur case noire f8 · Dame blanche sur case blanche b7 · Dame blanche sur case blanche g6 · Dame blanche sur case noire a5 · Dame blanche sur case noire d4 · Dame blanche sur case blanche h3 · Dame blanche sur case blanche e2 · Dame blanche sur case noire c1 | Dame blanche sur case noire f8 · Dame blanche sur case blanche b7 · Dame blanche sur case blanche g6 · Dame blanche sur case noire a5 · Dame blanche sur case noire d4 · Dame blanche sur case blanche h3 · Dame blanche sur case blanche e2 · Dame blanche sur case noire c1 | Dame blanche sur case noire f8 · Dame blanche sur case blanche b7 · Dame blanche sur case blanche g6 · Dame blanche sur case noire a5 · Dame blanche sur case noire d4 · Dame blanche sur case blanche h3 · Dame blanche sur case blanche e2 · Dame blanche sur case noire c1 | Dame blanche sur case noire f8 · Dame blanche sur case blanche b7 · Dame blanche sur case blanche g6 · Dame blanche sur case noire a5 · Dame blanche sur case noire d4 · Dame blanche sur case blanche h3 · Dame blanche sur case blanche e2 · Dame blanche sur case noire c1 | Dame blanche sur case noire f8 · Dame blanche sur case blanche b7 · Dame blanche sur case blanche g6 · Dame blanche sur case noire a5 · Dame blanche sur case noire d4 · Dame blanche sur case blanche h3 · Dame blanche sur case blanche e2 · Dame blanche sur case noire c1 | Dame blanche sur case noire f8 · Dame blanche sur case blanche b7 · Dame blanche sur case blanche g6 · Dame blanche sur case noire a5 · Dame blanche sur case noire d4 · Dame blanche sur case blanche h3 · Dame blanche sur case blanche e2 · Dame blanche sur case noire c1 | 4 |
| 3 | Dame blanche sur case noire f8 · Dame blanche sur case blanche b7 · Dame blanche sur case blanche g6 · Dame blanche sur case noire a5 · Dame blanche sur case noire d4 · Dame blanche sur case blanche h3 · Dame blanche sur case blanche e2 · Dame blanche sur case noire c1 | Dame blanche sur case noire f8 · Dame blanche sur case blanche b7 · Dame blanche sur case blanche g6 · Dame blanche sur case noire a5 · Dame blanche sur case noire d4 · Dame blanche sur case blanche h3 · Dame blanche sur case blanche e2 · Dame blanche sur case noire c1 | Dame blanche sur case noire f8 · Dame blanche sur case blanche b7 · Dame blanche sur case blanche g6 · Dame blanche sur case noire a5 · Dame blanche sur case noire d4 · Dame blanche sur case blanche h3 · Dame blanche sur case blanche e2 · Dame blanche sur case noire c1 | Dame blanche sur case noire f8 · Dame blanche sur case blanche b7 · Dame blanche sur case blanche g6 · Dame blanche sur case noire a5 · Dame blanche sur case noire d4 · Dame blanche sur case blanche h3 · Dame blanche sur case blanche e2 · Dame blanche sur case noire c1 | Dame blanche sur case noire f8 · Dame blanche sur case blanche b7 · Dame blanche sur case blanche g6 · Dame blanche sur case noire a5 · Dame blanche sur case noire d4 · Dame blanche sur case blanche h3 · Dame blanche sur case blanche e2 · Dame blanche sur case noire c1 | Dame blanche sur case noire f8 · Dame blanche sur case blanche b7 · Dame blanche sur case blanche g6 · Dame blanche sur case noire a5 · Dame blanche sur case noire d4 · Dame blanche sur case blanche h3 · Dame blanche sur case blanche e2 · Dame blanche sur case noire c1 | Dame blanche sur case noire f8 · Dame blanche sur case blanche b7 · Dame blanche sur case blanche g6 · Dame blanche sur case noire a5 · Dame blanche sur case noire d4 · Dame blanche sur case blanche h3 · Dame blanche sur case blanche e2 · Dame blanche sur case noire c1 | Dame blanche sur case noire f8 · Dame blanche sur case blanche b7 · Dame blanche sur case blanche g6 · Dame blanche sur case noire a5 · Dame blanche sur case noire d4 · Dame blanche sur case blanche h3 · Dame blanche sur case blanche e2 · Dame blanche sur case noire c1 | 3 |
| 2 | Dame blanche sur case noire f8 · Dame blanche sur case blanche b7 · Dame blanche sur case blanche g6 · Dame blanche sur case noire a5 · Dame blanche sur case noire d4 · Dame blanche sur case blanche h3 · Dame blanche sur case blanche e2 · Dame blanche sur case noire c1 | Dame blanche sur case noire f8 · Dame blanche sur case blanche b7 · Dame blanche sur case blanche g6 · Dame blanche sur case noire a5 · Dame blanche sur case noire d4 · Dame blanche sur case blanche h3 · Dame blanche sur case blanche e2 · Dame blanche sur case noire c1 | Dame blanche sur case noire f8 · Dame blanche sur case blanche b7 · Dame blanche sur case blanche g6 · Dame blanche sur case noire a5 · Dame blanche sur case noire d4 · Dame blanche sur case blanche h3 · Dame blanche sur case blanche e2 · Dame blanche sur case noire c1 | Dame blanche sur case noire f8 · Dame blanche sur case blanche b7 · Dame blanche sur case blanche g6 · Dame blanche sur case noire a5 · Dame blanche sur case noire d4 · Dame blanche sur case blanche h3 · Dame blanche sur case blanche e2 · Dame blanche sur case noire c1 | Dame blanche sur case noire f8 · Dame blanche sur case blanche b7 · Dame blanche sur case blanche g6 · Dame blanche sur case noire a5 · Dame blanche sur case noire d4 · Dame blanche sur case blanche h3 · Dame blanche sur case blanche e2 · Dame blanche sur case noire c1 | Dame blanche sur case noire f8 · Dame blanche sur case blanche b7 · Dame blanche sur case blanche g6 · Dame blanche sur case noire a5 · Dame blanche sur case noire d4 · Dame blanche sur case blanche h3 · Dame blanche sur case blanche e2 · Dame blanche sur case noire c1 | Dame blanche sur case noire f8 · Dame blanche sur case blanche b7 · Dame blanche sur case blanche g6 · Dame blanche sur case noire a5 · Dame blanche sur case noire d4 · Dame blanche sur case blanche h3 · Dame blanche sur case blanche e2 · Dame blanche sur case noire c1 | Dame blanche sur case noire f8 · Dame blanche sur case blanche b7 · Dame blanche sur case blanche g6 · Dame blanche sur case noire a5 · Dame blanche sur case noire d4 · Dame blanche sur case blanche h3 · Dame blanche sur case blanche e2 · Dame blanche sur case noire c1 | 2 |
| 1 | Dame blanche sur case noire f8 · Dame blanche sur case blanche b7 · Dame blanche sur case blanche g6 · Dame blanche sur case noire a5 · Dame blanche sur case noire d4 · Dame blanche sur case blanche h3 · Dame blanche sur case blanche e2 · Dame blanche sur case noire c1 | Dame blanche sur case noire f8 · Dame blanche sur case blanche b7 · Dame blanche sur case blanche g6 · Dame blanche sur case noire a5 · Dame blanche sur case noire d4 · Dame blanche sur case blanche h3 · Dame blanche sur case blanche e2 · Dame blanche sur case noire c1 | Dame blanche sur case noire f8 · Dame blanche sur case blanche b7 · Dame blanche sur case blanche g6 · Dame blanche sur case noire a5 · Dame blanche sur case noire d4 · Dame blanche sur case blanche h3 · Dame blanche sur case blanche e2 · Dame blanche sur case noire c1 | Dame blanche sur case noire f8 · Dame blanche sur case blanche b7 · Dame blanche sur case blanche g6 · Dame blanche sur case noire a5 · Dame blanche sur case noire d4 · Dame blanche sur case blanche h3 · Dame blanche sur case blanche e2 · Dame blanche sur case noire c1 | Dame blanche sur case noire f8 · Dame blanche sur case blanche b7 · Dame blanche sur case blanche g6 · Dame blanche sur case noire a5 · Dame blanche sur case noire d4 · Dame blanche sur case blanche h3 · Dame blanche sur case blanche e2 · Dame blanche sur case noire c1 | Dame blanche sur case noire f8 · Dame blanche sur case blanche b7 · Dame blanche sur case blanche g6 · Dame blanche sur case noire a5 · Dame blanche sur case noire d4 · Dame blanche sur case blanche h3 · Dame blanche sur case blanche e2 · Dame blanche sur case noire c1 | Dame blanche sur case noire f8 · Dame blanche sur case blanche b7 · Dame blanche sur case blanche g6 · Dame blanche sur case noire a5 · Dame blanche sur case noire d4 · Dame blanche sur case blanche h3 · Dame blanche sur case blanche e2 · Dame blanche sur case noire c1 | Dame blanche sur case noire f8 · Dame blanche sur case blanche b7 · Dame blanche sur case blanche g6 · Dame blanche sur case noire a5 · Dame blanche sur case noire d4 · Dame blanche sur case blanche h3 · Dame blanche sur case blanche e2 · Dame blanche sur case noire c1 | 1 |
|   | a | b | c | d | e | f | g | h |   |

|   | a | b | c | d | e | f | g | h |   |
| 8 | Dame blanche sur case noire d8 · Dame blanche sur case noire g7 · Dame blanche sur case blanche a6 · Dame blanche sur case blanche h5 · Dame blanche sur case blanche e4 · Dame blanche sur case blanche b3 · Dame blanche sur case noire f2 · Dame blanche sur case noire c1 | Dame blanche sur case noire d8 · Dame blanche sur case noire g7 · Dame blanche sur case blanche a6 · Dame blanche sur case blanche h5 · Dame blanche sur case blanche e4 · Dame blanche sur case blanche b3 · Dame blanche sur case noire f2 · Dame blanche sur case noire c1 | Dame blanche sur case noire d8 · Dame blanche sur case noire g7 · Dame blanche sur case blanche a6 · Dame blanche sur case blanche h5 · Dame blanche sur case blanche e4 · Dame blanche sur case blanche b3 · Dame blanche sur case noire f2 · Dame blanche sur case noire c1 | Dame blanche sur case noire d8 · Dame blanche sur case noire g7 · Dame blanche sur case blanche a6 · Dame blanche sur case blanche h5 · Dame blanche sur case blanche e4 · Dame blanche sur case blanche b3 · Dame blanche sur case noire f2 · Dame blanche sur case noire c1 | Dame blanche sur case noire d8 · Dame blanche sur case noire g7 · Dame blanche sur case blanche a6 · Dame blanche sur case blanche h5 · Dame blanche sur case blanche e4 · Dame blanche sur case blanche b3 · Dame blanche sur case noire f2 · Dame blanche sur case noire c1 | Dame blanche sur case noire d8 · Dame blanche sur case noire g7 · Dame blanche sur case blanche a6 · Dame blanche sur case blanche h5 · Dame blanche sur case blanche e4 · Dame blanche sur case blanche b3 · Dame blanche sur case noire f2 · Dame blanche sur case noire c1 | Dame blanche sur case noire d8 · Dame blanche sur case noire g7 · Dame blanche sur case blanche a6 · Dame blanche sur case blanche h5 · Dame blanche sur case blanche e4 · Dame blanche sur case blanche b3 · Dame blanche sur case noire f2 · Dame blanche sur case noire c1 | Dame blanche sur case noire d8 · Dame blanche sur case noire g7 · Dame blanche sur case blanche a6 · Dame blanche sur case blanche h5 · Dame blanche sur case blanche e4 · Dame blanche sur case blanche b3 · Dame blanche sur case noire f2 · Dame blanche sur case noire c1 | 8 |
| 7 | Dame blanche sur case noire d8 · Dame blanche sur case noire g7 · Dame blanche sur case blanche a6 · Dame blanche sur case blanche h5 · Dame blanche sur case blanche e4 · Dame blanche sur case blanche b3 · Dame blanche sur case noire f2 · Dame blanche sur case noire c1 | Dame blanche sur case noire d8 · Dame blanche sur case noire g7 · Dame blanche sur case blanche a6 · Dame blanche sur case blanche h5 · Dame blanche sur case blanche e4 · Dame blanche sur case blanche b3 · Dame blanche sur case noire f2 · Dame blanche sur case noire c1 | Dame blanche sur case noire d8 · Dame blanche sur case noire g7 · Dame blanche sur case blanche a6 · Dame blanche sur case blanche h5 · Dame blanche sur case blanche e4 · Dame blanche sur case blanche b3 · Dame blanche sur case noire f2 · Dame blanche sur case noire c1 | Dame blanche sur case noire d8 · Dame blanche sur case noire g7 · Dame blanche sur case blanche a6 · Dame blanche sur case blanche h5 · Dame blanche sur case blanche e4 · Dame blanche sur case blanche b3 · Dame blanche sur case noire f2 · Dame blanche sur case noire c1 | Dame blanche sur case noire d8 · Dame blanche sur case noire g7 · Dame blanche sur case blanche a6 · Dame blanche sur case blanche h5 · Dame blanche sur case blanche e4 · Dame blanche sur case blanche b3 · Dame blanche sur case noire f2 · Dame blanche sur case noire c1 | Dame blanche sur case noire d8 · Dame blanche sur case noire g7 · Dame blanche sur case blanche a6 · Dame blanche sur case blanche h5 · Dame blanche sur case blanche e4 · Dame blanche sur case blanche b3 · Dame blanche sur case noire f2 · Dame blanche sur case noire c1 | Dame blanche sur case noire d8 · Dame blanche sur case noire g7 · Dame blanche sur case blanche a6 · Dame blanche sur case blanche h5 · Dame blanche sur case blanche e4 · Dame blanche sur case blanche b3 · Dame blanche sur case noire f2 · Dame blanche sur case noire c1 | Dame blanche sur case noire d8 · Dame blanche sur case noire g7 · Dame blanche sur case blanche a6 · Dame blanche sur case blanche h5 · Dame blanche sur case blanche e4 · Dame blanche sur case blanche b3 · Dame blanche sur case noire f2 · Dame blanche sur case noire c1 | 7 |
| 6 | Dame blanche sur case noire d8 · Dame blanche sur case noire g7 · Dame blanche sur case blanche a6 · Dame blanche sur case blanche h5 · Dame blanche sur case blanche e4 · Dame blanche sur case blanche b3 · Dame blanche sur case noire f2 · Dame blanche sur case noire c1 | Dame blanche sur case noire d8 · Dame blanche sur case noire g7 · Dame blanche sur case blanche a6 · Dame blanche sur case blanche h5 · Dame blanche sur case blanche e4 · Dame blanche sur case blanche b3 · Dame blanche sur case noire f2 · Dame blanche sur case noire c1 | Dame blanche sur case noire d8 · Dame blanche sur case noire g7 · Dame blanche sur case blanche a6 · Dame blanche sur case blanche h5 · Dame blanche sur case blanche e4 · Dame blanche sur case blanche b3 · Dame blanche sur case noire f2 · Dame blanche sur case noire c1 | Dame blanche sur case noire d8 · Dame blanche sur case noire g7 · Dame blanche sur case blanche a6 · Dame blanche sur case blanche h5 · Dame blanche sur case blanche e4 · Dame blanche sur case blanche b3 · Dame blanche sur case noire f2 · Dame blanche sur case noire c1 | Dame blanche sur case noire d8 · Dame blanche sur case noire g7 · Dame blanche sur case blanche a6 · Dame blanche sur case blanche h5 · Dame blanche sur case blanche e4 · Dame blanche sur case blanche b3 · Dame blanche sur case noire f2 · Dame blanche sur case noire c1 | Dame blanche sur case noire d8 · Dame blanche sur case noire g7 · Dame blanche sur case blanche a6 · Dame blanche sur case blanche h5 · Dame blanche sur case blanche e4 · Dame blanche sur case blanche b3 · Dame blanche sur case noire f2 · Dame blanche sur case noire c1 | Dame blanche sur case noire d8 · Dame blanche sur case noire g7 · Dame blanche sur case blanche a6 · Dame blanche sur case blanche h5 · Dame blanche sur case blanche e4 · Dame blanche sur case blanche b3 · Dame blanche sur case noire f2 · Dame blanche sur case noire c1 | Dame blanche sur case noire d8 · Dame blanche sur case noire g7 · Dame blanche sur case blanche a6 · Dame blanche sur case blanche h5 · Dame blanche sur case blanche e4 · Dame blanche sur case blanche b3 · Dame blanche sur case noire f2 · Dame blanche sur case noire c1 | 6 |
| 5 | Dame blanche sur case noire d8 · Dame blanche sur case noire g7 · Dame blanche sur case blanche a6 · Dame blanche sur case blanche h5 · Dame blanche sur case blanche e4 · Dame blanche sur case blanche b3 · Dame blanche sur case noire f2 · Dame blanche sur case noire c1 | Dame blanche sur case noire d8 · Dame blanche sur case noire g7 · Dame blanche sur case blanche a6 · Dame blanche sur case blanche h5 · Dame blanche sur case blanche e4 · Dame blanche sur case blanche b3 · Dame blanche sur case noire f2 · Dame blanche sur case noire c1 | Dame blanche sur case noire d8 · Dame blanche sur case noire g7 · Dame blanche sur case blanche a6 · Dame blanche sur case blanche h5 · Dame blanche sur case blanche e4 · Dame blanche sur case blanche b3 · Dame blanche sur case noire f2 · Dame blanche sur case noire c1 | Dame blanche sur case noire d8 · Dame blanche sur case noire g7 · Dame blanche sur case blanche a6 · Dame blanche sur case blanche h5 · Dame blanche sur case blanche e4 · Dame blanche sur case blanche b3 · Dame blanche sur case noire f2 · Dame blanche sur case noire c1 | Dame blanche sur case noire d8 · Dame blanche sur case noire g7 · Dame blanche sur case blanche a6 · Dame blanche sur case blanche h5 · Dame blanche sur case blanche e4 · Dame blanche sur case blanche b3 · Dame blanche sur case noire f2 · Dame blanche sur case noire c1 | Dame blanche sur case noire d8 · Dame blanche sur case noire g7 · Dame blanche sur case blanche a6 · Dame blanche sur case blanche h5 · Dame blanche sur case blanche e4 · Dame blanche sur case blanche b3 · Dame blanche sur case noire f2 · Dame blanche sur case noire c1 | Dame blanche sur case noire d8 · Dame blanche sur case noire g7 · Dame blanche sur case blanche a6 · Dame blanche sur case blanche h5 · Dame blanche sur case blanche e4 · Dame blanche sur case blanche b3 · Dame blanche sur case noire f2 · Dame blanche sur case noire c1 | Dame blanche sur case noire d8 · Dame blanche sur case noire g7 · Dame blanche sur case blanche a6 · Dame blanche sur case blanche h5 · Dame blanche sur case blanche e4 · Dame blanche sur case blanche b3 · Dame blanche sur case noire f2 · Dame blanche sur case noire c1 | 5 |
| 4 | Dame blanche sur case noire d8 · Dame blanche sur case noire g7 · Dame blanche sur case blanche a6 · Dame blanche sur case blanche h5 · Dame blanche sur case blanche e4 · Dame blanche sur case blanche b3 · Dame blanche sur case noire f2 · Dame blanche sur case noire c1 | Dame blanche sur case noire d8 · Dame blanche sur case noire g7 · Dame blanche sur case blanche a6 · Dame blanche sur case blanche h5 · Dame blanche sur case blanche e4 · Dame blanche sur case blanche b3 · Dame blanche sur case noire f2 · Dame blanche sur case noire c1 | Dame blanche sur case noire d8 · Dame blanche sur case noire g7 · Dame blanche sur case blanche a6 · Dame blanche sur case blanche h5 · Dame blanche sur case blanche e4 · Dame blanche sur case blanche b3 · Dame blanche sur case noire f2 · Dame blanche sur case noire c1 | Dame blanche sur case noire d8 · Dame blanche sur case noire g7 · Dame blanche sur case blanche a6 · Dame blanche sur case blanche h5 · Dame blanche sur case blanche e4 · Dame blanche sur case blanche b3 · Dame blanche sur case noire f2 · Dame blanche sur case noire c1 | Dame blanche sur case noire d8 · Dame blanche sur case noire g7 · Dame blanche sur case blanche a6 · Dame blanche sur case blanche h5 · Dame blanche sur case blanche e4 · Dame blanche sur case blanche b3 · Dame blanche sur case noire f2 · Dame blanche sur case noire c1 | Dame blanche sur case noire d8 · Dame blanche sur case noire g7 · Dame blanche sur case blanche a6 · Dame blanche sur case blanche h5 · Dame blanche sur case blanche e4 · Dame blanche sur case blanche b3 · Dame blanche sur case noire f2 · Dame blanche sur case noire c1 | Dame blanche sur case noire d8 · Dame blanche sur case noire g7 · Dame blanche sur case blanche a6 · Dame blanche sur case blanche h5 · Dame blanche sur case blanche e4 · Dame blanche sur case blanche b3 · Dame blanche sur case noire f2 · Dame blanche sur case noire c1 | Dame blanche sur case noire d8 · Dame blanche sur case noire g7 · Dame blanche sur case blanche a6 · Dame blanche sur case blanche h5 · Dame blanche sur case blanche e4 · Dame blanche sur case blanche b3 · Dame blanche sur case noire f2 · Dame blanche sur case noire c1 | 4 |
| 3 | Dame blanche sur case noire d8 · Dame blanche sur case noire g7 · Dame blanche sur case blanche a6 · Dame blanche sur case blanche h5 · Dame blanche sur case blanche e4 · Dame blanche sur case blanche b3 · Dame blanche sur case noire f2 · Dame blanche sur case noire c1 | Dame blanche sur case noire d8 · Dame blanche sur case noire g7 · Dame blanche sur case blanche a6 · Dame blanche sur case blanche h5 · Dame blanche sur case blanche e4 · Dame blanche sur case blanche b3 · Dame blanche sur case noire f2 · Dame blanche sur case noire c1 | Dame blanche sur case noire d8 · Dame blanche sur case noire g7 · Dame blanche sur case blanche a6 · Dame blanche sur case blanche h5 · Dame blanche sur case blanche e4 · Dame blanche sur case blanche b3 · Dame blanche sur case noire f2 · Dame blanche sur case noire c1 | Dame blanche sur case noire d8 · Dame blanche sur case noire g7 · Dame blanche sur case blanche a6 · Dame blanche sur case blanche h5 · Dame blanche sur case blanche e4 · Dame blanche sur case blanche b3 · Dame blanche sur case noire f2 · Dame blanche sur case noire c1 | Dame blanche sur case noire d8 · Dame blanche sur case noire g7 · Dame blanche sur case blanche a6 · Dame blanche sur case blanche h5 · Dame blanche sur case blanche e4 · Dame blanche sur case blanche b3 · Dame blanche sur case noire f2 · Dame blanche sur case noire c1 | Dame blanche sur case noire d8 · Dame blanche sur case noire g7 · Dame blanche sur case blanche a6 · Dame blanche sur case blanche h5 · Dame blanche sur case blanche e4 · Dame blanche sur case blanche b3 · Dame blanche sur case noire f2 · Dame blanche sur case noire c1 | Dame blanche sur case noire d8 · Dame blanche sur case noire g7 · Dame blanche sur case blanche a6 · Dame blanche sur case blanche h5 · Dame blanche sur case blanche e4 · Dame blanche sur case blanche b3 · Dame blanche sur case noire f2 · Dame blanche sur case noire c1 | Dame blanche sur case noire d8 · Dame blanche sur case noire g7 · Dame blanche sur case blanche a6 · Dame blanche sur case blanche h5 · Dame blanche sur case blanche e4 · Dame blanche sur case blanche b3 · Dame blanche sur case noire f2 · Dame blanche sur case noire c1 | 3 |
| 2 | Dame blanche sur case noire d8 · Dame blanche sur case noire g7 · Dame blanche sur case blanche a6 · Dame blanche sur case blanche h5 · Dame blanche sur case blanche e4 · Dame blanche sur case blanche b3 · Dame blanche sur case noire f2 · Dame blanche sur case noire c1 | Dame blanche sur case noire d8 · Dame blanche sur case noire g7 · Dame blanche sur case blanche a6 · Dame blanche sur case blanche h5 · Dame blanche sur case blanche e4 · Dame blanche sur case blanche b3 · Dame blanche sur case noire f2 · Dame blanche sur case noire c1 | Dame blanche sur case noire d8 · Dame blanche sur case noire g7 · Dame blanche sur case blanche a6 · Dame blanche sur case blanche h5 · Dame blanche sur case blanche e4 · Dame blanche sur case blanche b3 · Dame blanche sur case noire f2 · Dame blanche sur case noire c1 | Dame blanche sur case noire d8 · Dame blanche sur case noire g7 · Dame blanche sur case blanche a6 · Dame blanche sur case blanche h5 · Dame blanche sur case blanche e4 · Dame blanche sur case blanche b3 · Dame blanche sur case noire f2 · Dame blanche sur case noire c1 | Dame blanche sur case noire d8 · Dame blanche sur case noire g7 · Dame blanche sur case blanche a6 · Dame blanche sur case blanche h5 · Dame blanche sur case blanche e4 · Dame blanche sur case blanche b3 · Dame blanche sur case noire f2 · Dame blanche sur case noire c1 | Dame blanche sur case noire d8 · Dame blanche sur case noire g7 · Dame blanche sur case blanche a6 · Dame blanche sur case blanche h5 · Dame blanche sur case blanche e4 · Dame blanche sur case blanche b3 · Dame blanche sur case noire f2 · Dame blanche sur case noire c1 | Dame blanche sur case noire d8 · Dame blanche sur case noire g7 · Dame blanche sur case blanche a6 · Dame blanche sur case blanche h5 · Dame blanche sur case blanche e4 · Dame blanche sur case blanche b3 · Dame blanche sur case noire f2 · Dame blanche sur case noire c1 | Dame blanche sur case noire d8 · Dame blanche sur case noire g7 · Dame blanche sur case blanche a6 · Dame blanche sur case blanche h5 · Dame blanche sur case blanche e4 · Dame blanche sur case blanche b3 · Dame blanche sur case noire f2 · Dame blanche sur case noire c1 | 2 |
| 1 | Dame blanche sur case noire d8 · Dame blanche sur case noire g7 · Dame blanche sur case blanche a6 · Dame blanche sur case blanche h5 · Dame blanche sur case blanche e4 · Dame blanche sur case blanche b3 · Dame blanche sur case noire f2 · Dame blanche sur case noire c1 | Dame blanche sur case noire d8 · Dame blanche sur case noire g7 · Dame blanche sur case blanche a6 · Dame blanche sur case blanche h5 · Dame blanche sur case blanche e4 · Dame blanche sur case blanche b3 · Dame blanche sur case noire f2 · Dame blanche sur case noire c1 | Dame blanche sur case noire d8 · Dame blanche sur case noire g7 · Dame blanche sur case blanche a6 · Dame blanche sur case blanche h5 · Dame blanche sur case blanche e4 · Dame blanche sur case blanche b3 · Dame blanche sur case noire f2 · Dame blanche sur case noire c1 | Dame blanche sur case noire d8 · Dame blanche sur case noire g7 · Dame blanche sur case blanche a6 · Dame blanche sur case blanche h5 · Dame blanche sur case blanche e4 · Dame blanche sur case blanche b3 · Dame blanche sur case noire f2 · Dame blanche sur case noire c1 | Dame blanche sur case noire d8 · Dame blanche sur case noire g7 · Dame blanche sur case blanche a6 · Dame blanche sur case blanche h5 · Dame blanche sur case blanche e4 · Dame blanche sur case blanche b3 · Dame blanche sur case noire f2 · Dame blanche sur case noire c1 | Dame blanche sur case noire d8 · Dame blanche sur case noire g7 · Dame blanche sur case blanche a6 · Dame blanche sur case blanche h5 · Dame blanche sur case blanche e4 · Dame blanche sur case blanche b3 · Dame blanche sur case noire f2 · Dame blanche sur case noire c1 | Dame blanche sur case noire d8 · Dame blanche sur case noire g7 · Dame blanche sur case blanche a6 · Dame blanche sur case blanche h5 · Dame blanche sur case blanche e4 · Dame blanche sur case blanche b3 · Dame blanche sur case noire f2 · Dame blanche sur case noire c1 | Dame blanche sur case noire d8 · Dame blanche sur case noire g7 · Dame blanche sur case blanche a6 · Dame blanche sur case blanche h5 · Dame blanche sur case blanche e4 · Dame blanche sur case blanche b3 · Dame blanche sur case noire f2 · Dame blanche sur case noire c1 | 1 |
|   | a | b | c | d | e | f | g | h |   |

|   | a | b | c | d | e | f | g | h |   |
| 8 | Dame blanche sur case noire f8 · Dame blanche sur case blanche d7 · Dame blanche sur case blanche g6 · Dame blanche sur case noire a5 · Dame blanche sur case noire h4 · Dame blanche sur case blanche b3 · Dame blanche sur case blanche e2 · Dame blanche sur case noire c1 | Dame blanche sur case noire f8 · Dame blanche sur case blanche d7 · Dame blanche sur case blanche g6 · Dame blanche sur case noire a5 · Dame blanche sur case noire h4 · Dame blanche sur case blanche b3 · Dame blanche sur case blanche e2 · Dame blanche sur case noire c1 | Dame blanche sur case noire f8 · Dame blanche sur case blanche d7 · Dame blanche sur case blanche g6 · Dame blanche sur case noire a5 · Dame blanche sur case noire h4 · Dame blanche sur case blanche b3 · Dame blanche sur case blanche e2 · Dame blanche sur case noire c1 | Dame blanche sur case noire f8 · Dame blanche sur case blanche d7 · Dame blanche sur case blanche g6 · Dame blanche sur case noire a5 · Dame blanche sur case noire h4 · Dame blanche sur case blanche b3 · Dame blanche sur case blanche e2 · Dame blanche sur case noire c1 | Dame blanche sur case noire f8 · Dame blanche sur case blanche d7 · Dame blanche sur case blanche g6 · Dame blanche sur case noire a5 · Dame blanche sur case noire h4 · Dame blanche sur case blanche b3 · Dame blanche sur case blanche e2 · Dame blanche sur case noire c1 | Dame blanche sur case noire f8 · Dame blanche sur case blanche d7 · Dame blanche sur case blanche g6 · Dame blanche sur case noire a5 · Dame blanche sur case noire h4 · Dame blanche sur case blanche b3 · Dame blanche sur case blanche e2 · Dame blanche sur case noire c1 | Dame blanche sur case noire f8 · Dame blanche sur case blanche d7 · Dame blanche sur case blanche g6 · Dame blanche sur case noire a5 · Dame blanche sur case noire h4 · Dame blanche sur case blanche b3 · Dame blanche sur case blanche e2 · Dame blanche sur case noire c1 | Dame blanche sur case noire f8 · Dame blanche sur case blanche d7 · Dame blanche sur case blanche g6 · Dame blanche sur case noire a5 · Dame blanche sur case noire h4 · Dame blanche sur case blanche b3 · Dame blanche sur case blanche e2 · Dame blanche sur case noire c1 | 8 |
| 7 | Dame blanche sur case noire f8 · Dame blanche sur case blanche d7 · Dame blanche sur case blanche g6 · Dame blanche sur case noire a5 · Dame blanche sur case noire h4 · Dame blanche sur case blanche b3 · Dame blanche sur case blanche e2 · Dame blanche sur case noire c1 | Dame blanche sur case noire f8 · Dame blanche sur case blanche d7 · Dame blanche sur case blanche g6 · Dame blanche sur case noire a5 · Dame blanche sur case noire h4 · Dame blanche sur case blanche b3 · Dame blanche sur case blanche e2 · Dame blanche sur case noire c1 | Dame blanche sur case noire f8 · Dame blanche sur case blanche d7 · Dame blanche sur case blanche g6 · Dame blanche sur case noire a5 · Dame blanche sur case noire h4 · Dame blanche sur case blanche b3 · Dame blanche sur case blanche e2 · Dame blanche sur case noire c1 | Dame blanche sur case noire f8 · Dame blanche sur case blanche d7 · Dame blanche sur case blanche g6 · Dame blanche sur case noire a5 · Dame blanche sur case noire h4 · Dame blanche sur case blanche b3 · Dame blanche sur case blanche e2 · Dame blanche sur case noire c1 | Dame blanche sur case noire f8 · Dame blanche sur case blanche d7 · Dame blanche sur case blanche g6 · Dame blanche sur case noire a5 · Dame blanche sur case noire h4 · Dame blanche sur case blanche b3 · Dame blanche sur case blanche e2 · Dame blanche sur case noire c1 | Dame blanche sur case noire f8 · Dame blanche sur case blanche d7 · Dame blanche sur case blanche g6 · Dame blanche sur case noire a5 · Dame blanche sur case noire h4 · Dame blanche sur case blanche b3 · Dame blanche sur case blanche e2 · Dame blanche sur case noire c1 | Dame blanche sur case noire f8 · Dame blanche sur case blanche d7 · Dame blanche sur case blanche g6 · Dame blanche sur case noire a5 · Dame blanche sur case noire h4 · Dame blanche sur case blanche b3 · Dame blanche sur case blanche e2 · Dame blanche sur case noire c1 | Dame blanche sur case noire f8 · Dame blanche sur case blanche d7 · Dame blanche sur case blanche g6 · Dame blanche sur case noire a5 · Dame blanche sur case noire h4 · Dame blanche sur case blanche b3 · Dame blanche sur case blanche e2 · Dame blanche sur case noire c1 | 7 |
| 6 | Dame blanche sur case noire f8 · Dame blanche sur case blanche d7 · Dame blanche sur case blanche g6 · Dame blanche sur case noire a5 · Dame blanche sur case noire h4 · Dame blanche sur case blanche b3 · Dame blanche sur case blanche e2 · Dame blanche sur case noire c1 | Dame blanche sur case noire f8 · Dame blanche sur case blanche d7 · Dame blanche sur case blanche g6 · Dame blanche sur case noire a5 · Dame blanche sur case noire h4 · Dame blanche sur case blanche b3 · Dame blanche sur case blanche e2 · Dame blanche sur case noire c1 | Dame blanche sur case noire f8 · Dame blanche sur case blanche d7 · Dame blanche sur case blanche g6 · Dame blanche sur case noire a5 · Dame blanche sur case noire h4 · Dame blanche sur case blanche b3 · Dame blanche sur case blanche e2 · Dame blanche sur case noire c1 | Dame blanche sur case noire f8 · Dame blanche sur case blanche d7 · Dame blanche sur case blanche g6 · Dame blanche sur case noire a5 · Dame blanche sur case noire h4 · Dame blanche sur case blanche b3 · Dame blanche sur case blanche e2 · Dame blanche sur case noire c1 | Dame blanche sur case noire f8 · Dame blanche sur case blanche d7 · Dame blanche sur case blanche g6 · Dame blanche sur case noire a5 · Dame blanche sur case noire h4 · Dame blanche sur case blanche b3 · Dame blanche sur case blanche e2 · Dame blanche sur case noire c1 | Dame blanche sur case noire f8 · Dame blanche sur case blanche d7 · Dame blanche sur case blanche g6 · Dame blanche sur case noire a5 · Dame blanche sur case noire h4 · Dame blanche sur case blanche b3 · Dame blanche sur case blanche e2 · Dame blanche sur case noire c1 | Dame blanche sur case noire f8 · Dame blanche sur case blanche d7 · Dame blanche sur case blanche g6 · Dame blanche sur case noire a5 · Dame blanche sur case noire h4 · Dame blanche sur case blanche b3 · Dame blanche sur case blanche e2 · Dame blanche sur case noire c1 | Dame blanche sur case noire f8 · Dame blanche sur case blanche d7 · Dame blanche sur case blanche g6 · Dame blanche sur case noire a5 · Dame blanche sur case noire h4 · Dame blanche sur case blanche b3 · Dame blanche sur case blanche e2 · Dame blanche sur case noire c1 | 6 |
| 5 | Dame blanche sur case noire f8 · Dame blanche sur case blanche d7 · Dame blanche sur case blanche g6 · Dame blanche sur case noire a5 · Dame blanche sur case noire h4 · Dame blanche sur case blanche b3 · Dame blanche sur case blanche e2 · Dame blanche sur case noire c1 | Dame blanche sur case noire f8 · Dame blanche sur case blanche d7 · Dame blanche sur case blanche g6 · Dame blanche sur case noire a5 · Dame blanche sur case noire h4 · Dame blanche sur case blanche b3 · Dame blanche sur case blanche e2 · Dame blanche sur case noire c1 | Dame blanche sur case noire f8 · Dame blanche sur case blanche d7 · Dame blanche sur case blanche g6 · Dame blanche sur case noire a5 · Dame blanche sur case noire h4 · Dame blanche sur case blanche b3 · Dame blanche sur case blanche e2 · Dame blanche sur case noire c1 | Dame blanche sur case noire f8 · Dame blanche sur case blanche d7 · Dame blanche sur case blanche g6 · Dame blanche sur case noire a5 · Dame blanche sur case noire h4 · Dame blanche sur case blanche b3 · Dame blanche sur case blanche e2 · Dame blanche sur case noire c1 | Dame blanche sur case noire f8 · Dame blanche sur case blanche d7 · Dame blanche sur case blanche g6 · Dame blanche sur case noire a5 · Dame blanche sur case noire h4 · Dame blanche sur case blanche b3 · Dame blanche sur case blanche e2 · Dame blanche sur case noire c1 | Dame blanche sur case noire f8 · Dame blanche sur case blanche d7 · Dame blanche sur case blanche g6 · Dame blanche sur case noire a5 · Dame blanche sur case noire h4 · Dame blanche sur case blanche b3 · Dame blanche sur case blanche e2 · Dame blanche sur case noire c1 | Dame blanche sur case noire f8 · Dame blanche sur case blanche d7 · Dame blanche sur case blanche g6 · Dame blanche sur case noire a5 · Dame blanche sur case noire h4 · Dame blanche sur case blanche b3 · Dame blanche sur case blanche e2 · Dame blanche sur case noire c1 | Dame blanche sur case noire f8 · Dame blanche sur case blanche d7 · Dame blanche sur case blanche g6 · Dame blanche sur case noire a5 · Dame blanche sur case noire h4 · Dame blanche sur case blanche b3 · Dame blanche sur case blanche e2 · Dame blanche sur case noire c1 | 5 |
| 4 | Dame blanche sur case noire f8 · Dame blanche sur case blanche d7 · Dame blanche sur case blanche g6 · Dame blanche sur case noire a5 · Dame blanche sur case noire h4 · Dame blanche sur case blanche b3 · Dame blanche sur case blanche e2 · Dame blanche sur case noire c1 | Dame blanche sur case noire f8 · Dame blanche sur case blanche d7 · Dame blanche sur case blanche g6 · Dame blanche sur case noire a5 · Dame blanche sur case noire h4 · Dame blanche sur case blanche b3 · Dame blanche sur case blanche e2 · Dame blanche sur case noire c1 | Dame blanche sur case noire f8 · Dame blanche sur case blanche d7 · Dame blanche sur case blanche g6 · Dame blanche sur case noire a5 · Dame blanche sur case noire h4 · Dame blanche sur case blanche b3 · Dame blanche sur case blanche e2 · Dame blanche sur case noire c1 | Dame blanche sur case noire f8 · Dame blanche sur case blanche d7 · Dame blanche sur case blanche g6 · Dame blanche sur case noire a5 · Dame blanche sur case noire h4 · Dame blanche sur case blanche b3 · Dame blanche sur case blanche e2 · Dame blanche sur case noire c1 | Dame blanche sur case noire f8 · Dame blanche sur case blanche d7 · Dame blanche sur case blanche g6 · Dame blanche sur case noire a5 · Dame blanche sur case noire h4 · Dame blanche sur case blanche b3 · Dame blanche sur case blanche e2 · Dame blanche sur case noire c1 | Dame blanche sur case noire f8 · Dame blanche sur case blanche d7 · Dame blanche sur case blanche g6 · Dame blanche sur case noire a5 · Dame blanche sur case noire h4 · Dame blanche sur case blanche b3 · Dame blanche sur case blanche e2 · Dame blanche sur case noire c1 | Dame blanche sur case noire f8 · Dame blanche sur case blanche d7 · Dame blanche sur case blanche g6 · Dame blanche sur case noire a5 · Dame blanche sur case noire h4 · Dame blanche sur case blanche b3 · Dame blanche sur case blanche e2 · Dame blanche sur case noire c1 | Dame blanche sur case noire f8 · Dame blanche sur case blanche d7 · Dame blanche sur case blanche g6 · Dame blanche sur case noire a5 · Dame blanche sur case noire h4 · Dame blanche sur case blanche b3 · Dame blanche sur case blanche e2 · Dame blanche sur case noire c1 | 4 |
| 3 | Dame blanche sur case noire f8 · Dame blanche sur case blanche d7 · Dame blanche sur case blanche g6 · Dame blanche sur case noire a5 · Dame blanche sur case noire h4 · Dame blanche sur case blanche b3 · Dame blanche sur case blanche e2 · Dame blanche sur case noire c1 | Dame blanche sur case noire f8 · Dame blanche sur case blanche d7 · Dame blanche sur case blanche g6 · Dame blanche sur case noire a5 · Dame blanche sur case noire h4 · Dame blanche sur case blanche b3 · Dame blanche sur case blanche e2 · Dame blanche sur case noire c1 | Dame blanche sur case noire f8 · Dame blanche sur case blanche d7 · Dame blanche sur case blanche g6 · Dame blanche sur case noire a5 · Dame blanche sur case noire h4 · Dame blanche sur case blanche b3 · Dame blanche sur case blanche e2 · Dame blanche sur case noire c1 | Dame blanche sur case noire f8 · Dame blanche sur case blanche d7 · Dame blanche sur case blanche g6 · Dame blanche sur case noire a5 · Dame blanche sur case noire h4 · Dame blanche sur case blanche b3 · Dame blanche sur case blanche e2 · Dame blanche sur case noire c1 | Dame blanche sur case noire f8 · Dame blanche sur case blanche d7 · Dame blanche sur case blanche g6 · Dame blanche sur case noire a5 · Dame blanche sur case noire h4 · Dame blanche sur case blanche b3 · Dame blanche sur case blanche e2 · Dame blanche sur case noire c1 | Dame blanche sur case noire f8 · Dame blanche sur case blanche d7 · Dame blanche sur case blanche g6 · Dame blanche sur case noire a5 · Dame blanche sur case noire h4 · Dame blanche sur case blanche b3 · Dame blanche sur case blanche e2 · Dame blanche sur case noire c1 | Dame blanche sur case noire f8 · Dame blanche sur case blanche d7 · Dame blanche sur case blanche g6 · Dame blanche sur case noire a5 · Dame blanche sur case noire h4 · Dame blanche sur case blanche b3 · Dame blanche sur case blanche e2 · Dame blanche sur case noire c1 | Dame blanche sur case noire f8 · Dame blanche sur case blanche d7 · Dame blanche sur case blanche g6 · Dame blanche sur case noire a5 · Dame blanche sur case noire h4 · Dame blanche sur case blanche b3 · Dame blanche sur case blanche e2 · Dame blanche sur case noire c1 | 3 |
| 2 | Dame blanche sur case noire f8 · Dame blanche sur case blanche d7 · Dame blanche sur case blanche g6 · Dame blanche sur case noire a5 · Dame blanche sur case noire h4 · Dame blanche sur case blanche b3 · Dame blanche sur case blanche e2 · Dame blanche sur case noire c1 | Dame blanche sur case noire f8 · Dame blanche sur case blanche d7 · Dame blanche sur case blanche g6 · Dame blanche sur case noire a5 · Dame blanche sur case noire h4 · Dame blanche sur case blanche b3 · Dame blanche sur case blanche e2 · Dame blanche sur case noire c1 | Dame blanche sur case noire f8 · Dame blanche sur case blanche d7 · Dame blanche sur case blanche g6 · Dame blanche sur case noire a5 · Dame blanche sur case noire h4 · Dame blanche sur case blanche b3 · Dame blanche sur case blanche e2 · Dame blanche sur case noire c1 | Dame blanche sur case noire f8 · Dame blanche sur case blanche d7 · Dame blanche sur case blanche g6 · Dame blanche sur case noire a5 · Dame blanche sur case noire h4 · Dame blanche sur case blanche b3 · Dame blanche sur case blanche e2 · Dame blanche sur case noire c1 | Dame blanche sur case noire f8 · Dame blanche sur case blanche d7 · Dame blanche sur case blanche g6 · Dame blanche sur case noire a5 · Dame blanche sur case noire h4 · Dame blanche sur case blanche b3 · Dame blanche sur case blanche e2 · Dame blanche sur case noire c1 | Dame blanche sur case noire f8 · Dame blanche sur case blanche d7 · Dame blanche sur case blanche g6 · Dame blanche sur case noire a5 · Dame blanche sur case noire h4 · Dame blanche sur case blanche b3 · Dame blanche sur case blanche e2 · Dame blanche sur case noire c1 | Dame blanche sur case noire f8 · Dame blanche sur case blanche d7 · Dame blanche sur case blanche g6 · Dame blanche sur case noire a5 · Dame blanche sur case noire h4 · Dame blanche sur case blanche b3 · Dame blanche sur case blanche e2 · Dame blanche sur case noire c1 | Dame blanche sur case noire f8 · Dame blanche sur case blanche d7 · Dame blanche sur case blanche g6 · Dame blanche sur case noire a5 · Dame blanche sur case noire h4 · Dame blanche sur case blanche b3 · Dame blanche sur case blanche e2 · Dame blanche sur case noire c1 | 2 |
| 1 | Dame blanche sur case noire f8 · Dame blanche sur case blanche d7 · Dame blanche sur case blanche g6 · Dame blanche sur case noire a5 · Dame blanche sur case noire h4 · Dame blanche sur case blanche b3 · Dame blanche sur case blanche e2 · Dame blanche sur case noire c1 | Dame blanche sur case noire f8 · Dame blanche sur case blanche d7 · Dame blanche sur case blanche g6 · Dame blanche sur case noire a5 · Dame blanche sur case noire h4 · Dame blanche sur case blanche b3 · Dame blanche sur case blanche e2 · Dame blanche sur case noire c1 | Dame blanche sur case noire f8 · Dame blanche sur case blanche d7 · Dame blanche sur case blanche g6 · Dame blanche sur case noire a5 · Dame blanche sur case noire h4 · Dame blanche sur case blanche b3 · Dame blanche sur case blanche e2 · Dame blanche sur case noire c1 | Dame blanche sur case noire f8 · Dame blanche sur case blanche d7 · Dame blanche sur case blanche g6 · Dame blanche sur case noire a5 · Dame blanche sur case noire h4 · Dame blanche sur case blanche b3 · Dame blanche sur case blanche e2 · Dame blanche sur case noire c1 | Dame blanche sur case noire f8 · Dame blanche sur case blanche d7 · Dame blanche sur case blanche g6 · Dame blanche sur case noire a5 · Dame blanche sur case noire h4 · Dame blanche sur case blanche b3 · Dame blanche sur case blanche e2 · Dame blanche sur case noire c1 | Dame blanche sur case noire f8 · Dame blanche sur case blanche d7 · Dame blanche sur case blanche g6 · Dame blanche sur case noire a5 · Dame blanche sur case noire h4 · Dame blanche sur case blanche b3 · Dame blanche sur case blanche e2 · Dame blanche sur case noire c1 | Dame blanche sur case noire f8 · Dame blanche sur case blanche d7 · Dame blanche sur case blanche g6 · Dame blanche sur case noire a5 · Dame blanche sur case noire h4 · Dame blanche sur case blanche b3 · Dame blanche sur case blanche e2 · Dame blanche sur case noire c1 | Dame blanche sur case noire f8 · Dame blanche sur case blanche d7 · Dame blanche sur case blanche g6 · Dame blanche sur case noire a5 · Dame blanche sur case noire h4 · Dame blanche sur case blanche b3 · Dame blanche sur case blanche e2 · Dame blanche sur case noire c1 | 1 |
|   | a | b | c | d | e | f | g | h |   |

## Variantes

### Avec des pièces différentes
Quatorze  fous, trente-deux cavaliers ou seize rois peuvent être disposés sur un échiquier traditionnel sans qu'aucune pièce n'en menace une autre. Les pièces d'échecs féeriques peuvent remplacer les dames.

### Avec des échiquiers différents
Pólya a étudié le problème des n-dames sur un échiquier toroïdal. D'autres supports ont été utilisés, comme les échiquiers tridimensionnels.

### Le problème des dominations
Le problème est de trouver le nombre minimal de dames (ou d'autres pièces) nécessaires pour contrôler toutes les cases d'un échiquier n×n. Par exemple pour un échiquier « 8×8 », ce nombre vaut cinq.

### Le problème des neuf dames
On cherche à placer neuf dames et un pion sur un échiquier classique, en évitant que les dames ne puissent se prendre. Ce problème se généralise en considérant un échiquier n×n et r dames (r>n) et il faut trouver le nombre minimum de pions, de telle sorte que les dames et les pions puissent être placés sur l'échiquier sans que des dames se menacent.

### Les carrés magiques
En 1992, Demirörs, Rafraf et Tanik ont publié une méthode de conversion de carrés magiques en solutions du problème des n-dames, et réciproquement.

## En informatique
Le problème des huit dames est un bon exemple de problème simple mais non évident. Pour cette raison, il est souvent employé comme support de mise en œuvre de différentes techniques de programmation, y compris d'approches non traditionnelles de la programmation telles que la programmation par contraintes, la programmation logique ou les algorithmes génétiques.
Le plus souvent, il est employé comme exemple d'un problème qui peut être résolu avec un algorithme récursif, en exprimant qu'une solution du problème des n-dames peut être obtenue, par récurrence, à partir d'une solution quelconque du problème des (n-1)-dames par l'adjonction d'une dame. La récurrence commence avec la solution du problème de 0-dame qui repose sur un échiquier vide.
Cette technique est beaucoup plus efficace que l'algorithme naïf de recherche exhaustive, qui parcourt chacun des 648 = 248 = 281 474 976 710 656 placements possibles des huit dames, pour retirer tous ceux pour lesquels plusieurs dames se trouvent sur une même case (laissant seulement {\displaystyle A_{64}^{8}=64!/56!=} 178 462 987 637 760 arrangements possibles) ou pour lesquels des dames se menacent mutuellement.
Au regard de la complexité algorithmique, ce très « mauvais » algorithme produira les mêmes résultats à plusieurs reprises en attribuant différentes places aux huit dames, et recommencera les mêmes calculs plusieurs fois pour différentes parties de chaque solution. Un algorithme légèrement meilleur de recherche exhaustive place une seule dame par rangée, réduisant à seulement 88 = 224 = 16 777 216 placements possibles.
Il est possible de faire beaucoup mieux que cela. Par exemple, un programme de recherche en profondeur examinerait seulement 15 720 placements possibles des dames en construisant un arbre de recherche et en parcourant les rangées de l'échiquier une par une, éliminant la plupart des positions possibles à un stade très primitif de leur construction.
La programmation par contraintes est bien plus efficace pour ce problème. Un algorithme de « réparation itérative » commence typiquement à partir d'un placement de toutes les dames sur l'échiquier, par exemple avec une seule dame par colonne. Il compte alors le nombre de conflits entre dames, et utilise une méthode heuristique pour déterminer comment améliorer le placement des dames. La méthode heuristique de moindre conflit, qui consiste à déplacer la pièce ayant le plus grand nombre de conflits, dans la même colonne à une place où le nombre de conflits est le plus petit, est particulièrement efficace. Elle résout le problème des millions de dames (sur un échiquier de 1 000 000 × 1 000 000 cases) en moins de 50 étapes en moyenne[réf. nécessaire].
L'obtention de cette moyenne de 50 étapes suppose que la configuration initiale soit raisonnablement bonne. Si au début, un million de dames sont placées dans la même rangée, l'algorithme prendra évidemment plus de 50 étapes pour résoudre le problème. Un point de départ « raisonnablement bon » consiste à placer chaque dame dans une colonne telle qu'elle soit en conflit avec le plus petit nombre de dames se trouvant déjà sur l'échiquier.
La méthode de réparation itérative, à la différence de la recherche en profondeur décrite ci-dessus, ne garantit pas une solution. Comme toutes les méthodes de plus profonde descente, elle peut se bloquer sur un extremum local (dans ce cas l'algorithme peut être remis en marche avec une configuration initiale différente.) D'un autre côté, elle peut résoudre des problèmes de grandes tailles qui sont largement au-delà de la portée d'une recherche en profondeur.